# 프랑크푸르트 국민의회 의원 목록
1848년 5월 18일부터 1849년 5월 31일까지 프랑크푸르트 파울 교회에서 열렸고 그 후 1849년 6월 18일까지는 잔부의회로서 슈투트가르트에서 개회했던 프랑크푸르트 국민의회에는, 총 809명의 의원들이 소속되어 있었다. 이 목록은 프랑크푸르트 국민의회 구성원들을 기술한다.

## A

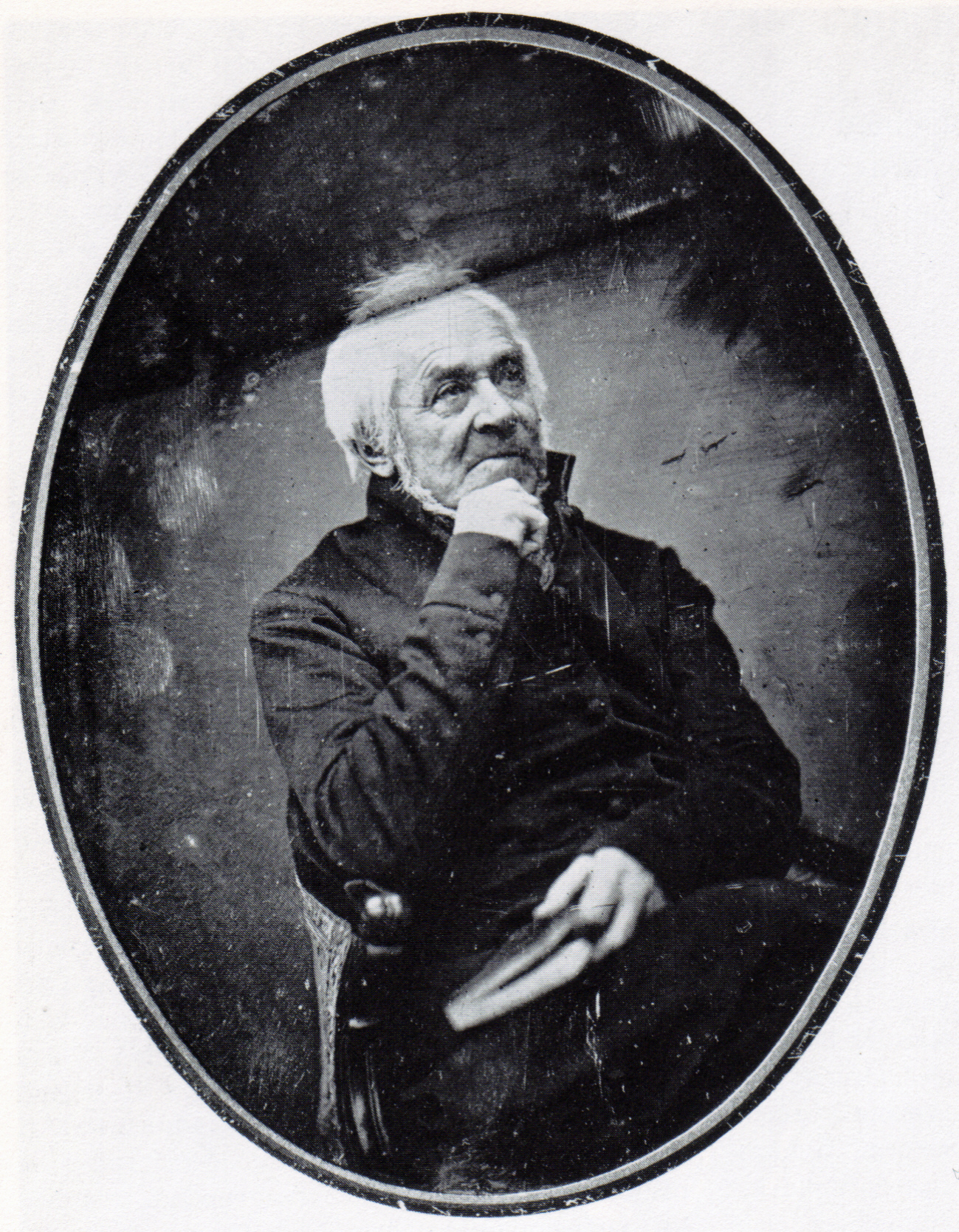
아른트 (J.자이프의 은판화)

| 이름                                                                          | 생몰년        | 의원이었던 기간                  | 선거구                                                           | 당파                  |
| ----------------------------------------------------------------------------- | ------------- | -------------------------------- | ---------------------------------------------------------------- | --------------------- |
| 게오르크 아흐라이트너 (Georg Achleitner)                                      | 1806년~1883년 | 1848년 5월 18일~1849년 4월 13일  | 외스터라이히옵데어엔스운트잘츠부르크 제12선거구 리트임인크라이스 | 베스텐트할            |
| 필리프 루트비히 아담 (Philipp Ludwig Adam)                                    | 1813년~1893년 | 1849년 4월 30일~1849년 5월 30일  | 도나우 제2선거구 울름                                            | 무소속                |
| 프란츠 아담스 데어 앨터레 (Franz Adams der Ältere)                            | 1800년~1868년 | 1848년 5월 18일~1849년 2월 26일  | 라인란트 제13선거구 코블렌츠                                     | 카지노                |
| 하인리히 아렌스 (Heinrich Ahrens)                                             | 1808년~1874년 | 1848년 5월 18일~1849년 5월 30일  | 하노버 제9선거구 홀레                                            | 베스텐트할            |
| 구스타프 아우구스트 폰 아이히엘부르크 (Gustav August von Aichelburg)          | 1813년~1882년 | 1848년 9월 1일~1849년 4월 30일   | 캐른텐 제4선거구 필라흐                                          | 무소속                |
| 야코프 아이히어 폰 아이헤네크 (Jacob Aicher von Aichenegg)                    | 1809년~1877년 | 1848년 5월 20일~1848년 5월 20일  | 캐른텐 제5선거구 슈피탈안데어드라우                              | 무소속                |
| 프리드리히 하인리히 레온하르트 알베르트 (Friedrich Heinrich Leonhard Albert)  | 1819년~1864년 | 1849년 3월 9일~1849년 5월 20일   | 작센 제2선거구 아셔스레벤                                        | 아우크스부르크 궁정파 |
| 빌헬름 에두아르트 알브레히트 (Wilhelm Eduard Albrecht)                        | 1800년~1876년 | 1848년 5월 18일~1848년 8월 17일  | 하노버 제11선거구 하르부르크                                     | 카지노                |
| 율리우스 암브로쉬 (Julius Ambrosch)                                           | 1804년~1856년 | 1848년 5월 23일~1849년 4월 4일   | 슐레지엔 제18선거구 오라우                                       | 카지노 / 파리 궁정파  |
| 구스타프 폰 암슈테터 (Gustav von Amstetter)                                   | 1800년~1875년 | 1848년 12월 11일~1849년 5월 16일 | 슐레지엔 제21선거구 브로츠와프                                   | 무소속                |
| 프리드리히 안더스 (Friedrich Anders)                                          | 1808년~1875년 | 1848년 5월 18일~1849년 5월 3일   | 슐레지엔 제8선거구 야우어                                        | 무소속                |
| 페르디난트 안더존 (Ferdinand Anderson)                                        | 1804년~1864년 | 1848년 5월 18일~1849년 5월 20일  | 브란덴부르크 제16선거구 베스코프                                 | 베스텐트할            |
| 빅토르 프란츠 폰 안드리안베어부르크 (Victor Franz von Andrian-Werburg)        | 1813년~1858년 | 1848년 5월 18일~1849년 3월 30일  | 외스터라이히운터데어엔스 제21선거구 비너노이슈타트               | 카지노 / 파리 궁정파  |
| 하인리히 안츠 (Heinrich Anz)                                                  | 1797년~1865년 | 1848년 5월 18일~1849년 5월 30일  | 프로이센 제25선거구 마린베어더                                   | 란츠베르크            |
| 프란츠 제라핌 아르히어 (Franz Seraphim Archer)                                | 1813년~1879년 | 1848년 10월 14일~1849년 4월 14일 | 슈타이어마르크 제2선거구 그라츠                                  | 베스텐트할            |
| 에른스트 모리츠 아른트 (Ernst Moritz Arndt)                                   | 1769년~1860년 | 1848년 5월 18일~1849년 5월 20일  | 라인란트 제28선거구 졸링겐                                       | 무소속                |
| 카를 루트비히 아른츠 (Carl Ludwig Arndts)                                     | 1803년~1878년 | 1848년 5월 20일~1849년 5월 19일  | 니더바이에른 제3선거구 슈트라우빙                                | 카지노 / 파리 궁정파  |
| 알프레트 폰 아르네트 (Alfred von Arneth)                                      | 1819년~1897년 | 1848년 9월 11일~1849년 3월 19일  | 외스터라이히운터데어엔스 제22선거구 노인키어혠                   | 아우크스부르크 궁정파 |
| 아돌프 하인리히 폰 아르님보이첸부르크 (Adolf Heinrich von Arnim-Boitzenburg)  | 1803년~1868년 | 1848년 5월 18일~1849년 6월 10일  | 브란덴부르크 제9선거구 프렌츨라우                                | 무소속                |
| 카를 아돌프 펠릭스 아우에 (Carl Adolph Felix Aue)                             | 1803년~1874년 | 1848년 6월 3일~1848년 8월 28일   | 안할트데사우 선거구                                              | 무소속                |
| 안톤 알렉산더 폰 아우어스베르크 (Anton Alexander von Auersberg)               | 1808년~1876년 | 1848년 5월 18일~1848년 9월 13일  | 크라인 제1선거구 라이바흐                                        | 무소속                |
| 한스 폰 아우어스발트 (Hans von Auerswald)                                     | 1792년~1848년 | 1848년 5월 20일~1848년 9월 18일  | 프로이센 제26선거구 로젠베르크                                   | 카지노                |
| 마티아스 요하네스 파란시스쿠스 아울리케 (Matthias Johannes Franciscus Aulike) | 1807년~1865년 | 1848년 9월 1일~1848년 1월 25일   | 베스트팔렌 제20선거구 뮌스터                                     | 무소속                |

## B

바서만 (A.프리트만의 유화에 따른 강판화)
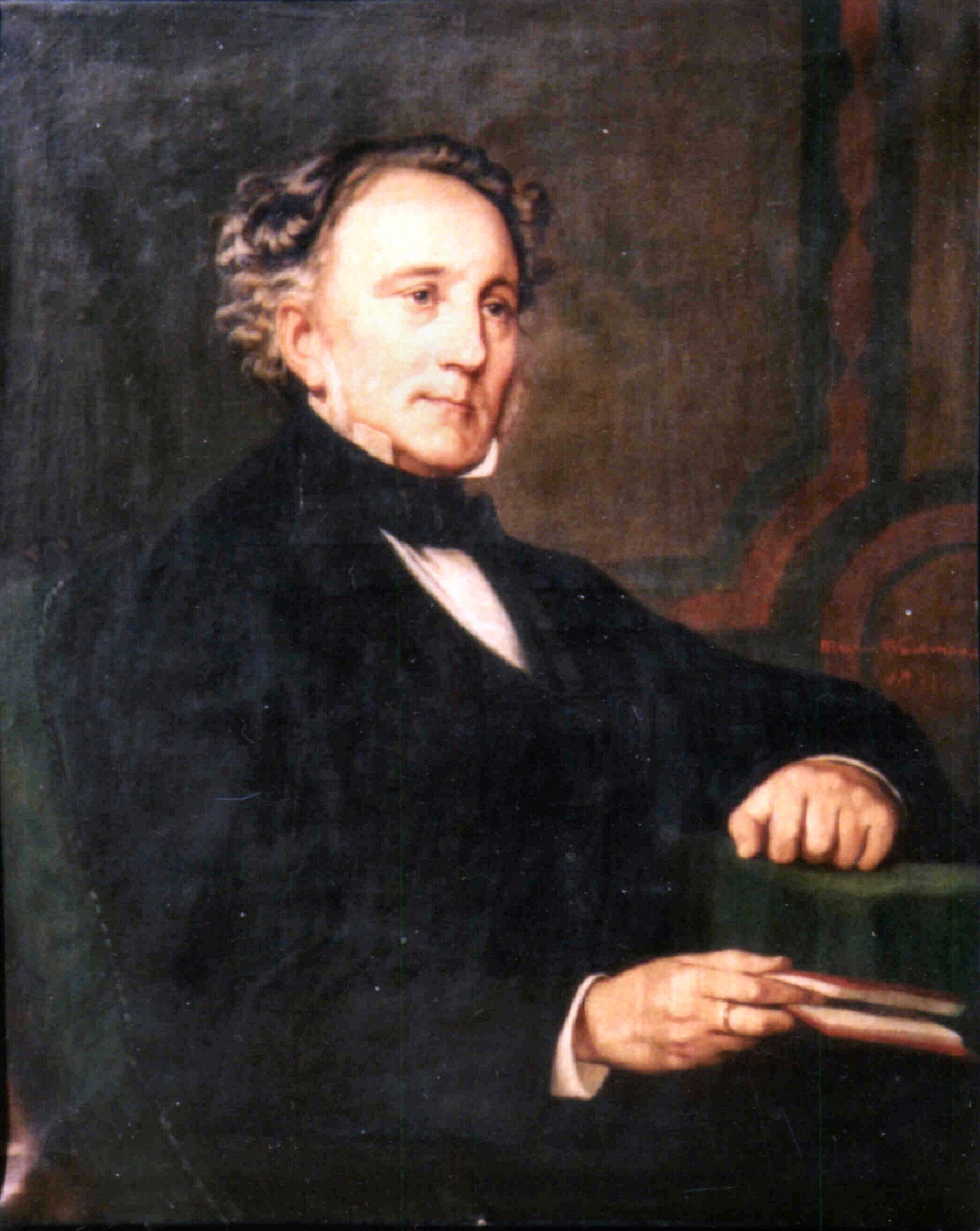
v. 베커라트 (유화, 작자 미상)
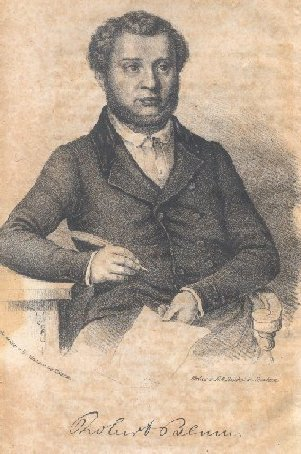
블룸 (석판화, 작자 미상)

| 이름                                                                  | 생몰년             | 의원이었던 기간                  | 선거구                                                     | 당파                                                            |
| --------------------------------------------------------------------- | ------------------ | -------------------------------- | ---------------------------------------------------------- | --------------------------------------------------------------- |
| 빌헬름 바흐마이어 (Wilhelm Bachmaier)                                 | 1801년~1864년      | 1849년 3월 23일~1849년 5월 26일  | 오버프랑켄 제8선거구 포르히하임                            | 무소속                                                          |
| 헤르만 바크하우스 (Hermann Backhaus)                                  | 1818년~1901년      | 1848년 5월 20일~1849년 5월 30일  | 발덱 선거구 코르바흐, 빌둥겐, 아롤젠                       | 뷔르템베르크 궁정파                                             |
| 알렉산더 폰 발뤼 (Alexander von Bally)                                | 1802년~1853년      | 1848년 5월 24일~1849년 5월 17일  | 슐레지엔 제33선거구 보위텐                                 | 카페 밀라니                                                     |
| 카를 프리드리히 다비트 반델로브 (Carl Friedrich David Bandelow)       | 1804년~1869년      | 1849년 3월 17일~1849년 5월 11일  | 포젠 제7선거구 볼슈타인                                    | 카지노                                                          |
| 쿠르트 폰 바르델레벤 (Kurt von Bardeleben)                            | 1796년~1854년      | 1848년 5월 20일~1848년 11월 13일 | 프로이센 제17선거구 쾨니히스베르크란트                     | 카지노                                                          |
| 프란츠 바르트 (Franz Barth)                                           | 1802년~1877년      | 1849년 4월 4일~1849년 4월 18일   | 티롤 운트 포어아를베르크 선거구 슈바츠                     | 무소속                                                          |
| 마르크바르트 아돌프 바르트 (Marquard Adolph Barth)                    | 1809년~1885년      | 1848년 5월 18일~1849년 5월 24일  | 슈바벤 제5선거구 카우프보위렌                              | 뷔르템베르크 궁정파 / 아우크스부르크 궁정파                     |
| 프리드리히 다니엘 바서만 (Friedrich Daniel Bassermann)                | 1811년~1855년      | 1848년 5월 18일~1849년 5월 21일  | 운터프랑켄 제4선거구 슈타트프로첼텐                        | 카지노                                                          |
| 요한 프리드리히 크리스토프 바우어 (Johann Friedrich Christoph Bauer)  | 1803년~1873년      | 1848년 5월 31일~1849년 5월 25일  | 미텔프랑켄 제5선거구 빈츠하임                              | 란츠베르크                                                      |
| 요제프 폰 바우어 (Joseph von Bauer)                                   | 1817년~1886년      | 1849년 2월 26일~1849년 4월 13일  | 외스터라이히운터데어엔스 제20선거구 바덴                   | 무소속                                                          |
| 카를 에두아르트 바우에른슈미트 (Karl Eduard Bauernschmid)             | 1801년~1875년      | 1848년 9월 11일~1849년 4월 11일  | 외스터라이히운터데어엔스 제18선거구 클로슈테르노위부르크   | 독일 궁정파                                                     |
| 루트비히 폰 바움바흐 추 키어히하임 (Ludwig von Baumbach zu Kirchheim) | 1799년~1883년      | 1848년 11월 20일~1849년 2월 16일 | 헤센 선제후국 제1선거구 카셀                               | 아우크스부르크 궁정파                                           |
| 요한 게오르크 바우어 (Johann Georg Baur)                              | 1820년~1849년      | 1848년 11월 4일~1849년 2월 18일  | 호엔촐레른 제1선거구 헤힝겐                                | 베스텐트할                                                      |
| 크리스토프 베커 (Christoph Becker)                                    | 1814년~1886년      | 1848년 5월 18일~1849년 5월 30일  | 라인란트 제1선거구 쇠네켄                                  | 뷔르템베르크 궁정파                                             |
| 프리드리히 고트리프 베커 (Friedrich Gottlieb Becker)                  | 1792년~1865년      | 1848년 5월 18일~1849년 5월 24일  | 작센코부르크고타 선거구 고타                               | 카지노                                                          |
| 헤르만 폰 베커라트 (Hermann von Beckerath)                            | 1801년~1870년      | 1848년 5월 18일~1849년 5월 4일   | 라인란트 제33선거구 크레펠트                               | 카지노                                                          |
| 빌헬름 벤케 (Wilhelm Behncke)                                         | 1809년~1880년      | 1849년 2월 8일~1849년 5월 21일   | 하노버 제4선거구 닌부르크/베저                             | 무소속                                                          |
| 빌헬름 요제프 베어 (Wilhelm Joseph Behr)                              | 1775년~1851년      | 1848년 5월 18일~1849년 5월 21일  | 오버프랑켄 제5선거구 크로나흐                              | 무소속                                                          |
| 카를 바이트텔 (Carl Beidtel)                                          | 1817년~1893년      | 1848년 5월 23일~1849년 4월 25일  | 모라비아 선거구 우헤르스케흐라디슈테                       | 무소속                                                          |
| 빌헬름 바인하우어 (Wilhelm Beinhauer)                                 | 1795년~1860년 이후 | 1848년 5월 18일~1848년 8월 18일  | 외스터라이히운터데어엔스 제13선거구 바이트호펜안데어타위아 | 무소속                                                          |
| 헤르만 폰 바이즐러 (Hermann von Beisler)                              | 1790년~1859년      | 1848년 5월 29일~1849년 5월 7일   | 오버바이에른 제3선거구 에르딩                              | 카페 밀라니                                                     |
| 요제프 베네딕트 (Joseph Benedict)                                     | 1809년~1880년      | 1848년 5월 20일~1849년 4월 13일  | 캐른텐 제5선거구 슈피탈 안 데어 드라우                     | 카지노                                                          |
| 요한 네포무크 베르거 (Johann Nepomuk Berger)                          | 1816년~1870년      | 1848년 5월 24일~1849년 4월 23일  | 모라비아-올뮈츠 선거구                                     | 도너스베르크                                                    |
| 프리드리히 베르크뮐러 (Friedrich Bergmüller)                          | 1818년~1884년      | 1848년 9월 1일~1849년 5월 30일   | 외스터라이히옵데어엔스 제14선거구 마티히호펜               | 무소속                                                          |
| 테오도르 베어크만 (Theodor Berkmann)                                  | 1802년~1870년      | 1848년 6월 13일~1849년 6월 18일  | 팔츠 제5선거구 키어히하임볼란덴                            | 도너스베르크                                                    |
| 아돌프 베름바흐 (Adolph Bermbach)                                     | 1821년~1875년      | 1849년 2월 27일~1849년 6월 18일  | 라인란트 제19선거구 지크부르크                             | 독일 궁정파                                                     |
| 카를 베른하르디 (Karl Bernhardi)                                      | 1799년~1874년      | 1848년 5월 18일~1849년 5월 21일  | 쿠어헤센 제2선거구 에쉬베게                                | 카지노                                                          |
| 게오르크 베젤러 (Georg Beseler)                                       | 1809년~1888년      | 1848년 5월 1849년 5월 20일       | 포메른 제13선거구 볼가스트                                 | 카지노                                                          |
| 빌헬름 베젤러 (Wilhelm Beseler)                                       | 1806년~1884년      | 1848년 11월 23일~1849년 5월 21일 | 홀슈타인 제2선거구 이체오에                                | 카지노                                                          |
| 카를 비더만 (Karl Biedermann)                                         | 1812년~1901년      | 1848년 5월 18일~1849년 5월 26일  | 작센 제11선거구 츠비카우                                   | 뷔르템베르크 궁정파 / 아우크스부르크 궁정파 / 뉘른베르크 궁정파 |
| 프리드리히 블뢰머 (Friedrich Bloemer)                                 | 1807년~1872년      | 1848년 5월 20일~1849년 5월 30일  | 라인란트 제24선거구 몬샤우                                 | 무소속                                                          |
| 로베르트 블룸 (Robert Blum)                                           | 1807년~1848년      | 1848년 5월 18일~1848년 11월 9일  | 작센 제6선거구 라이프치히                                  | 독일 궁정파                                                     |
| 요제프 블루멘슈테터 (Josef Blumenstetter)                             | 1807년~1885        | 1848년 5월 18일~1848년 10월 23일 | 호엔촐레른 제1선거구 헤힝겐                                | 무소속                                                          |
| 아우구스트 블룸뢰더 (August Blumröder)                                | 1776년~1860        | 1848년 5월 18일~1848년 9월 18일  | 슈바르츠부르크존더스하우젠 선거구                          | 베스텐트할                                                      |
| 구스타프 블룸뢰더 (Gustav Blumröder)                                  | 1802년~1853년      | 1848년 5월 18일~1849년 6월 18일  | 오버프랑켄 제4선거구 분지델                                | 베스텐트할                                                      |
| 요한 보흐부쉬만 (Johann Boch-Buschmann)                               | 1782년~1858년      | 1849년 1월 3일~1849년 5월 30일   | 룩셈부르크 선거구                                          | 무소속                                                          |
| 오이겐 보크 (Eugen Bock)                                              | 1816년~1888년      | 1848년 5월 26일~1849년 5월 20일  | 베스트팔렌 제4선거구 귀터슬로                              | 카지노                                                          |
| 알로이스 보체크 (Alois Boczek)                                        | 1817년~1876년      | 1848년 6월 27일~1849년 6월 18일  | 모라바-티쉬노비츠 선거구                                   | 도너스베르크                                                    |
| 알폰스 폰 보딘 (Alfons von Boddien)                                   | 1801년~1857년      | 1848년 5월 19일~1849년 5월 21일  | 슐레지엔 제34선거구 플레스                                 | 카페 밀라니                                                     |
| 아돌프 뵈킹 (Adolph Böckin)                                           | 1799년~1866년      | 1848년 5월 19일~1849년 5월 26일  | 라인란트 제11선거구 지메른                                 | 뷔르템베르크 궁정파                                             |
| 하인리히 뵈클러 (Heinrich Böcler)                                     | 1809년~1874년      | 1848년 5월 18일~1849년 5월 25일  | 메클렌부르크슈베린 제3선거구 슈베린                        | 카지노 / 아우크스부르크 궁정파                                  |
| 루트비히 보겐 (Ludwig Bogen)                                          | 1809년~1886년      | 1848년 5월 18일~1849년 6월 18일  | 헤센 대공국 제4선거구 에르바흐                             | 독일 궁정파                                                     |
| 루트비히 보나르디 (Ludwig Bonardy)                                    | 1805년~1881년      | 1848년 5월 18일~1849년 5월 24일  | 라이스 앨터러 리니에 선거구                                | 뷔르템베르크 궁정파                                             |
| 에두아르트 폰 보리스 (Eduard von Borries)                             | 1807년~1872년      | 1849년 2월 3일~1849년 5월 21일   | 프로이센 제28선거구 노이슈타트                             | 카지노                                                          |
| 카를 폰 보트머 (Karl von Bothmer)                                     | 1799년~1852년      | 1848년 5월 18일~ 1849년 5월 12일 | 하노버 제3선거구 블루메나우                                | 카페 밀라니 / 카지노                                            |
| 카예탄 보비어 (Cajetan Bouvier)                                       | 1795년~1863년      | 1848년 5월 18일~1849년 2월 17일  | 슈타이어마르크 제10선거구 고노비츠                         | 무소속                                                          |
| 게오르크 프리드리히 브라켄부쉬 (Georg Friedrich Brackebusch)          | 1799년~1883년      | 1849년 5월 15일~ 1849년 5월 30일 | 하노버 제2선거구 하노버 시                                 | 무소속                                                          |
| 하인리히 폰 브란트 (Heinrich von Brandt)                              | 1789년~1868년      | 1848년 6월 9일~ 1848년 6월 18일  | 포젠 제10선거구 오보르니크                                 | 무소속                                                          |
| 아우구스트 브라운 (August Braun)                                      | 1783년~1859년      | 1848년 5월 19일~ 1849년 5월 24일 | 포메른 제4선거구 쾨슬린                                    | 카지노                                                          |
| 오제프 브라운 (Joseph Braun)                                          | 1801년~1863년      | 1848년 5월 18일~ 1849년 5월 30일 | 라인란트 제22선거구 뒤렌                                   | 파리 궁정파                                                     |
| 로렌츠 브렌타노 (Lorenz Brentano)                                     | 1813년~1891년      | 1848년 5월 29일~1849년 5월 30일  | 바덴 제2선거구 엥겐                                        | 독일 궁정파 / 도너스베르크                                      |
| 테오도르 폰 브레시우스 (Theodor von Brescius)                         | 1798년~1871년      | 1848년 6월 3일~ 1849년 5월 12일  | 브란덴부르크 제23선거구 췰리차우                           | 무소속                                                          |
| 프란츠 브레스겐 (Franz Bresgen)                                       | 1815년~1895년      | 1848년 5월 18일~1849년 5월 30일  | 라인란트 제9선거구 마이엔                                  | 뷔르템베르크 궁정파                                             |
| 카를 폰 브로이닝 (Carl von Breuning)                                  | 1808년~1886년      | 1848년 5월 26일~1849년 5월 4일   | 라인란트 제21선거구 헤어초겐라트                           | 아우크스부르크 궁정파                                           |
| 카를 테오도르 브로이징 (Carl Theodor Breusing)                        | 1789년~1867년      | 1848년 5월 19일~1849년 5월 20일  | 하노버 제20선거구 오스나브뤼크                             | 란츠베르크                                                      |
| 모리츠 아돌프 브리글레프 (Moriz Adolph Briegleb)                      | 1809년~1872년      | 1848년 5월 18일~ 1849년 5월 20일 | 작센코부르크고타 선거구 코부르크                           | 카지노                                                          |
| 요제프 브로크하우젠 (Joseph Brockhausen)                              | 1809년~1886년      | 1849년 3월 15일~ 1849년 5월 21일 | 베스트팔렌 제20선거구 뮌스터                               | 무소속                                                          |
| 위작 브론스 (Ysaak Brons)                                             | 1801년~1885년      | 1848년 5월 18일~ 1849년 5월 20일 | 하노버 제25선거구 엠덴                                     | 카지노                                                          |
| 카를 루트비히 폰 브룩 (Karl Ludwig von Bruck)                         | 1798년~1860년      | 1848년 5월 18일~1848년 11월 28일 | 퀴슈텐란트 제1선거구 트리에스테 시                         | 카페 밀라니                                                     |
| 요제프 브룬크 (Josef Brunck)                                          | 1787년~1848년      | 1848년 5월 18일~1848년 10월 21일 | 헤센다름슈타트 제12선거구 빙겐                             | 도너스베르크                                                    |
| 이그나츠 뷔르거스 (Ignatz Bürgers)                                    | 1815년~1882년      | 1848년 5월 18일~1849년 5월 20일  | 라인란트 제15선거구 도이츠                                 | 카지노                                                          |
| 크리스티안 카를 요지아스 폰 분젠 (Christian Karl Josias von Bunsen)   | 1791년~1860년      | 1848년 5월 18일~1849년 1월 11일  | 슐레스비히 제4선거구 슐레스비히                            | 무소속                                                          |
| 프리드리히 모리츠 부르거 (Friedrich Moritz Burger)                    | 1804년~1873년      | 1848년 5월 20일~1848년 8월 21일  | 퀴슈텐란트 제1선거구 트리에스테 시                         | 무소속                                                          |
| 프리드리히 카를 부르카르트 (Friedrich Carl Burkart)                   | 1805년~1862년      | 1848년 5월 18일~1849년 3월 8일   | 오버프랑켄 제8선거구 포르히하임                            | 아우크스부르크 궁정파                                           |
| 요제프 폰 부스 (Joseph von Buß)                                       | 1803년~1878년      | 1848년 12월 5일~1849년 5월 30일  | 베스트팔렌 제18선거구 닌보르크                             | 카페 밀라니                                                     |
| 디드리히 크리스티안 폰 부텔 (Diedrich Christian von Buttel)           | 1801년~1878년      | 1848년 5월 18일~1849년 5월 26일  | 올덴부르크 선거구                                          | 란츠베르크                                                      |
| 안드레아스 폰 부치 (Andreas von Buzzi)                                | 1779년~1864년      | 1848년 5월 18일~1848년 8월 2일   | 캐른텐 제4선거구 필라흐                                    | 무소속                                                          |

## C
| 이름                                                         | 생몰년        | 의원이었던 기간                  | 선거구                                      | 당파                                        |
| ------------------------------------------------------------ | ------------- | -------------------------------- | ------------------------------------------- | ------------------------------------------- |
| 하인리히 콘라트 카를 (Heinrich Conrad Carl)                  | 1795년~1867년 | 1848년 5월 18일~1849년 2월 26일  | 브란덴부르크 제13선거구 위터보크            | 카페 밀라니 / 카지노                        |
| 야코프 필리프 카스퍼스 (Jacob Philipp Caspers)               | 1812년~1883년 | 1848년 10월 23일~1849년 5월 30일 | 라인란트 제13선거구 코블렌츠                | 베스텐트할                                  |
| 카를 필리프 세토 (Carl Philipp Cetto)                        | 1806년~1890년 | 1848년 5월 18일~1849년 2월 26일  | 라인란트 제6선거구 장크트벤델               | 뷔르템베르크 궁정파                         |
| 안톤 크리스트 (Anton Christ)                                 | 1800년~1880년 | 1848년 5월 18일~1849년 6월 18일  | 바덴 제8선거구 엠멘딩겐                     | 독일 궁정파                                 |
| 루돌프 에두아르트 크리스트만 (Rudolph Eduard Christmann)     | 1814년~1867년 | 1848년 5월 19일~1849년 6월 18일  | 팔츠 제8선거구 노이슈타트안데어바인슈트라세 | 독일 궁정파                                 |
| 한스 라이머 클라우센 (Hans Reimer Claussen)                  | 1804년~1894년 | 1848년 5월 18일~1849년 6월 18일  | 홀슈타인 제1선거구 하이데                   | 베스텐트할                                  |
| 프란츠 야코프 클레멘스 (Franz Jakob Clemens)                 | 1815년~1862년 | 1848년 5월 18일~1849년 5월 1일   | 라인란트 제23선거구 린니히                  | 뷔르템베르크 궁정파 / 아우크스부르크 궁정파 |
| 아돌프 크뉘림 (Adolph Cnyrim)                                | 1800년~1876년 | 1848년 5월 18일~1849년 5월 30일  | 헤센 선제후국 제7선거구 치겐하인            | 뷔르템베르크 궁정파                         |
| 게르하르트 컴페스 (Gerhard Compes)                           | 1810년~1887년 | 1848년 5월 18일~1848년 10월 16일 | 라인란트 제19선거구 지크부르크              | 뷔르템베르크 궁정파                         |
| 카를 아돌프 코르넬리우스 (Carl Adolph Cornelius)             | 1819년~1903년 | 1848년 5월 19일~1849년 5월 21일  | 프로이센 제13선거구 보르미트                | 카지노 / 파리 궁정파                        |
| 미하엘 폰 코로니니크론베르크 (Michael von Coronini-Cronberg) | 1793년~1876년 | 1848년 5월 20일~1849년 4월 13일  | 퀴슈텐란트 제3선거구 괴르츠                 | 무소속                                      |
| 안드레아스 크라머 (Andreas Cramer)                           | 1809년~1885년 | 1848년 5월 18일~1849년 5월 30일  | 안할트쾨텐 선거구                           | 무소속                                      |
| 힐라르트 크로프 (Hillart Cropp)                              | 1808년~1861년 | 1848년 6월 3일~1849년 5월 30일   | 올덴부르크-크니프하우젠 선거구              | 뷔르템베르크 궁정파                         |
| 콘라트 쿠쿠무스 (Konrad Cucumus)                             | 1792년~1861년 | 1848년 5월 18일~1849년 5월 30일  | 운터프랑켄 제7선거구 슈바인푸르트           | 무소속                                      |
| 아우구스트 페르디난트 쿨만 (August Ferdinand Culmann)        | 1804년~1891년 | 1848년 11월 27일~1849년 6월 18일 | 팔츠 제6선거구 란다우 인 데어 팔츠          | 도너스베르크                                |
| 카를 최르니히 (Carl Czörnig)                                 | 1804년~1889년 | 1848년 8월 31일~1849년 5월 7일   | 보헤미아-분츨라우 선거구                    | 카페 밀라니 / 카지노                        |

## D

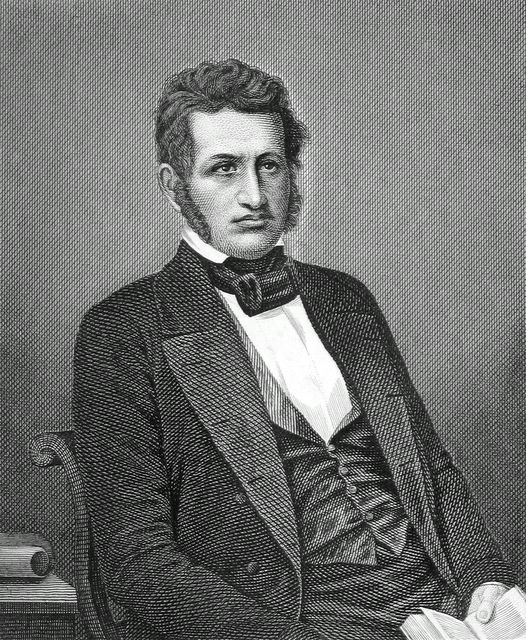
달만(강판화, 작자 미상)
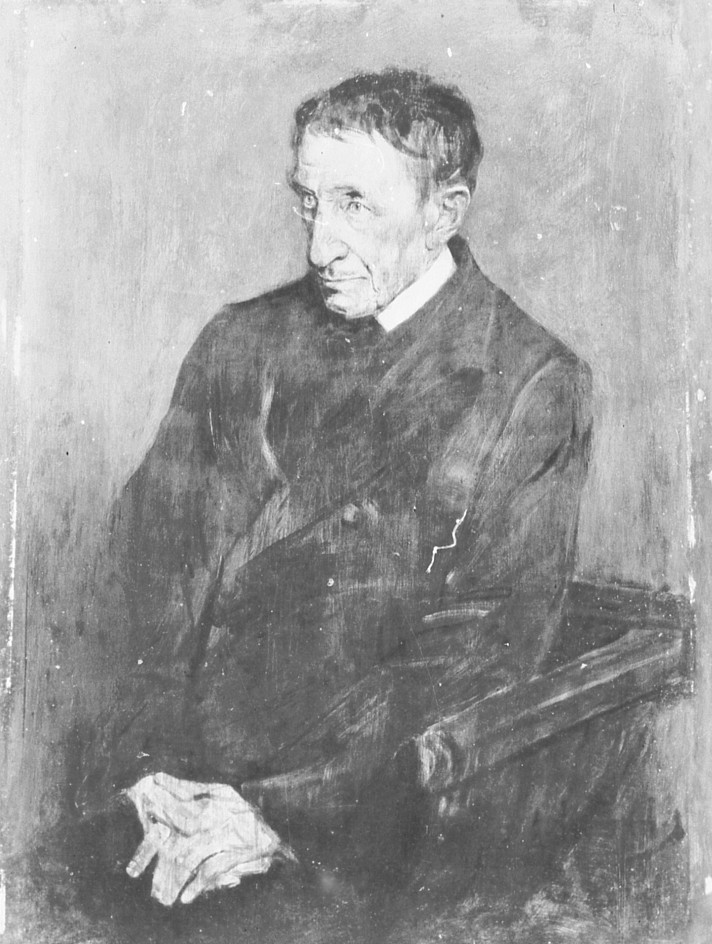
될링거 (F. 폰 렌바흐 작 초상화)
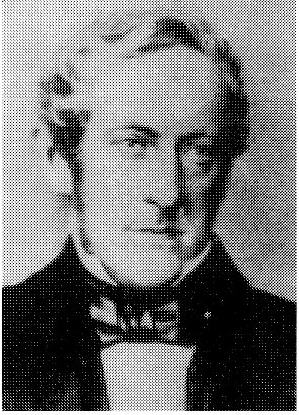
되르텐바흐
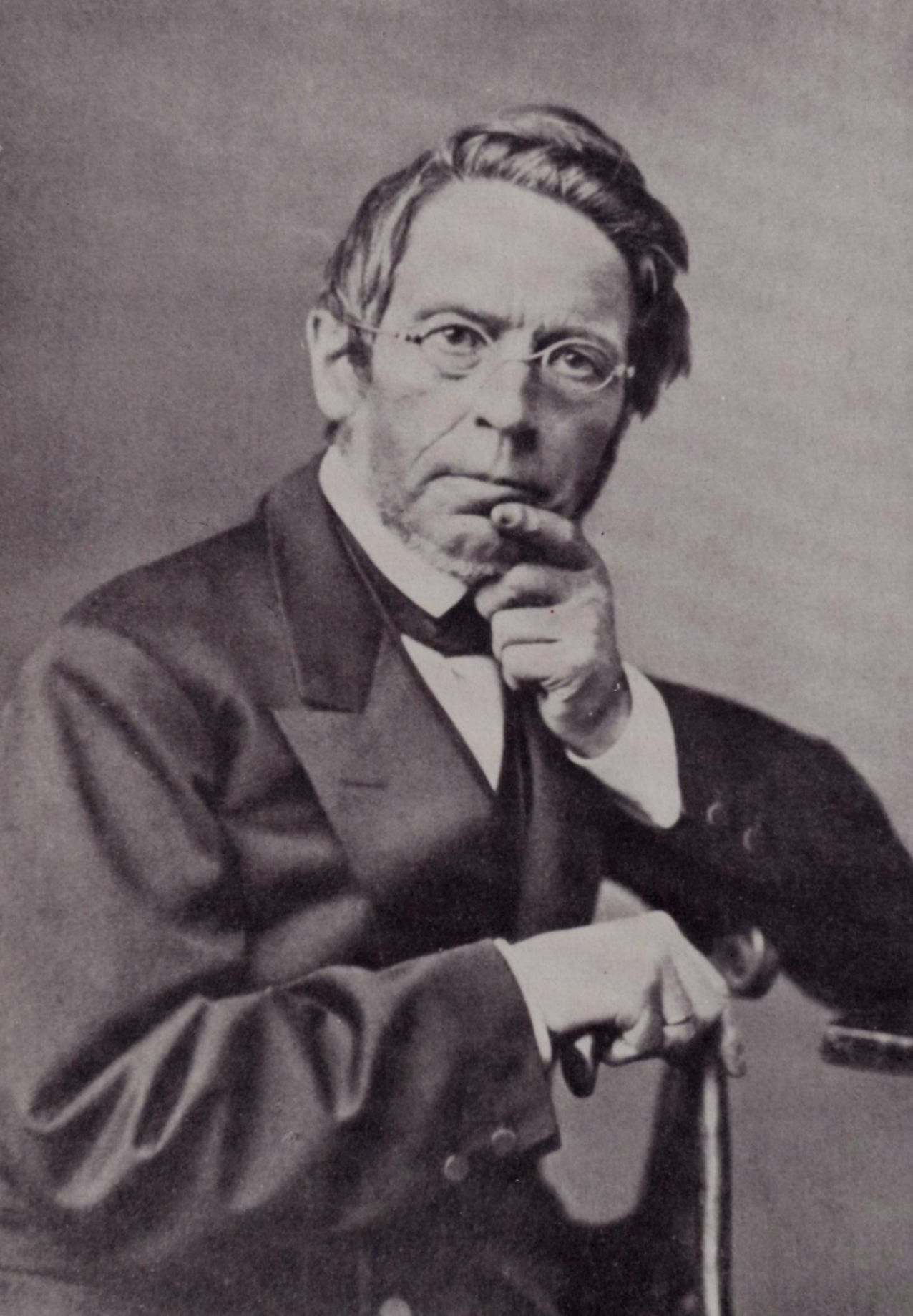
드로이젠 (사진, 작자 미상)

| 이름                                                              | 생몰년        | 의원이었던 기간                  | 선거구                                                  | 당파                            |
| ----------------------------------------------------------------- | ------------- | -------------------------------- | ------------------------------------------------------- | ------------------------------- |
| 프리드리히 크리스토프 달만 (Friedrich Christoph Dahlmann)         | 1785년~1860년 | 1848년 5월 18일~1849년 5월 20일  | 홀슈타인 제6선거구 제게베르크                           | 카지노                          |
| 지기스문트 폰 달비츠 (Sigismund von Dallwitz)                     | 1803년~1882년 | 1848년 5월 19일~1849년 1월 8일   | 슐레지엔 제1선거구 라우반                               | 카지노                          |
| 카를 담 (Carl Damm)                                               | 1812년~1886년 | 1848년 9월 1일~1849년 6월 18일   | 바덴 제20선거구 타우버비쇼프스하임                      | 도너스베르크                    |
| 카를 오토 다머스 (Carl Otto Dammers)                              | 1811년~1860년 | 1848년 5월 18일~1849년 2월 8일   | 하노버 제4선거구 닌부르크/베저                          | 카지노 / 란츠베르크             |
| 제바스티안 프란츠 폰 닥센베르거 (Sebastian Franz von Daxenberger) | 1809년~1878년 | 1849년 2월 26일~1849년 5월 7일   | 오버바이에른 제9선거구 모스부르크                       | 카지노                          |
| 에른스트 데케 (Ernst Deecke)                                      | 1805년~1862년 | 1848년 7월 18일~1849년 5월 30일  | 뤼베크 선거구                                           | 카지노                          |
| 알베르트 아우구스트 빌헬름 데츠 (Albert August Wilhelm Deetz)     | 1798년~1859년 | 1848년 5월 18일~1849년 5월 12일  | 작센 제18선거구 슈바이니츠                              | 카페 밀라니 / 카지노            |
| 카를 데겐콜프 (Carl Degenkolb)                                    | 1796년~1862년 | 1848년 5월 18일~1849년 5월 20일  | 작센 제13선거구 델리츠쉬                                | 카지노                          |
| 페터 프란츠 이그나츠 다이터스 (Peter Franz Ignaz Deiters)         | 1804년~1861년 | 1848년 5월 18일~1849년 5월 20일  | 라인란트 제16선거구 본                                  | 카지노                          |
| 요한 데멜 (Johann Demel)                                          | 1825년~1892년 | 1848년 10월 10일~1849년 6월 18일 | 오스트리아 슐레지엔 선거구 (치에신)                     | 독일 궁정파                     |
| 요한 헤르만 데트몰트 (Johann Hermann Detmold)                     | 1809년~1856년 | 1848년 5월 18일~1849년 5월 30일  | 하노버 제21선거구 베르젠브뤼크                          | 카지노 / 카페 밀라니            |
| 페터 데베스 (Peter Dewes)                                         | 1821년~1876년 | 1848년 5월 18일~1848년 12월 16일 | 라인란트 제3선거구 메르치히                             | 도너스베르크                    |
| 프리드리히 폰 다임 (Friedrich von Deym)                           | 1801년~1853년 | 1848년 9월 16일~1849년 4월 13일  | 보헤미아-호에넬베 선거구                                | 카지노                          |
| 마티아스 다이만 (Matthias Deymann)                                | 1799년~1871년 | 1848년 5월 18일~1849년 5월 24일  | 하노버 제23선거구 죄겔                                  | 파리 궁정파                     |
| 카를 요한 루트비히 담 (Carl Johann Ludwig Dham)                   | 1809년~1871년 | 1848년 5월 18일~1849년 5월 30일  | 베스트팔렌 제8선거구 메쉐데                             | 뷔르템베르크 궁정파             |
| 멜히오르 폰 디펜브로크 (Melchior von Diepenbrock)                 | 1798년~1853년 | 1848년 5월 19일~1848년 8월 29일  | 슐레지엔 제30선거구 오폴레                              | 무소속                          |
| 프란츠 자베르 디어링거 (Franz Xaver Dieringer)                    | 1811년~1876년 | 1848년 5월 29일~1848년 9월 29일  | 라인란트 제35선거구 노이스                              | 카지노                          |
| 율리우스 폰 디스카우 (Julius von Dieskau)                         | 1798년~1872년 | 1848년 5월 19일~1849년 5월 30일  | 작센 제9선거구 되벨른                                   | 독일 궁정파 / 뉘른베르크 궁정파 |
| 카를 테오도르 디취 (Carl Theodor Dietzsch])                       | 1819년~1857년 | 1848년 5월 19일~1849년 6월 18일  | 작센 제14선거구 슈바르첸베르크                          | 도너스베르크                    |
| 페르디난트 디취 (Ferdinand Dietzsch)                              | 1805년~1878   | 1848년 5월 18일~1848년 10월 20일 | 라인란트 제5선거구 자르브뤼켄                           | 독일 궁정파                     |
| 페르디난트 딘슈틀 (Ferdinand Dinstl)                              | 1788년~1873년 | 1849년 2월 9일~1849년 4월 30일   | 외스터라이히 옵 데어 엔스 운트 잘츠부르크 선거거 크렘스 | 무소속                          |
| 구스타프 디트리히 (Gustav Dittrich)                               |               | 1848년 5월 26일~1848년 6월 27일  | 슐레지엔 제27선거구 하벨슈베르트                        | 무소속                          |
| 요제프 폰 도블호프디어 (Joseph von Doblhoff-Dier)                 | 1806년~1856년 | 1848년 5월 18일~1849년 1월 19일  | 니더외스터라이히 제20선거구 바덴                        | 카지노                          |
| 이그나츠 될링거 (Ignaz Döllinger)                                 | 1799년~1890년 | 1848년 5월 18일~1849년 5월 17일  | 니더바이에른 제4선거구 란다우 안 데어 이사르            | 카페 밀라니                     |
| 요한 게오르크 되르텐바흐 (Johann Georg Doertenbach)               | 1795년~1870년 | 1849년 6월 6일~1849년 6월 16일   | 슈바르츠발트 제4선거구 칼프                             | 무소속                          |
| 루트비히 빌헬름 추 도나라우크 (Ludwig Wilhelm zu Dohna-Lauck)     | 1805년~1895   | 1848년 5월 20일~1848년 8월 7일   | 프로이센 제15선거구 하일리겐바일                        | 무소속                          |
| 아우구스트 드레크슬러 (August Drechsler)                          | 1821년~1897년 | 1848년 5월 29일~1849년 4월 30일  | 메클렌부르크슈베린 제5선거구 파르힘                     | 뷔르템베르크 궁정파             |
| 프란츠 드링크벨더 (Franz Drinkwelder)                             | 1796년~1880년 | 1848년 5월 18일~1848년 10월 19일 | 외스터라이히 옵 데어 엔스 운트 잘츠부르크 선거구 크렘스 | 카지노                          |
| 요한 알베르트 드뢰게 (Johann Albert Dröge)                        | 1805년~1854년 | 1848년 5월 18일~1849년 4월 4일   | 하노버 제18선거구 브레머뵈르데                          | 카지노 / 아우크스부르크 궁정파  |
| 요한 구스타프 드로이젠 (Johann Gustav Droysen)                    | 1808년~1884년 | 1848년 5월 18일~1849년 5월 20일  | 홀슈타인 제5선거구 올덴부르크 인 홀슈타인               | 카지노                          |
| 막시밀리안 둔커 (Maximilian Duncker)                              | 1811년~1866년 | 1848년 5월 18일~1849년 5월 20일  | 작센 제11선거구 할레 안 데어 잘레                       | 카지노                          |

## E

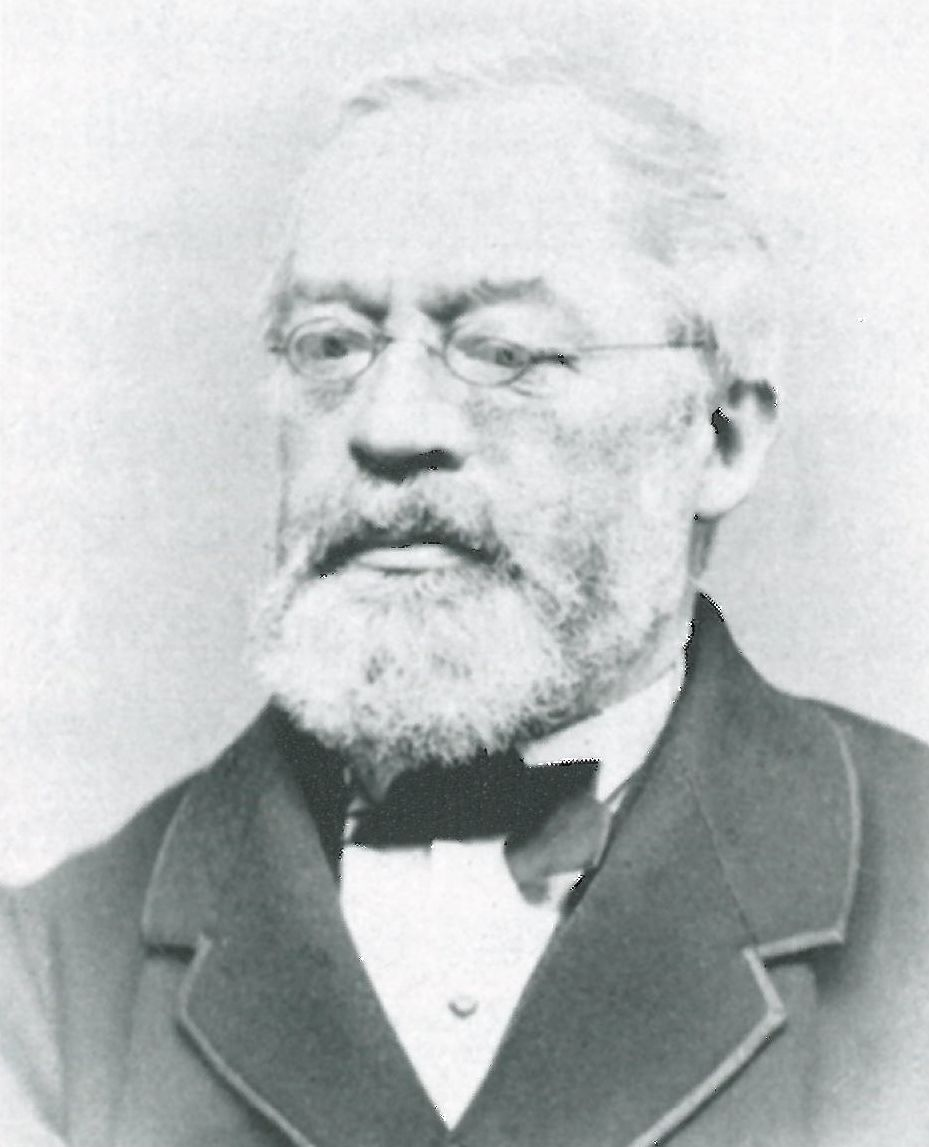
아이젠슈투크 (사진, 작자 미상)

| 이름                                                | 생몰년        | 의원이었던 기간                 | 선거구                                              | 당파                            |
| --------------------------------------------------- | ------------- | ------------------------------- | --------------------------------------------------- | ------------------------------- |
| 카를 하인리히 엡마이어 (Carl Heinrich Ebmeier)      | 1793년~1850년 | 1848년 5월 18일~1849년 5월 29일 | 베스트팔렌 제2선거구 뤼베케                         | 카지노                          |
| 니콜라우스 요제프 에카르트 (Nicolaus Joseph Eckart) | 1794년~1862년 | 1848년 5월 18일~1849년 5월 7일  | 운터프랑켄 제7선거구 게뮌덴                         | 카지노 / 파리 궁정파            |
| 에두아르트 에케르트 (Eduard Eckert)                 | 1806년~1867년 | 1848년 5월 18일~1849년 5월 26일 | 포젠 제3선거구 브롬베르크                           | 베스텐트할                      |
| 카를 프란츠 빌헬름 에델 (Carl Franz Wilhelm Edel)   | 1806년~1890년 | 1848년 5월 26일~1849년 5월 30일 | 운터프랑켄 제5선거구 호프하임                       | 카지노 / 파리 궁정파            |
| 프란츠 에들라우어 (Franz Edlauer)                   | 1798년~1866년 | 1848년 5월 18일~1849년 4월 23일 | 슈타이어마르크 제15선거구 리첸                      | 무소속                          |
| 프란츠 에거 (Franz Egger)                           | 1810년~1877년 | 1848년 5월 18일~1849년 4월 13일 | 외스터라이히운터데어엔스 제3선거구 란츠슈트라세     | 카페 밀라니 / 카지노            |
| 루트비히 에어리히 (Ludwig Ehrlich)                  | 1813년~1884년 | 1848년 11월 2일~1849년 5월 30일 | 포젠 제1선거구 이노프라크라프                       | 무소속                          |
| 테오도르 아이젠로르 (Theodor Eisenlohr)             | 1805년~1869년 | 1849년 5월 30일~1849년 6월 18일 | 슈바르츠발트 제8선거구 카르히하임 운터 테크         | 무소속                          |
| 고트프리트 아이젠만 (Gottfried Eisenmann)           | 1795년~1867년 | 1848년 5월 18일~1849년 5월 30일 | 운터프랑켄 제9선거구 뷔르츠부르크                   | 카지노                          |
| 베른하르트 아이젠슈투크 (Bernhard Eisenstuck)       | 1805년~1871년 | 1848년 5월 19일~1849년 6월 18일 | 작센 제18선거구 켐니츠                              | 독일 궁정파 / 뉘른베르크 궁정파 |
| 크리스티안 드엘베르트 (Christian d’Elvert)          | 1803년~1896년 | 1849년 3월 15일~1849년 4월 16일 | 모라바-포어리츠 선거구                              | 무소속                          |
| 아우구스트 엠머링 (August Emmerling)                | 1797년~1867년 | 1848년 9월 16일~1849년 5월 24일 | 헤센 대공국 제2선거구 움슈타트                      | 아우크스부르크 궁정파           |
| 아우구스트 폰 엔데 (August von Ende)                | 1815년~1889년 | 1848년 11월 6일~1849년 5월 14일 | 슐레지엔 제23선거구 발덴부르크                      | 무소속                          |
| 필리프 엔더스 (Philipp Enders)                      | 1808년~1878년 | 1849년 4월 11일~1849년 5월 30일 | 작센바이마르아이제나흐 제2선거구 아이제나흐         | 무소속                          |
| 카스파르 아르놀트 엥겔 (Caspar Arnold Engel)        | 1798년~1863년 | 1848년 5월 20일~1849년 6월 18일 | 홀슈타인 제3선거구 알토나                           | 베스텐트할                      |
| 율리우스 테오도르 엥겔 (Julius Theodor Engel)       | 1807년~1864년 | 1848년 11월 23일~1849년 5월 7일 | 프로이센 제24선거구 토룬                            | 카지노                          |
| 게오르크 엥글마이르 (Georg Englmayr)                | 1791년~1868년 | 1848년 5월 18일~1849년 4월 30일 | 외스터라이히옵데어엔스운트잘츠부르크 제8선거구 엔스 | 무소속                          |
| 한스 알프레트 에어베 (Hans Alfred Erbe)             | 1822년~1895년 | 1849년 4월 13일~1849년 6월 18일 | 작센 제19선거구 프라이베르크                        | 도너스베르크                    |
| 하인리히 카를 에스마르히 (Heinrich Carl Esmarch)    | 1792년~1863년 | 1848년 5월 18일~1849년 5월 24일 | 슐레스비히 제5선거구 후줌                           | 아우크스부르크 궁정파           |
| 카를 에슈테를레 (Carl Esterle)                      | 1818년~1862년 | 1848년 9월 1일~1849년 5월 30일  | 트리엔트 제4선거구 메촐롬바르도                     | 독일 궁정파 / 뉘른베르크 궁정파 |
| 프리드리히 에베르츠부쉬 (Friedrich Evertsbusch)     | 1813년~1888년 | 1848년 5월 18일~1849년 5월 20일 | 베스트팔렌 제10선거구 아텐도른                      | 카페 밀라니 / 카지노            |
| 프란츠 아이무트 (Franz Eymuth)                      | 1797년~1865년 | 1848년 5월 18일~1849년 6월 8일  | 슈타이어마르크 제16선거구 유덴부르크                | 무소속                          |

## F

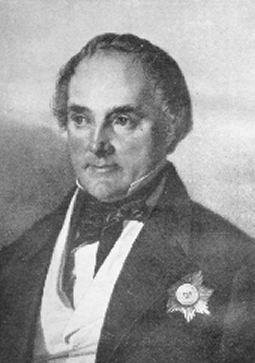
플로트벨 (초상화, 작자 미상)
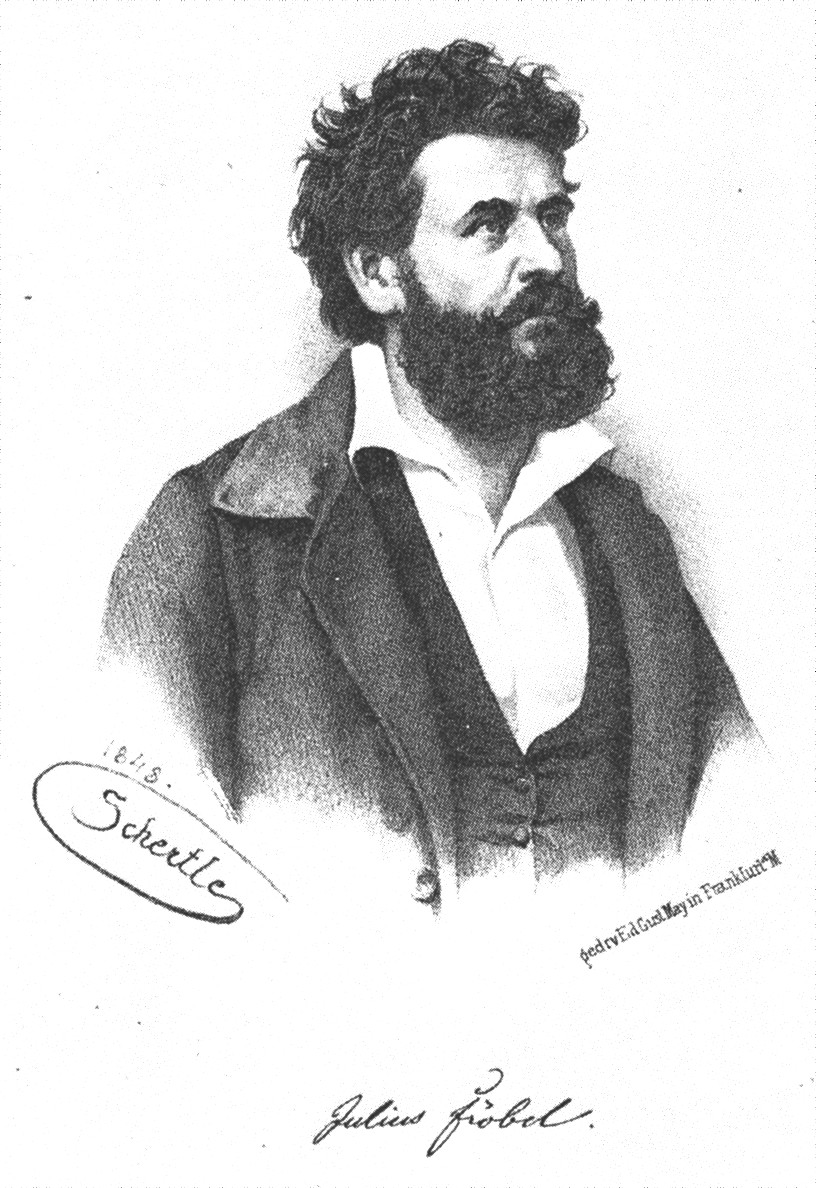
프뢰벨 (V. 셰르틀레의 크레용 석판화)

| 이름                                                                                   | 생몰년             | 의원이었던 기간                  | 선거구                                               | 당파                                        |
| -------------------------------------------------------------------------------------- | ------------------ | -------------------------------- | ---------------------------------------------------- | ------------------------------------------- |
| 프리드리히 빌헬름 알렉산더 팔크 (Friedrich Wilhelm Alexander Falk)                     | 1805년~1868년 이후 | 1848년 5월 18일~1849년 5월 11일  | 슐레지엔 제15선거구 밀리취                           | 베스텐트할 / 아우크스부르크 궁정파          |
| 요하네스 팔라티 (Johannes Fallati)                                                     | 1809년~1855년      | 1848년 5월 20일~1849년 5월 24일  | 슈바르츠발트 제5선거구 나골트                        | 뷔르템베르크 궁정파 / 아우크스부르크 궁정파 |
| 야코프 필리프 팔머라이어 (Jakob Philipp Fallmerayer)                                   | 1790년~1861년      | 1848년 5월 18일~1849년 6월 18일  | 오버바이에른 제2선거구 뮌헨 (II)                     | 뷔르템베르크 궁정파                         |
| 고트로프 프리드리히 페더러 (Gottlob Friedrich Federer)                                 | 1799년~1883년      | 1848년 9월 1일~1849년 6월 9일    | 네카르 제2선거구 슈투트가르트                        | 베스텐트할                                  |
| 잘로몬 페렌바흐 (Salomon Fehrenbach)                                                   | 1812년~1892년      | 1848년 6월 27일~1849년 6월 18일  | 바덴 제5선거구 쇼프하임                              | 도너스베르크                                |
| 요제프 페슬러 (Joseph Feßler)                                                          | 1813년~1872년      | 1848년 5월 19일~1849년 10월 2일  | 포어아를베르크 제1선거구 브레겐츠                    | 무소속                                      |
| 기우제페 그라프 페스티, 에들러 폰 에벤베르크 (Giuseppe Graf Festi, Edler von Ebenberg) | 1816년~1882년      | 1848년 5월 23일~1849년 11월 25일 | 트레엔트 제1선거구 트리엔트                          | 무소속                                      |
| 카를 아우구스트 프리드리히 페처 (Carl August Friedrich Fetzer)                         | 1809년~1885년      | 1848년 5월 18일~1849년 6월 18일  | 네카르 제4선거구 레온베르크                          | 독일 궁정파                                 |
| 빌헬름 구스타프 에두아르트 피셔 (Wilhelm Gustav Eduard Fischer)                        | 1803년~1868년      | 1848년 5월 18일~1849년 5월 30일  | 작센바이마르아이제나흐 제4선거구 바이마르 노이슈타트 | 카지노                                      |
| 알로이스 플리르 (Alois Flir)                                                           | 1805년~1859년      | 1848년 5월 18일~1848년 10월 27일 | 오버인탈/티롤 운트 포르랄베르크 제1선거구 란데크     | 무소속                                      |
| 에두아르트 폰 플로트벨 (Eduard von Flottwell)                                          | 1786년~1865년      | 1848년 5월 18일~1849년 3월 8일   | 작센 제2선거구 아셔스레벤                            | 카페 밀라니/ 카지노                         |
| 하인리히 푀르슈터 (Heinrich Förster)                                                   | 1799년~1881년      | 1848년 7월 31일~1848년 10월 23일 | 베스트팔렌 제18선거구 닌보르크                       | 무소속                                      |
| 요한 아담 푀르슈터 (Johann Adam Förster)                                               | 1796년~1890년      | 1848년 5월 29일~1849년 6월 18일  | 헤센 선제후국 제11선거구 겔른하우젠                  | 독일 궁정파                                 |
| 카를 폰 포어마허 (Carl von Formacher)                                                  | 1800년~1882년      | 1849년 3월 12일~1849년 5월 30일  | 슈타이어마르크 제10선거구 고노비츠                   | 무소속                                      |
| 모리츠 폰 프랑크 (Moritz von Franck)                                                   | 1814년~1895년      | 1848년 5월 18일~1848년 9월 7일   | 슈타이어마르크 제6선거구 빌돈                        | 무소속                                      |
| 카를 필리프 프랑케 (Karl Philipp Francke)                                              | 1805년~1870년      | 1848년 5월 18일~1849년 5월 24일  | 슐레스비히 제3선거구 플렌스부르크                    | 카지노 / 아우크스부르크 궁정파              |
| 카를 프레세 (Carl Freese)                                                              | 1807년~1892년      | 1848년 5월 23일~1849년 5월 30일  | 포메른 제9선거구 슈타르가르트                        | 베스텐트할                                  |
| 고트리프 빌헬름 프로이덴트하일 (Gottlieb Wilhelm Freudentheil)                         | 1792년~1869년      | 1848년 5월 18일~1849년 5월 30일  | 하노버 제16선거구 슈타데                             | 독일 궁정파 / 베스텐트할                    |
| 레온하르트 프리더리히 (Leonhard Friederich)                                            | 1788년~1862년      | 1848년 5월 18일~1849년 5월 25일  | 오버팔츠 제2선거구 노이마르크트 인 데어 오버팔츠     | 무소속                                      |
| 미하엘 프링스 (Michael Frings)                                                         | 1795년~1872년      | 1848년 10월 17일~1848년 12월 6일 | 라인란트 제35선거구 노이스                           | 아우크스부르크 궁정파                       |
| 크리스티안 프리쉬 (Christian Frisch)                                                   | 1807년~1881년      | 1848년 5월 18일~1849년 6월 18일  | 슈바르츠발트 제3선거구 오베른도르프 암 네카르        | 독일 궁정파                                 |
| 요한 프리취 (Johann Fritsch)                                                           | 1791년~1872년      | 1848년 5월 18일~1849년 4월 19일  | 외스터라이히옵데어엔스운트잘츠부르크 제10선거구 벨스 | 카지노                                      |
| 프리드리히 아우구스트 프리췌 (Friedrich August Fritzsche)                              | 1806년~1887년      | 1849년 1월 12일~1849년 5월 30일  | 작센알텐부르크 선거구                                | 카지노                                      |
| 율리우스 프뢰벨 (Julius Fröbel)                                                        | 1805년~1893년      | 1848년 10월 6일~1849년 6월 18일  | 로이스 윙어러 리니에 선거구 히르쉬베르크             | 도너스베르크                                |
| 카를 푸크스 (Carl Fuchs)                                                               | 1801년~1855년      | 1848년 5월 18일~1849년 5월 14일  | 슐레지엔 제20선거구 브레슬라우                       | 카지노 / 란츠베르크                         |
| 카를 퓌거를 (Carl Fügerl)                                                              | 1805년~1881년      | 1848년 5월 18일~1849년 4월 13일  | 외스터라이히운터데어엔스 제7선거구 코르노이부르크    | 무소속                                      |

## G

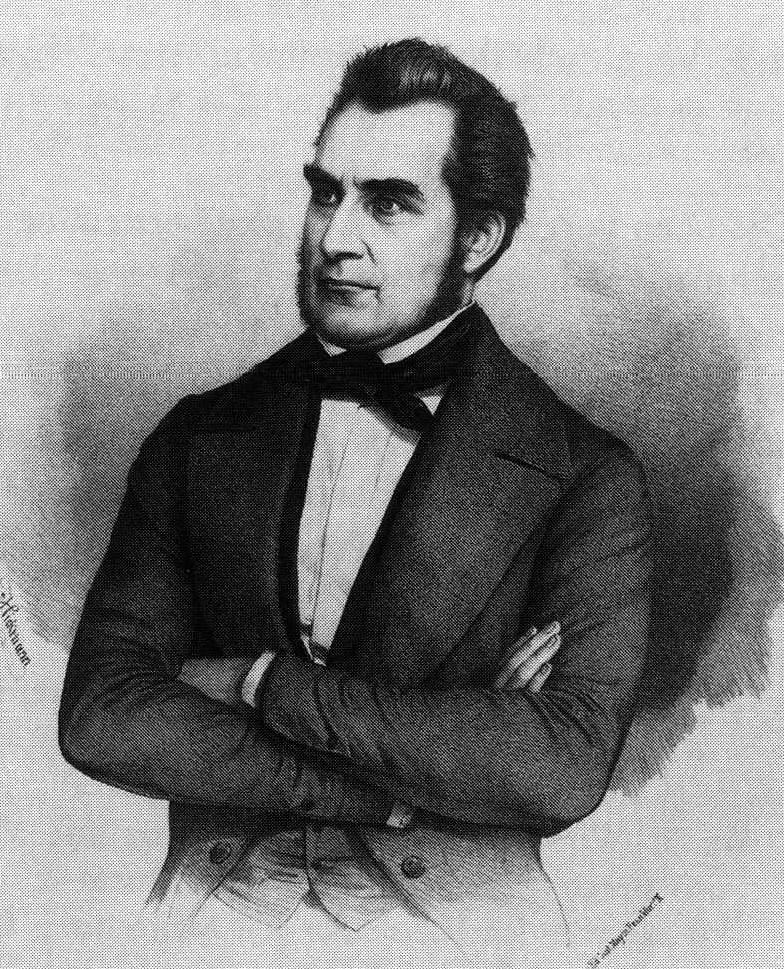
H. v. 가게른  (석판화, 작자 미상)
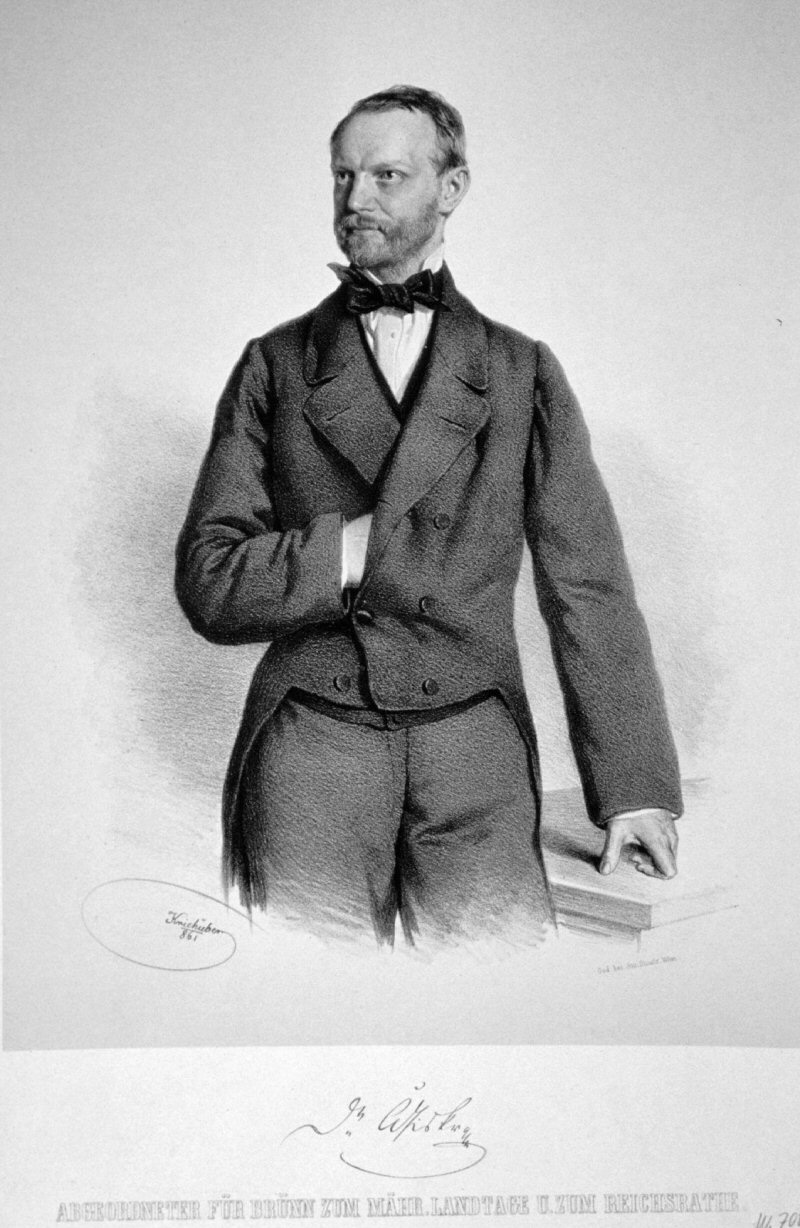
Giskra (요제프 크리후버의 석판화)
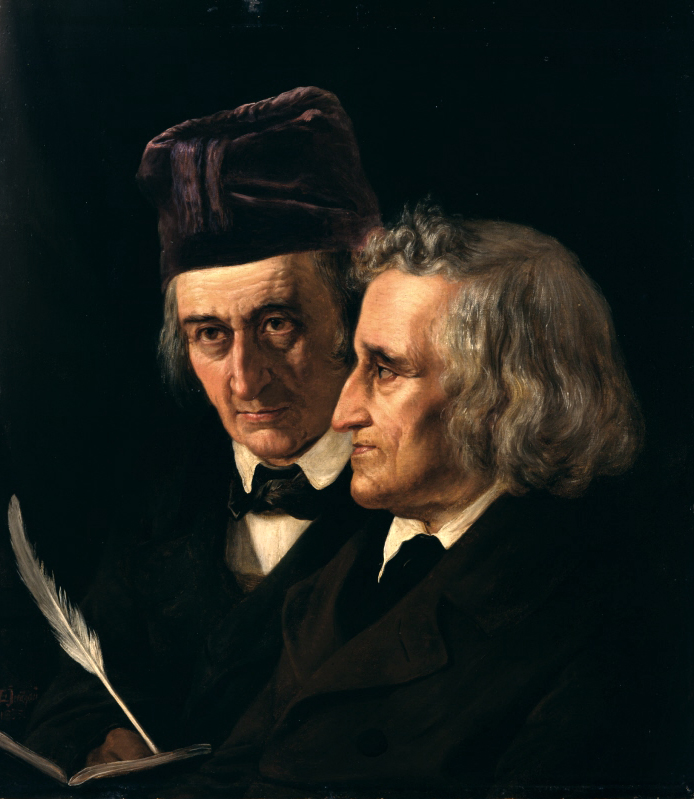
J. 그림 (오른쪽) (엘리자베트 예리차우바우만의 유화)
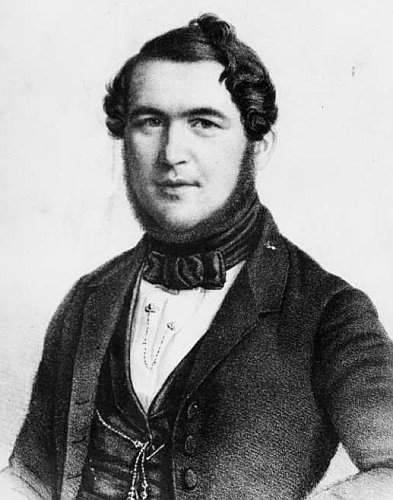
카를 테오도르 기어

| 이름                                                                                 | 생몰년             | 의원이었던 기간                  | 선거구                                                     | 당파                        |
| ------------------------------------------------------------------------------------ | ------------------ | -------------------------------- | ---------------------------------------------------------- | --------------------------- |
| 하인리히 폰 가게른 (Heinrich von Gagern)                                             | 1799년~1880년      | 1848년 5월 18일~1849년 5월 20일  | 헤센 대공국 제3선거구 츠빙겐베르크                         | 카지노                      |
| 막시밀리안 폰 가게른 (Maximilian von Gagern)                                         | 1810년~1889년      | 1848년 5월 18일~1849년 5월 20일  | 나사우 제2선거구 몬타바우어                                | 카지노                      |
| 카를 루트비히 아돌프 감라트 (Carl Ludwig Adolf Gamradt)                              | 1810년~1860년      | 1849년 4월 11일~1849년 5월 30일  | 프로이센 제5선거구 굼비넨                                  | 무소속                      |
| 카를 요제프 강코프너 (Carl Joseph Gangkofner)                                        | 1804년~1862년      | 1848년 5월 18일~1848년 11월 29일 | 오버프랑켄 제7선거구 포텐슈타인                            | 무소속                      |
| 빈센츠 가서 (Vincenz Gasser)                                                         | 1809년~1879년      | 1848년 5월 18일~1848년 9월 18일  | 티롤 운트 포어라를베르크 선거구 브루네크                   | 무소속                      |
| 안토니오 가촐레티 (Antonio Gazzoletti)                                               | 1813년~1866년      | 1849년 3월 17일~1849년 5월 30일  | 티롤 운트 포어라를베르크 선거구 로베레토                   | 무소속                      |
| 요한 크리스토프 카를 게프하르트 (Johann Christoph Carl Gebhard)                      | 1797년~1882년      | 1849년 1월 6일~1849년 5월 30일   | 오버프랑켄 제6선거구 쿨름바흐                              | 무소속                      |
| 콘라트 게프하르트 (Conrad Gebhardt)                                                  | 1791년~1864년      | 1848년 5월 18일~1848년 11월 8일  | 미텔프랑켄 제3선거구 퓌르트                                | 카지노                      |
| 하인리히 게프하르트 (Heinrich Gebhardt)                                              | 1798년~1868년      | 1848년 5월 18일~1848년 11월 16일 | 오버프랑켄 제3선거구 호프                                  | 무소속                      |
| 필리프 가이겔 (Philipp Geigel)                                                       | 1794년~1855년      | 1848년 5월 18일~1849년 5월 30일  | 운터프랑켄 제6선거구 키칭겐                                | 베스텐트할                  |
| 프리드리히 겐츠켄 (Friedrich Genzken)                                                | 1817년~1875년      | 1848년 5월 18일~1848년 9월 29일  | 메클렌부르크슈트렐리츠운트라체부르크 선거구 노이슈트렐리츠 | 카지노 / 란츠베르크         |
| 요제프 암브로시우스 게리츠 (Joseph Ambrosius Geritz)                                 | 1783년~1867년      | 1848년 6월 27일~1848년 11월 2일  | 프로이센 제32선거구 마린부르크                             | 무소속                      |
| 율리우스 게를라흐 (Julius Gerlach)                                                   | 1819년~1873년      | 1848년 11월 23일~1849년 5월 30일 | 프로이센 제2선거구 틸지트                                  | 베스텐트할                  |
| 카를 에른스트 루돌프 폰 게르스도르프 (Carl Ernst Rudolf von Gersdorff)               | 1803년~1876년      | 1848년 5월 19일~1849년 3월 15일  | 프로이센 제20선거구 도이치크로네                           | 카페 밀라니                 |
| 프란츠 게르슈트너 (Franz Gerstner)                                                   | 1816년~1855년      | 1848년 6월 1일~1848년 12월 15일  | 보헤미아-필젠 선거구                                       | 무소속                      |
| 게오르크 고트프리트 게르비누스 (Georg Gottfried Gervinus)                            | 1805년~1871년      | 1848년 5월 18일~1848년 7월 31일  | 작센지방 제4선거구 반츠레벤                                | 카지노                      |
| 카를 테오도르 게베코트 (Carl Theodor Gevekoht)                                       | 1798년~1850년      | 1848년 5월 18일~1849년 5월 24일  | 브레멘 선거구                                              | 카지노                      |
| 아우구스트 프리드리히 그프뢰르러 (August Friedrich Gfrörer)                          | 1803년~1861년      | 1848년 5월 20일~1849년 5월 30일  | 도나우 제6선거구 에잉겐                                    | 카지노                      |
| 카를 폰 기에흐 (Carl von Giech)                                                      | 1795년~1863년      | 1848년 11월 22일~1849년 5월 17일 | 오버프랑켄 제3선거구 호프                                  | 카지노                      |
| 카를 테오도르 기어 (Karl Theodor Gier)                                               | 1796년~1856년      | 1849년 3월 17일~1849년 4월 25일  | 작센지방 제21선거구 뮐하우젠                               | 카지노                      |
| 루트비히 기제브레히트 (Ludwig Giesebrecht)                                           | 1792년~1873년      | 1848년 5월 18일~1849년 5월 14일  | 포메른 제11선거구 슈테틴                                   | 카지노                      |
| 카를 기스크라 (Carl Giskra)                                                          | 1820년~1879년      | 1848년 5월 20일~1849년 6월 18일  | 모라바-올뮈츠 선거구                                       | 뷔르템베르크 궁정파         |
| 알베르트 글라디스 (Albert Gladis)                                                    | 1806년~1888년      | 1848년 11월 13일~1849년 5월 19일 | 슐레지엔 제14선거구 트레프니츠                             | 무소속                      |
| 막시밀리안 글라스 (Maximilian Glaß)                                                  | 1816년~1855년      | 1848년 5월 18일~1848년 9월 5일   | 팔츠 제6선거구 란다우                                      | 베스텐트할                  |
| 하인리히 글락스 (Heinrich Glax)                                                      | 1808년~1879년      | 1848년 1월 25일~1849년 4월 25일  | 외스터라이히 운터 데어 엔스 제9선거구 군터스도르프         | 무소속                      |
| 크리스티안 카를 글뤼크 (Christian Carl Glück)                                        | 1791년~1867년      | 1848년 5월 18일~1848년 10월 2일  | 미텔프랑켄 제4선거구 에를랑겐                              | 무소속                      |
| 구스타프 고데프로이 (Gustav Godeffroy)                                               | 1817년~1893년      | 1849년 1월 3일~1849년 5월 30일   | 함부르크 한자자유시 선거구                                 | 아우크스부르크 궁정파       |
| 프란츠 플로리안 괴벨 (Franz Florian Goebel)                                          | 1802년~1873년      | 1848년 5월 20일~1849년 4월 13일  | 트롭파우/오스트리아 슐레지엔 선거구 예게른도르프           | 무소속                      |
| 아돌프 괴덴 (Adolph Goeden)                                                          | 1811년~1888년      | 1848년 6월 6일~1849년 5월 30일   | 포젠 제11선거구 라비츠, 크로토쉰크뢰버                     | 무소속                      |
| 로렌츠 괴츠 (Lorenz Goetz)                                                           | 1810년~1894년      | 1849년 2월 26일~1849년 5월 20일  | 라인란트 제8선거구 노이비트                                | 무소속                      |
| 카를 리터 폰 골트 (Carl Ritter von Gold)                                             | 1808년~1859년      | 1848년 5월 18일~1848년 12월 21일 | 크라인 제2선거구 아델스베르크                              | 무소속                      |
| 구스타프 폰 데어 골츠 (Gustav von der Goltz)                                         | 1799년~1868년      | 1848년 5월 18일~1849년 5월 11일  | 포젠 제5선거구 차르니코프                                  | 카지노                      |
| 로베르트 폰 데어 골츠 (Robert von der Goltz)                                         | 1811년~1855년      | 1848년 5월 18일~1849년 5월 30일  | 슐레지엔 제17선거구 프리크                                 | 베스텐트할 / 중앙 3월협회   |
| 루트비히 루카스 폰 곰바르트 (Ludwig Lucas von Gombart)                               | 1792년~1874년      | 1848년 5월 18일~1849년 5월 18일  | 오버바이에른 제4선거구 바일하임                            | 카페 밀라니                 |
| 한스 후고 에르트만 폰 고트베르크 (Hans Hugo Erdmann von Gottberg)                    | 1812년~1890년      | 1848년 5월 18일~1848년 6월 26일  | 포메른 제2선거구 슈톨프                                    | 무소속                      |
| 에른스트 프리드리히 고트샬크 (Ernst Friedrich Gottschalk)                            | 1802년~1851년      | 1848년 6월 1일~1849년 5월 30일   | 바덴 제6선거구 쇠나우                                      | 무소속                      |
| 막시밀리안 카를 프리드리히 빌헬름 그래벨 (Maximilian Karl Friedrich Wilhelm Grävell) | 1781년~1860년      | 1848년 5월 18일~1849년 5월 16일  | 슐레지엔 제3선거구 무스카우                                | 카지노 / 카페 밀라니        |
| 요한 밥티스트 에두아르트 그라프 (Johann Baptist Eduard Graf)                         | 1798년~1882년      | 1848년 5월 18일~1849년 5월 7일   | 오버바이에른 제7선거구 아이히바흐                          | 카지노 / 파리 궁정파        |
| 카를 테오도르 그라벤호르스트 (Karl Theodor Gravenhorst)                              | 1810년~1886년      | 1848년 9월 11일~1849년 5월 30일  | 하노버 제11선거구 하르부르크                               | 베스텐트할 / 중앙 3월협회   |
| 안드레아스 폰 그레들러 (Andreas von Gredler)                                         | 1802년~1870        | 1848년 5월 20일~1848년 11월 2일  | 운터인탈/티롤 운트 포어라를베르크 제2선거구 슈바츠         | 무소속                      |
| 야코프 그림 (Jacob Grimm)                                                            | 1785년~1863년      | 1848년 5월 24일~1848년 10월 2일  | 라인란트 제29선거구 에센                                   | 카지노                      |
| 카를 프리드리히 그리머트 (Carl Friedrich Grimmert)                                   | 1795년~1865년      | 1848년 5월 18일~1848년 5월 30일  | 안할트데사우 선거구                                        | 무소속                      |
| 막시밀리안 요제프 그리츠너 (Maximilian Joseph Gritzner)                              | 1794년~1849년 이후 | 1848년 5월 18일~1849년 4월 10일  | 캐른텐 제3선거구 장크트안드래임라반탈                      | 도너스베르크                |
| 카를 그로스 (Carl Groß)                                                              | 1800년~1873년      | 1848년 5월 18일~1849년 5월 20일  | 하노버 제24선거구 레어                                     | 카지노 / 란츠베르크         |
| 구스타프 그로스 (Gustav Groß)                                                        | 1823년~1890년      | 1848년 6월 5일~1849년 5월 30일   | 분츨라우/보헤미아 선거구 니메스                            | 뷔르템베르크 궁정파         |
| 헤르만 그루베르트 (Hermann Grubert)                                                  | 1807년~1874년      | 1848년 5월 31일~1849년 5월 30일  | 슐레지엔 제37선거구 글라이비츠                             | 도너스베르크 / 중앙 3월협회 |
| 카를 막시밀리안 그뤼엘 (Carl Maximilian Grüel)                                       | 1807년~1874년      | 1848년 5월 20일~1849년 6월 18일  | 작센지방 제6선거구 예리초프                                | 카지노 / 란츠베르크         |
| 미하엘 그륀트링어 (Michael Gründlinger)                                              | 1791년~1881년      | 1848년 5월 18일~1848년 11월 28일 | 외스터라이히 운터 데어 엔스 제16선거구 암슈테텐            | 카지노                      |
| 아우구스트 그룸브레히트 (August Grumbrecht)                                          | 1811년~1883년      | 1848년 5월 18일~1849년 5월 30일  | 하노버 제12선거구 뤼초프                                   | 뷔르템베르크 궁정파         |
| 게오르크 폰 그룬트너 (Georg von Grundner)                                            | 1813년~1893년      | 1848년 5월 18일~1849년 5월 7일   | 오버바이에른 제8선거구 잉골슈타트                          | 파리 궁정파                 |
| 페터 에라스무스 그슈판 (Peter Erasmus Gspan)                                         | 1790년~1864년      | 1848년 9월 1일~1849년 4월 13일   | 운터인탈/티롤 운트 포어라를베르크 제3선거구 라텐베르크     | 무소속                      |
| 야코프 귈리히 (Jacob Gülich)                                                         | 1801년~1877년      | 1848년 5월 25일~1849년 5월 30일  | 슐레스비히 제2선거구 톤데른                                | 카지노 / 란츠베르크         |
| 게오르크 귄터 (Georg Günther)                                                        | 1808년~1872년      | 1848년 5월 18일~1849년 6월 18일  | 작센왕국 제10선거구 글라우차우                             | 도너스베르크 / 중앙 3월협회 |
| 구스타프 아돌프 굴덴 (Gustav Adolf Gulden)                                           | 1808년~1882년      | 1848년 5월 18일~1849년 6월 18일  | 팔츠 제3선거구 홈부르크                                    | 독일 궁정파 / 중앙 3월협회  |
| 프란츠 구터츠 (Franz Gutherz)                                                        | 1802년~1865년      | 1848년 5월 18일~1848년 12월 5일  | 외스터라이히 운터 데어 엔스 제17선거구 장크트푈텐          | 무소속                      |
| 빌헬름 귀재 (Wilhelm Gysae)                                                          | 1797년~1863년      | 1848년 6월 27일~1849년 5월 10일  | 브란덴부르크 제9선거구 프렌츨라우                          | 카지노                      |

## H

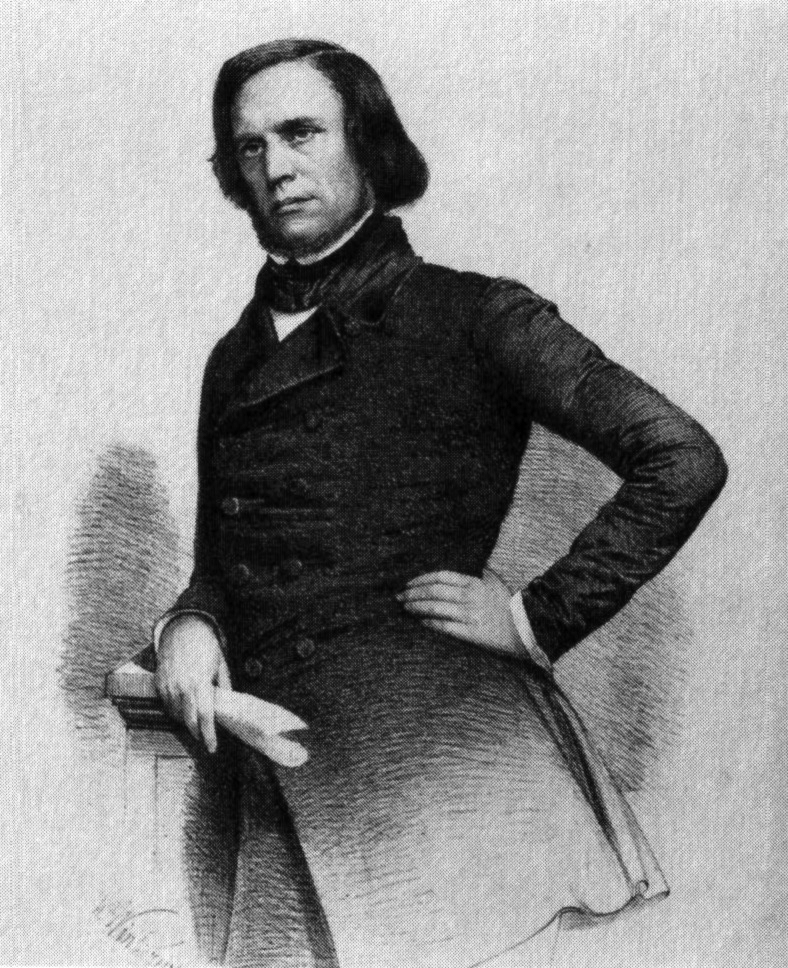
헤르겐한 (석판화, 작자 미상)

| 이름                                                                               | 생몰년             | 의원이었던 기간                   | 선거구                                                              | 당파                                            |
| ---------------------------------------------------------------------------------- | ------------------ | --------------------------------- | ------------------------------------------------------------------- | ----------------------------------------------- |
| 카를 하인리히 빌헬름 하겐 (Carl Heinrich Wilhelm Hagen)                            | 1810년~1868년      | 1848년 6월 27일~1849년 6월 18일   | 바덴 제17선거구 하이델베르크                                        | 독일 궁정파 / 도너스베르크 / 중앙 3월협회       |
| 구스타프 폰 하게노브 (Gustav von Hagenow)                                          | 1813년~1876년      | 1848년 5월 18일~1849년 1월 23일   | 포메른 제14선거구 그리멘                                            | 카지노                                          |
| 요한 밥티스트 하겐뮐러 (Johann Baptist Haggenmüller)                               | 1792년~1862년      | 1848년 5월 18일~1849년 6월 18일   | 슈바벤 제6선거구 켐프텐                                             | 뷔르템베르크 궁정파 / 베스텐트할 / 중앙 3월협회 |
| 카를 페르디난트 요하네스 한 (Carl Ferdinand Johannes Hahn)                         | 1801년~1876년      | 1848년 5월 31일~1849년 5월 10일   | 프로이센 제12선거구 알렌슈타인                                      | 무소속                                          |
| 요한 프리드리히 한 (Johann Friedrich Hahn)                                         | 1793년~1856년      | 1848년 5월 18일~1848년 8월 11일   | 작센지방 제20선거구 바이센제                                        | 무소속                                          |
| 구스타프 모리츠 할바우어 (Gustav Moritz Hallbauer)                                 | 1808년~1887년      | 1848년 11월 23일~1849년 5월 13일  | 작센왕국 제20선거구 마이센                                          | 독일 궁정파 / 베스텐트할                        |
| 알베르트 폰 하르트만 (Albert von Hartmann)                                         | 1805년~1865년      | 1848년 8월 3일~1849년 5월 19일    | 베스트팔렌 제16선거구 드렌슈타인푸르트                              | 카지노 / 파리 궁정파                            |
| 모리츠 하르트만 (Moritz Hartmann)                                                  | 1821년~1872년      | 1848년 5월 18일~1849년 6월 18일   | 라이트메리츠/보헤미아 선거구 라이트메리츠                           | 도너스베르크 / 중앙 3월협회                     |
| 콘란트 디트리히 하슬러 (Konrad Dietrich Haßler)                                    | 1803년~1873년      | 1848년 5월 18일~1849년 4월 11일   | 도나우 제2선거구 울름                                               | 베스텐트할                                      |
| 요한 하슬반터 (Johann Haßlwanter)                                                  | 1805년~1869년      | 1848년 5월 18일~1848년 7월 19일   | 푸슈터탈 운트 암 아이자크/티롤 운트 포어라를베르크 제2선거구 리엔츠 | 무소속                                          |
| 페르디난트 하우벤슈미트 (Ferdinand Haubenschmidt)                                  | 1808년~1890년      | 1848년 5월 18일~1849년 5월 21일   | 니더바이에른 제6선거구 파사우                                       | 카지노                                          |
| 카를 요제프 율리우스 후베르트 하우그 (Carl Joseph Julius Hubert Haugh)             | 1812년~1886년      | 1848년 5월 19일~1848년 5월 28일   | 라인란트 제35선거구 노이스                                          | 무소속                                          |
| 에두아르트 하우프트 (Eduard Haupt)                                                 | 1805년~1868년      | 1848년 5월 18일~1849년 1월 26일   | 메클렌부르크슈베린 제2선거구 비스마르                               | 무소속                                          |
| 아우구스트 루트비히 하우스만 (August Ludwig Hausmann)                              | 1802년~1889년      | 1849년 4월 17일~1849년 5월 20일   | 브란덴부르크 제14선거구 브란덴부르크                                | 베스텐트할                                      |
| 에두아르트 하이든, 리터 폰 운트 추 도르프 (Eduard Hayden, Ritter von und zu Dorff) | 1815년~1895년      | 1848년 5월 18일~1849년 4월 13일   | 외스터라이히 옵 데어 엔스 운트 잘츠부르크 제6선거구 키르히도르프    | 카페 밀라니                                     |
| 루돌프 하임 (Rudolf Haym)                                                          | 1821년~1901년      | 1848년 5월 18일~1849년 5월 20일   | 작센지방 제10선거구 아이슬레벤                                      | 카지노                                          |
| 요한 구스타프 헤크셔 (Johann Gustav Heckscher)                                     | 1797년~1865년      | 1848년 5월 18일~1849년 4월 30일   | 함부르크 한자자유시 선거구                                          | 카지노 / 파리 궁정파                            |
| 프란츠 헤드리히 (Franz Hedrich)                                                    | 1823년~1895년      | 1848년 9월 1일~1849년 6월 18일    | 라이트메리츠/보헤미아 선거구 테플리츠                               | 도너스베르크 / 중앙 3월협회                     |
| 프리드리히 폰 헤크넨베르크둑스 (Friedrich von Hegnenberg-Dux)                      | 1810년~1872년      | 1848년 6월 5일~1848년 11월 21일   | 오버바이에른 제5선거구 브루크                                       | 란츠베르크                                      |
| 카를 헤너 (Carl Hehner)                                                            | 1809년~1880년      | 1848년 5월 18일~1849년 6월 18일   | 나사우 제5선거구 쾨니히슈타인                                       | 베스텐트할 / 중앙 3월협회                       |
| 프란츠 자베르 하이데 (Franz Xaver Heide)                                           | 1801년~1867년      | 1848년 10월 9일~1849년 1월 13일   | 슐레지엔 제36선거구 라티보르                                        | 무소속                                          |
| 테오도르 하임브로트 (Theodor Heimbrod)                                             | 1821년~1882년      | 1848년 10월 30일~1849년 5월 10일  | 슐레지엔 제35선거구 리브니크                                        | 카지노                                          |
| 요한 요제프 하이슈터 (Johann Joseph Heister)                                       | 1803년~1874년      | 1848년 10월 18일~1848년 12월 31일 | 라인란트 제19선거구 지크부르크                                      | 카지노                                          |
| 프란츠 하이슈터베르크 (Franz Heisterbergk)                                         | 1799년~1850년      | 1848년 5월 18일~1849년 5월 29일   | 작센왕국 제8선거구 로흐리츠                                         | 독일 궁정파 / 중앙 3월협회                      |
| 요한 고트리프 헬비히 (Johann Gottlieb Helbig)                                      | 1812년~1851년 이후 | 1849년 5월 29일~1849년 6월 18일   | 작센왕국 제8선거구 로흐리츠                                         | 무소속                                          |
| 카를 헬비히 (Carl Helbing)                                                         | 1802년~1874년      | 1848년 6월 1일~1849년 5월 30일    | 바덴 제7선거구 프라이부르크                                         | 무소속                                          |
| 크리스티안 헬트만 (Christian Heldmann)                                             | 1808년~1866년      | 1848년 6월 3일~1848년 7월 17일    | 헤센다름슈타트 제9선거구 니다                                       | 독일 궁정파                                     |
| 크리스티안 헬트만 (Christian Heldmann)                                             | 1808년~1866년      | 1848년 10월 18일~1849년 6월 18일  | 헤센다름슈타트 제9선거구 니다                                       | 독일 궁정파                                     |
| 하인리히 헹켈 (Heinrich Henkel)                                                    | 1802년~1873년      | 1848년 5월 18일~1848년 5월 20일   | 쿠어헤센 제4선거구 프리츨라르                                       | 뷔르템베르크 궁정파                             |
| 하인리히 헹켈 (Heinrich Henkel)                                                    | 1802년~1873년      | 1849년 3월 7일~1849년 5월 30일    | 쿠어헤센 제1선거구 카셀                                             | 뷔르템베르크 궁정파                             |
| 하인리히 폰 헤니히 (Heinrich von Hennig)                                           | 1818년~1869년      | 1848년 5월 31일~1849년 5월 30일   | 프로이센 제27선거구 슈트라스부르크 운트 뢰바우                      | 카지노 / 란츠베르크                             |
| 에두아르트 헤닝 (Eduard Henning)                                                   | 1812년~1860년      | 1848년 5월 18일~1848년 11월 2일   | 프로이센 제24선거구 토른                                            | 카지노 / 란츠베르크                             |
| 아돌프 에른스트 헨젤 (Adolf Ernst Hensel)                                          | 1810년~1862년      | 1848년 5월 18일~1848년 9월 1일    | 작센왕국 제1선거구 치타우                                           | 독일 궁정파                                     |
| 프리드리히 테오필 헨젤 (Friedrich Theophil Hensel)                                 | 1798년~1869년      | 1848년 5월 19일~1849년 5월 21일   | 작센왕국 제23선거구 드레스덴-노이슈타트                             | 독일 궁정파 / 중앙 3월협회                      |
| 루이스 헨트게스 (Louis Hentges)                                                    | 1818년~1891년      | 1848년 5월 18일~1849년 1월 26일   | 네카르 제8선거구 하일브론                                           | 독일 궁정파 /도너스베르크 / 중앙 3월협회        |
| 아우구스트 헤르겐한 (August Hergenhahn)                                            | 1804년~1874년      | 1848년 5월 18일~1849년 5월 30일   | 나사우 제6선거구 비스바덴                                           | 카지노                                          |
| 프리드리히 폰 헤르만 (Friedrich von Hermann)                                       | 1795년~1868년      | 1848년 5월 18일~1849년 5월 16일   | 오버바이에른 제1선거구 뮌헨                                         | 뷔르템베르크 궁정파                             |
| 파울 헤르만 (Paul Hermann)                                                         | 1809년~1862년      | 1848년 5월 18일~1848년 9월 22일   | 작센왕국 제3선거구 바우첸                                           | 카지노                                          |
| 요한 야코프 헤르츠 (Johann Jacob Herz)                                             | 1810년~1873년      | 1849년 3월 9일~1849년 4월 13일    | 외스터라이히 운터 데어 엔스 제2선거구 빈-레오폴트슈타트             | 무소속                                          |
| 빌헬름 헤르치히 (Wilhelm Herzig)                                                   | 1812년~1894년      | 1848년 6월 7일~1849년 2월 27일    | 분츨라우/보헤미아 선거구 가블론츠                                   | 무소속                                          |
| 요한 파울 헤어초크 (Johann Paul Herzog)                                            | 1812년~1870년      | 1849년 1월 8일~1849년 5월 20일    | 오버프랑켄 제7선거구 포텐슈타인                                     | 아우크스부르크 궁정파                           |
| 에른스트 레온하르트 호이프너 (Ernst Leonhard Heubner)                              | 1803년~1886년      | 1848년 10월 4일~1849년 4월 11일   | 작센왕국 제16선거구 쵸파우                                          | 독일 궁정파 / 중앙 3월협회                      |
| 오토 레온하르트 호이프너 (Otto Leonhard Heubner)                                   | 1812년~1893년      | 1848년 5월 18일~1849년 2월 15일   | 작센왕국 제17선거구 프라우엔슈타인                                  | 독일 궁정파 / 중앙 3월협회                      |
| 루트비히 호이스너 (Ludwig Heusner)                                                 | 1801년~1861년      | 1848년 10월 30일~1849년 2월 16일  | 라인란트 제5선거구 자르브뤼켄                                       | 독일 궁정파 / 뷔르템베르크 궁정파               |
| 브루노 힐데브란트 (Bruno Hildebrand)                                               | 1812년~1878년      | 1848년 5월 18일~1849년 6월 18일   | 쿠어헤센 제8선거구 마르부르크                                       | 베스텐트할 / 중앙 3월협회                       |
| 요한 힐데브란트 (Johann Hillebrand)                                                | 1801년~1866년      | 1849년 1월 8일~1849년 4월 11일    | 슈타이어마르크 제16선거구 유덴부르크                                | 무소속                                          |
| 아돌프 아우구스트 히르쉬베르크 (Adolph August Hirschberg)                          | 1804년~1885년      | 1848년 11월 24일~1849년 5월 30일  | 슈바르츠부르크존더스하우젠 선거구                                   | 뷔르템베르크 궁정파                             |
| 프란츠 자베르 흘루베크 (Franz Xaver Hlubek)                                        | 1802년~1880년      | 1848년 5월 18일~1848년 8월 3일    | 슈타이어마르크 제2선거구 그라츠-움게붕                              | 무소속                                          |
| 루트비히 회크스만 (Ludwig Höchsmann)                                               | 1802년~1881년      | 1848년 5월 31일~1849년 4월 13일   | 올뮈츠/모라바 선거구 슈테른베르크                                   | 카지노                                          |
| 구스타프 회프켄 (Gustav Höfken)                                                    | 1811년~1889년      | 1848년 5월 24일~1849년 5월 30일   | 베스트팔렌 제14선거구 도르트문트                                    | 뷔르템베르크 궁정파                             |
| 프리드리히 카를 회닝거 (Friedrich Carl Hönniger)                                   | 1812년~1874년      | 1848년 5월 18일~1849년 6월 18일   | 슈바르츠부르크루돌슈타트 선거구                                     | 독일 궁정파 / 도너스베르크 / 중앙 3월협회       |
| 프란츠 호퍼 (Franz Hofer)                                                          | 1794년~1865년      | 1849년 1월 24일~1849년 3월 31일   | 니더바이에른 제5선거구 파르키르헨                                   | 무소속                                          |
| 빌헬름 호프바우어 (Wilhelm Hoffbauer)                                              | 1812년~1892년      | 1848년 5월 18일~1849년 6월 18일   | 작센지방 제22선거구 노르트하우젠                                    | 도너스베르크 / 중앙 3월협회                     |
| 아우구스트 호프만 (August Hoffmann)                                                | 1802년~1878년      | 1848년 9월 8일~1848년 12월 16일   | 작센왕국 제1선거구 치타우                                           | 독일 궁정파 / 중앙 3월협회                      |
| 크리스토프 호프만 (Christoph Hoffmann)                                             | 1815년~1885년      | 1848년 5월 18일~1849년 3월 8일    | 네카르 제6선거구 루트비히스부르크                                   | 무소속                                          |
| 율리우스 호프만 (Julius Hoffmann)                                                  | 1810년~1882년      | 1848년 5월 18일~1848년 11월 16일  | 작센마이닝겐 선거구 마이닝겐                                        | 독일 궁정파                                     |
| 구스타프 호프만 (Gustav Hofmann)                                                   | 1798년~1866년      | 1848년 5월 20일~1849년 5월 30일   | 헤센다름슈타트 제8선거구 프리트베르크                               | 베스텐트할 / 중앙 3월협회                       |
| 요한 프리드리히 홀펠트 (Johann Friedrich Hohlfeld)                                 | 1809년~1861년      | 1849년 5월 30일~1849년 6월 18일   | 작센왕국 제2선거구 뢰바우                                           | 무소속                                          |
| 아우구스트 홀란트 (August Hollandt)                                                | 1800년~1882년      | 1848년 5월 18일~1849년 5월 30일   | 브라운슈바이크 제1선거구 브라운슈바이크란트                         | 란츠베르크                                      |
| 카를 호펜슈테트 (Karl Hoppenstedt)                                                 | 1800년~1883년      | 1849년 3월 23일~1849년 5월 15일   | 하노버 제2선거구 하노버 시                                          | 아우크스부르크 궁정파                           |
| 에르트빈 폰 데어 호르스트 (Erdwin von der Horst)                                   | 1823년~1884년      | 1849년 2월 26일~1849년 5월 30일   | 하노버 제17선거구 페르덴                                            | 무소속                                          |
| 프란츠 루트비히 호우벤 (Franz Ludwig Houben)                                       | 1803년~1884년      | 1849년 1월 8일~1849년 5월 19일    | 라인란트 제32선거구 겔데른                                          | 무소속                                          |
| 빌헬름 후버 (Wilhelm Huber)                                                        | 1806년~1859년      | 1848년 9월 1일~1849년 4월 19일    | 부트바이스/보헤미아 선거구 카플리츠                                 | 베스텐트할                                      |
| 요제프 후크 (Joseph Huck)                                                          | 1805년~1859년      | 1848년 11월 17일~1849년 5월 30일  | 야크스트 제4선거구 엘방겐                                           | 무소속                                          |
| 안톤 휘프너 (Anton Hübner)                                                         | 1793년~1869년      | 1848년 5월 24일~1848년 7월 29일   | 츠나임/모라바 제1선거구 츠나임                                      | 뷔르템베르크 궁정파                             |
| 에두아르트 휠스만 (Eduard Hülsmann)                                                | 1801년~1856년      | 1848년 5월 18일~1848년 10월 6일   | 라인란트 제27선거구 레네프                                          | 카페 밀라니 / 카지노                            |
| 애밀 후고 (Aemil Hugo)                                                             | 1802년~1860년      | 1848년 5월 18일~1849년 5월 12일   | 하노버 제7선거구 노르트하임                                         | 카지노 / 파리 궁정파                            |

## I

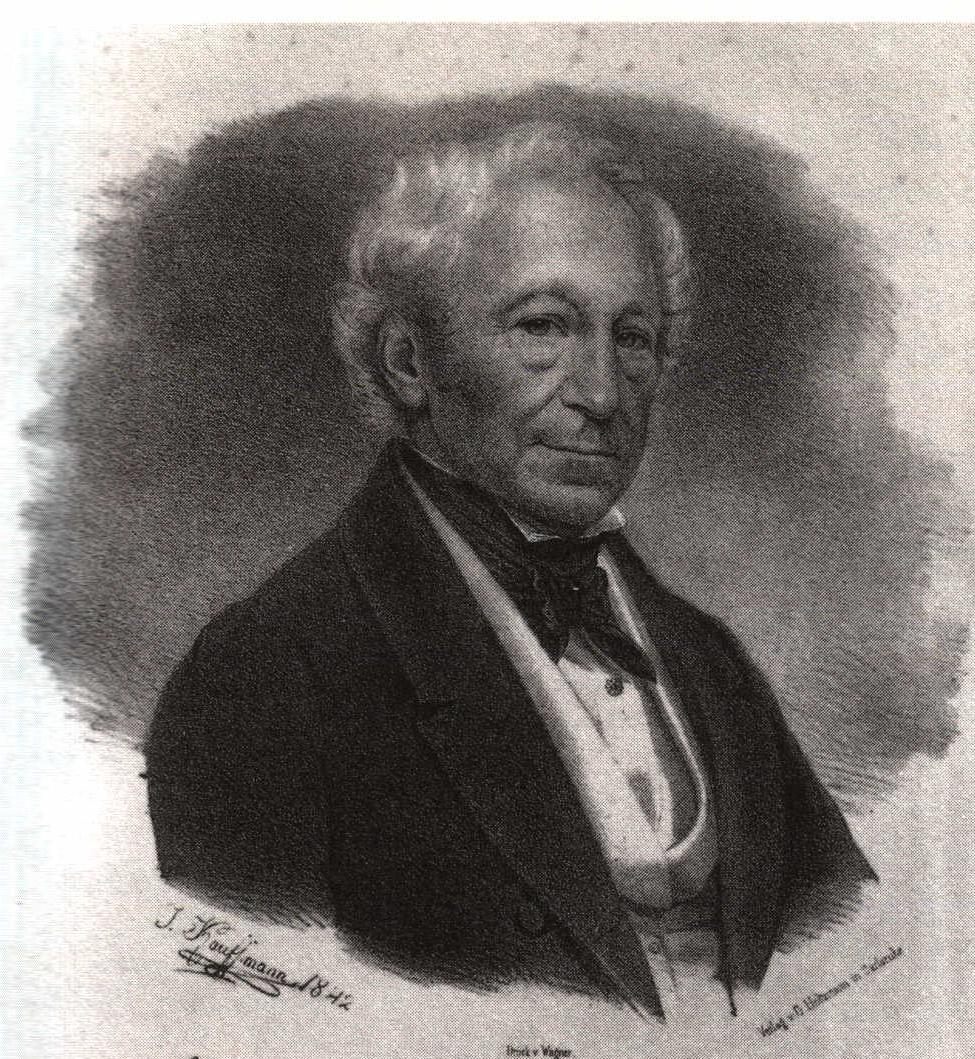
이츠슈타인 (석판화, 작자 미상)

| 이름                                               | 생몰년        | 의원이었던 기간                | 선거구                 | 당파        |
| -------------------------------------------------- | ------------- | ------------------------------ | ---------------------- | ----------- |
| 요한 아담 폰 이츠슈타인 (Johann Adam von Itzstein) | 1775년~1855년 | 1848년 6월 1일~1849년 6월 18일 | 바덴 제15선거구 브레텐 | 독일 궁정파 |

## J

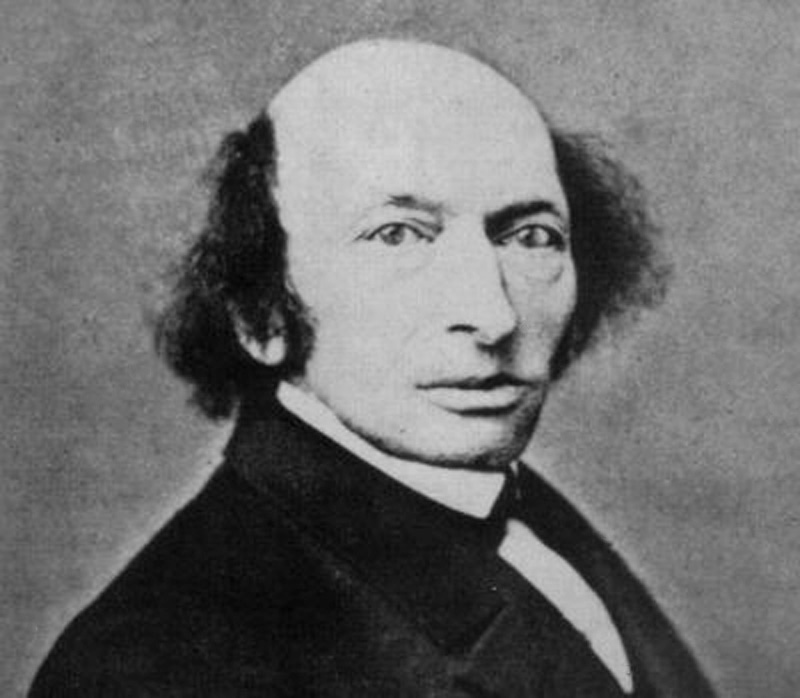
야코비 (작자 미상)
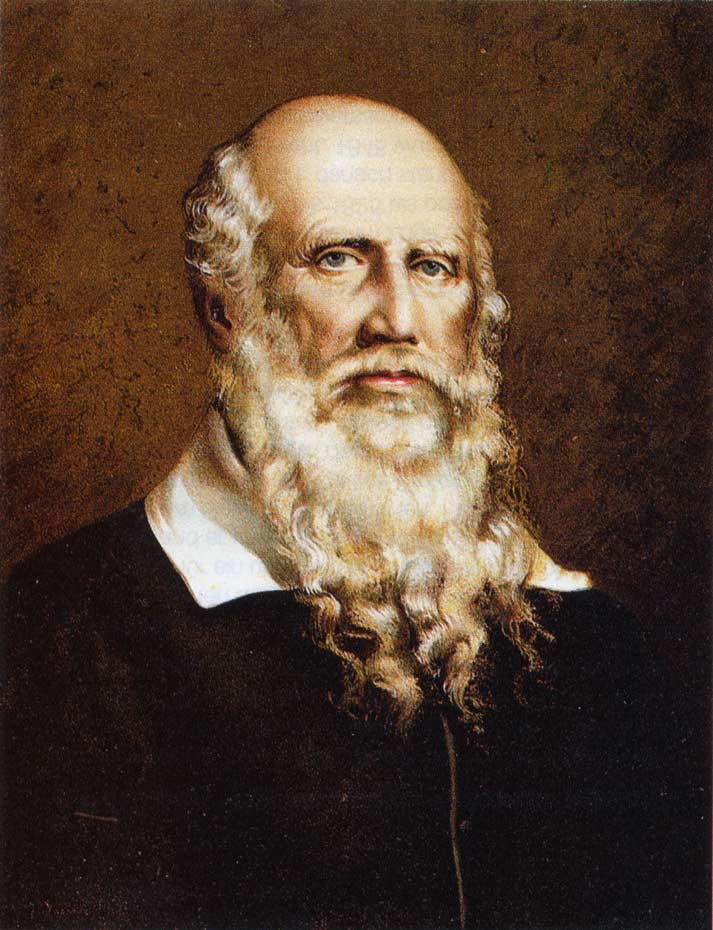
얀 (초상화, 작자 미상)

| 이름                                                | 생몰년        | 의원이었던 기간                  | 선거구                                                    | 당파                             |
| --------------------------------------------------- | ------------- | -------------------------------- | --------------------------------------------------------- | -------------------------------- |
| 카를 빌헬름 야코비 (Carl Wilhelm Jacobi)            | 1803년~1858년 | 1848년 5월 18일~1849년 5월 20일  | 쿠어헤센 제5선거구 헤르스펠트                             | 무소속                           |
| 요한 야코비 (Johann Jacoby)                         | 1805년~1877년 | 1849년 5월 24일~1849년 6월 18일  | 브란덴부르크 제4선거구 베를린                             | 독일 궁정파                      |
| 프리드리히 루트비히 얀 (Friedrich Ludwig Jahn)      | 1778년~1852년 | 1848년 5월 18일~1849년 5월 30일  | 작센지방 제15선거구 메르제부르크                          | 카지노                           |
| 요하네스 야니스체프스키 (Johannes Janiszewski)      | 1818년~1891년 | 1848년 6월 1일~1848년 8월 3일    | 포젠 제12선거구 잠터                                      | 무소속                           |
| 하인리히 카를 야우프 (Heinrich Karl Jaup)           | 1781년~1860년 | 1848년 5월 18일~1848년 8월 18일  | 헤센다름슈타트 제2선거구 움슈타트                         | 카지노                           |
| 안드레아스 예이트텔레스 (Andreas Jeitteles)         | 1799년~1878년 | 1848년 5월 20일~1848년 1월 25일  | 올뮈츠/모라바 선거구 올뮈츠                               | 무소속 / 중앙 3월협회            |
| 가브리엘 예니 (Gabriel Jenny)                       | 1810년~1891년 | 1848년 5월 20일~1848년 12월 4일  | 퀴스텐란트 제2선거구 트리에스테                           | 무소속                           |
| 베르너 요하네스 (Werner Johannes)                   | 1805년~1871년 | 1848년 11월 17일~1849년 5월 22일 | 작센마이닝겐 선거구 마이닝겐                              | 뷔르템베르크 궁정파              |
| 요한 요프 (Johann Jopp)                             |               | 1848년 5월 20일~1849년 5월 30일  | 외스터라이히 운터 데어 엔스 제10선거구 그로스엔처스도르프 | 도너스베르크 / 중앙 3월협회      |
| 빌헬름 요르단 (Wilhelm Jordan)                      | 1819년~1904년 | 1848년 5월 18일~1849년 5월 20일  | 브란덴부르크 제11선거구 프라이엔발데                      | 독일 궁정파 / 란츠베르크         |
| 질베스터 요르단 (Sylvester Jordan)                  | 1792년~1861년 | 1848년 7월 18일~1849년 5월 20일  | 쿠어헤센 제4선거구 프리찰러                               | 뷔르템베르크 궁정파 / 란츠베르크 |
| 요한 루트비히 요르단 (Johann Ludwig Jordan)         | 1791년~1874년 | 1848년 6월 1일~1848년 11월 24일  | 라이트메리츠/보헤미아 선거구 테첸                         | 무소속                           |
| 율리우스 요르단 (Julius Jordan)                     | 1813년~1893년 | 1848년 5월 18일~1849년 5월 20일  | 포메른 제8선거구 마소브                                   | 카지노 / 란츠베르크              |
| 헤르만 요제프 (Hermann Joseph)                      | 1811년~1869년 | 1848년 5월 20일~1849년 4월 13일  | 작센왕국 제19선거구 프라이베르크                          | 도너스베르크 / 중앙 3월협회      |
| 프리드리히 지그문트 유코 (Friedrich Siegmund Jucho) | 1805년~1884년 | 1848년 5월 18일~1849년 5월 30일  | 프랑크푸르트암마인 자유시 선거구                          | 베스텐트할 / 중앙 3월협회        |
| 카를 하인리히 위르겐스 (Carl Heinrich Jürgens)      | 1801년~1860년 | 1848년 5월 18일~1849년 5월 30일  | 브라운슈바이크 제3선거구 브라운슈바이크 시                | 카지노 / 파리 궁정파             |
| 다미안 융한스 (Damian Junghanns)                    | 1800년~1870년 | 1848년 5월 29일~1849년 6월 18일  | 바덴 제18선거구 바이프슈타트                              | 도너스베르크 / 중앙 3월협회      |
| 빌헬름 융크만 (Wilhelm Junkmann                     | 1811년~1886년 | 1848년 5월 19일~1849년 5월 21일  | 베스트팔렌 제15선거구 레클링하우젠                        | 카지노, 파리 궁정파              |

## K

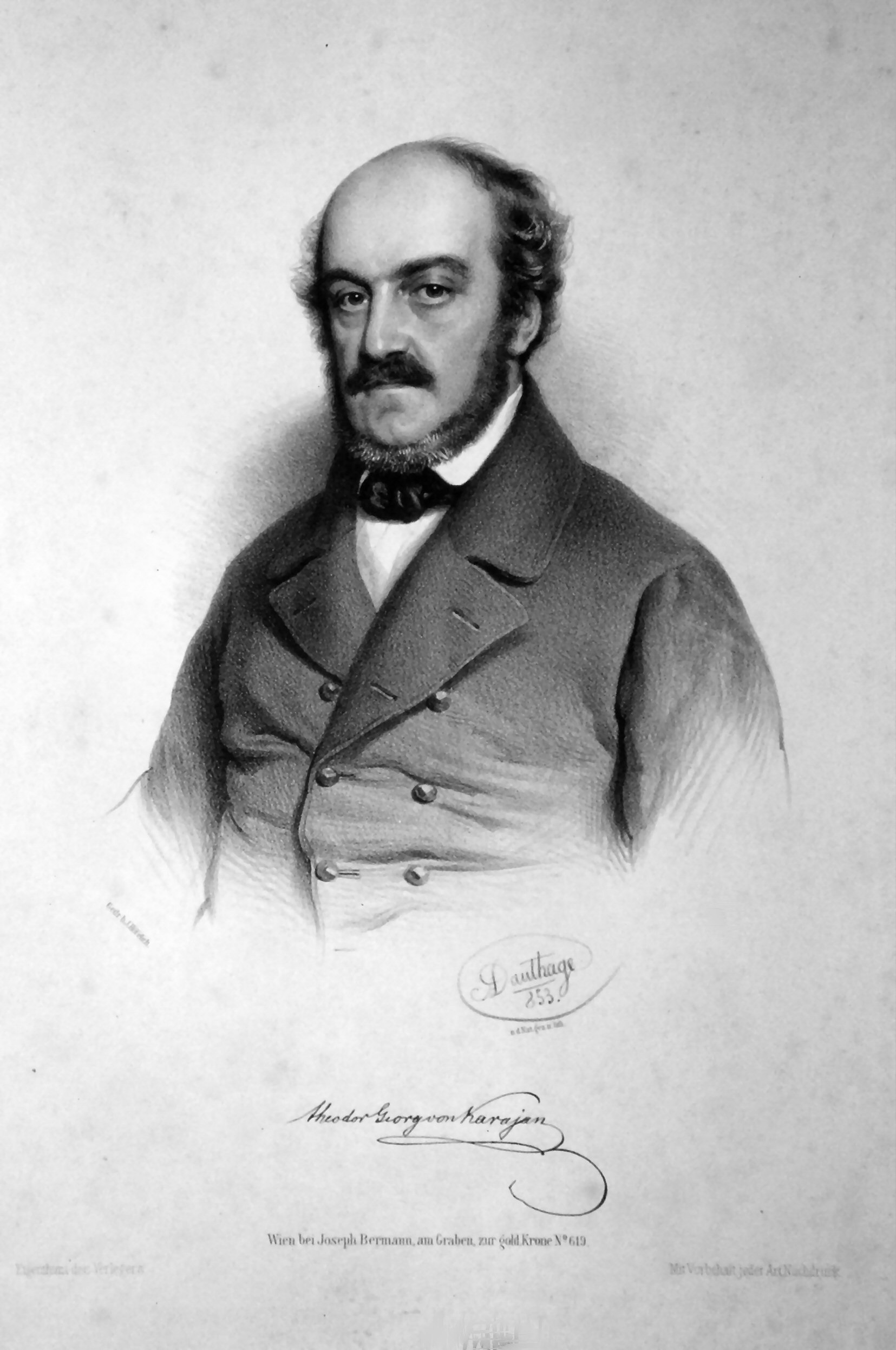
카라얀 (A. 다우타게의 석판화)
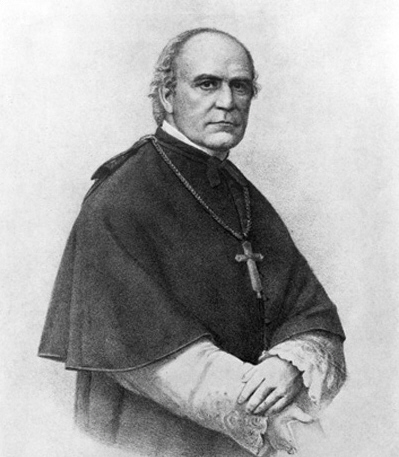
케텔러 (석판화, 작자 미상)
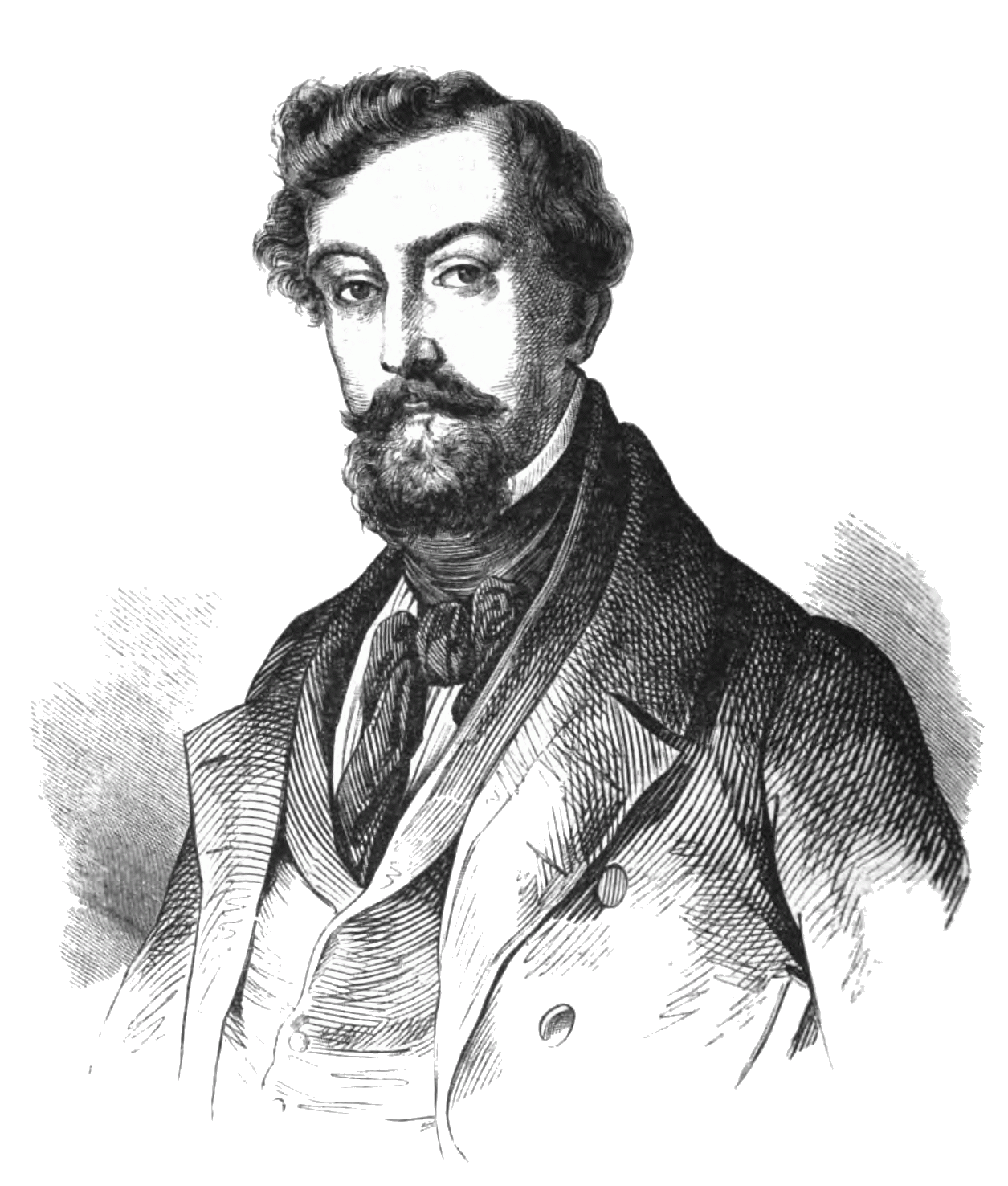
키르히게스너 (1848년 6월 17일자 〈일루스트리르테 차이퉁〉)
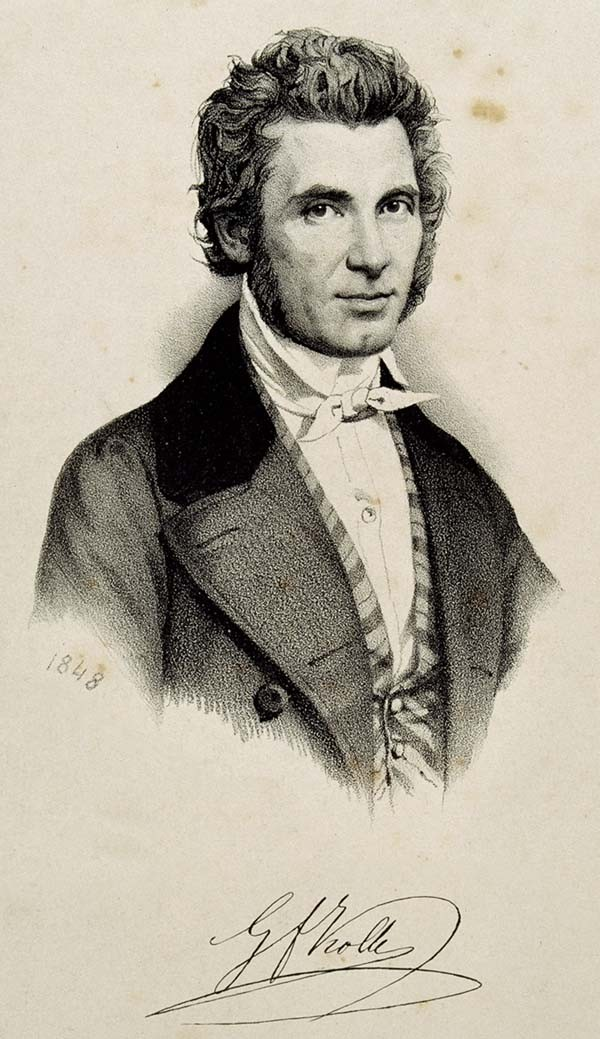
게오르크 프리드리히 콜프

| 이름                                                                                       | 생몰년                  | 의원이었던 기간                  | 선거구                                                     | 당파                                              |
| ------------------------------------------------------------------------------------------ | ----------------------- | -------------------------------- | ---------------------------------------------------------- | ------------------------------------------------- |
| 요한 에베르하르트 캐퍼라인 (Johann Eberhard Käfferlein)                                    | 1807년~1889년           | 1848년 10월 18일~1849년 5월 25일 | 오버바이에른 제1선거구 바이로이트                          | 뷔르템베르크 궁정파                               |
| 베른하르트 아우구스트 캘러 (Bernhard August Kähler)                                        | 1808년~1890년           | 1848년 5월 20일~1848년 8월 29일  | 프로이센 제31선거구 엘빙                                   | 무소속                                            |
| 하인리히 율리우스 캐멜 (Heinrich Julius Kämmel)                                            | 1813년~1881년           | 1849년 4월 11일~1849년 5월 24일  | 작센왕국 제1선거구 치타우                                  | 무소속                                            |
| 페터 카거바우어 (Peter Kagerbauer)                                                         | 1808년~1873년           | 1848년 5월 18일~1849년 4월 17일  | 외스터라이히옵데어엔스운트잘츠부르크 제1선거구 린츠        | 무소속                                            |
| 안톤 칼레르트 (Anton Kahlert)                                                              | 1804년~1880년           | 1848년 5월 18일~1849년 5월 21일  | 슐레지엔 제38선거구 레옵쉬츠                               | 파리 궁정파                                       |
| 아그나츠 카이저 (Ignatz Kaiser)                                                            | 1819년~1895년           | 1848년 5월 18일~1849년 5월 20일  | 외스터라이히운터데어엔스 제12선거구 레츠                   | 아우크스부르크 궁정파                             |
| 페터 카이저 (Peter Kaiser)                                                                 | 1795년~1864             | 1848년 5월 18일~1848년 11월 21일 | 리히텐슈타인 선거구 파두츠                                 | 베스텐트할                                        |
| 모리츠 에들러 폰 카이저펠트 (Moritz Edler von Kaiserfeld)                                  | 1811년~1885년           | 1849년 2월 1일~1849년 4월 13일   | 슈타이어마르크 제1선거구 그라츠                            | 무소속                                            |
| 프란츠 리터 칼헤거 폰 칼히베르크 (Franz Ritter Kalchegger von Kalchberg)                   | 1807년~1890년           | 1848년 5월 18일~1848년 6월 13일  | 슈타이어마르크 제1선거구 그라츠                            | 무소속                                            |
| 요제프 리터 칼헤거 폰 칼히베르크 (Joseph Ritter Kalchegger von Kalchberg)                  | 1801년~1882년           | 1848년 5월 31일~1848년 8월 22일  | 테셴/오스트리아 슐레지엔 선거구 테셴                       | 무소속                                            |
| 빌리발트 폰 칼크슈타인 (Willibald von Kalckstein)                                          | 1812년~1894년           | 1848년 10월 9일~1849년 5월 11일  | 프로이센 제15선거구 하일리겐바일                           | 카지노                                            |
| 페터 카니취 (Peter Kanitsch)                                                               | 1808년~1894년           | 1849년 2월 22일~1849년 4월 30일  | 캐른텐 제2선거구 장크트바이트                              | 무소속                                            |
| 크리스티안 카프 (Christian Kapp)                                                           | 1798년~1874년           | 1848년 5월 29일~1848년 6월 30일  | 바덴 제20선거구 타우버비쇼프스하임                         | 도너스베르크                                      |
| 테오도르 폰 카라얀 (Theodor von Karajan)                                                   | 1810년~1873년           | 1848년 5월 24일~1848년 9월 20일  | 외스터라이히운터데어엔스 제9선거구 군터스도르프            | 카지노                                            |
| 게오르크 카우처 (Georg Kauzer)                                                             | 1807년~1875년           | 1848년 5월 18일~1848년 10월 10일 | 야크스트 제4선거구 엘방겐                                  | 무소속                                            |
| 고트리프 프리드리히 페르디난트 카임 (Gottlieb Friedrich Ferdinand Keim)                    | 1783년~1868년           | 1848년 5월 18일~1848년 9월 22일  | 오버프랑켄 제1선거구 바이로이트                            | 무소속                                            |
| 구스타프 그라프 폰 켈러 (Gustav Graf von Keller)                                           | 1805년~1897년           | 1848년 6월 5일~1849년 5월 20일   | 작센지방 제19선거구 에르푸르트                             | 카지노                                            |
| 요한 케러 (Johann Kerer)                                                                   | 1808년~1867년           | 1848년 5월 18일~1849년 4월 16일  | 오버인탈/티롤운트포어라를베르크 선거구 질츠                | 파리 궁정파                                       |
| 자무델 고트프리트 케르스트 (Samuel Gottfried Kerst)                                        | 1804년~1875년           | 1848년 5월 18일~1849년 5월 20일  | 포젠 제8선거구 치르케                                      | 카지노 / 란츠베르크                               |
| 빌헬름 엠마누엘 폰 케텔러 (Wilhelm Emmanuel von Ketteler)                                  | 1811년~1877년           | 1848년 5월 18일~1849년 1월 22일  | 베스트팔렌 제19선거구 렝게리히                             | 무소속                                            |
| 오토 폰 코이델 (Otto von Keudell)                                                          | 1810년~1853년           | 1849년 1월 5일~1849년 5월 20일   | 포메른 제7선거구 그라이펜베르크                            | 무소속                                            |
| 오토 폰 카이저링크 (Otto von Keyserlingk)                                                  | 1802년~1885년           | 1848년 5월 18일~1848년 8월 29일  | 프로이센 제2선거구 틸지트                                  | 무소속                                            |
| 요한 프리드리히 마르틴 키에룰프 (Johann Friedrich Martin Kierulff)                         | 1806년~1894년           | 1848년 5월 18일~1849년 5월 26일  | 메클렌부르크슈베린 제1 로스토크                            | 뷔르템베르크 궁정파                               |
| 카를 키르히게스너 (Karl Kirchgessner)                                                      | 1807년~1858년           | 1848년 6월 1일~1849년 5월 30일   | 슈바벤 제9선거구 바일러-린다우                             | 뷔르템베르크 궁정파                               |
| 프란츠 클라인페터 (Franz Kleinpeter)                                                       | 1787년~1870년           | 1848년 5월 24일~1848년 7월 15일  | 프레라우/모라바 선거구 노이티챠인                          | 무소속                                            |
| 카를 폰 클라인슈로트 (Karl Kleinschrod)                                                    | 1797년~1866년           | 1848년 12월 12일~1849년 3월 13일 | 오버바이에른 제5선거구 브루크                              | 파리 궁정파                                       |
| 아우구스트 클레트 (August Klett)                                                           | 1799년~1869             | 1849년 2월 26일~1849년 6월 18일  | 네카르 제8선거구 하일브론                                  | 무소속                                            |
| 프란츠 에들러 폰 크나피취 (Franz Edler von Knapitsch)                                      | 1785년~1867년           | 1848년 5월 18일~1848년 5월 20일  | 캐른텐 제2선거구 장크트바이트                              | 무소속                                            |
| 요제프 크나르 (Joseph Knarr)                                                               | 1800년~1864년           | 1848년 5월 18일~1849년 4월 13일  | 슈타이어마르크 제4선거구 하르트베르크                      | 무소속                                            |
| 프란츠 페터 크노트 (Franz Peter Knoodt)                                                    | 1811년~1889년           | 1848년 5월 18일~1849년 2월 16일  | 라인란트 제8선거구 노이비트                                | 카지노                                            |
| 카를 빌헬름 오토 코흐 (Carl Wilhelm Otto Koch)                                             | 1810년~1876년           | 1848년 5월 18일~1849년 5월 30일  | 작센왕국 제7선거구 보르나                                  | 아우크스부르크 궁정파                             |
| 카를 하인리히 아돌프 쾰러 (Carl Heinrich Adolph Köhler)                                    | 1810년~1875년           | 1848년 9월 8일~1849년 5월 30일   | 작센지방 제4선거구 반츠레벤                                | 도너스베르크 / 뷔르템베르크 궁정파 / 중앙 3월협회 |
| 카를 헤르만 쾨스터 폰 쾨스터리츠 (Carl Hermann Köster von Kösteritz)                       | 1803년~1867년           | 1848년 11월 18일~1849년 5월 20일 | 라인란트 제26선거구 엘버펠트                               | 무소속                                            |
| 프란츠 자베르 콜파르처 (Franz Xaver Kohlparzer)                                            | 1798년~1855년           | 1848년 5월 18일~1849년 5월 30일  | 외스터라이히옵데어엔스운트잘츠부르크 제2선거구 노이펠덴    | 무소속                                            |
| 게오르크 프리드리히 콜프 (Georg Friedrich Kolb)                                            | 1808년~1884년           | 1848년 5월 18일~1849년 6월 18일  | 팔츠 제9선거구 슈파이어                                    | 독일 궁정파 / 뉘른베르크 궁정파 / 중앙 3월협회    |
| 아돌프 콜라체크 (Adolph Kollaczek)                                                         | 1821년~1889년           | 1848년 5월 1849년 6월 18일       | 테셴/오스트리아 슐레지엔 선거구 슐레지엔 오스트라우        | 도너스베르크 / 중앙 3월협회                       |
| 빌헬름 알베르트 코스만 (Wilhelm Albert Kosmann)                                            | 1802년~1875년           | 1848년 5월 18일~1849년 5월 10일  | 포메른 제10선거구 슈테틴 란트                              | 카지노                                            |
| 카를 프리드리히 코취 (Carl Friedrich Kotschy)                                              | 1789년~1856년           | 1848년 7월 2일~1849년 5월 30일   | 테셴/오스트리아 슐레지엔 선거구 비엘리츠                   | 독일 궁정파                                       |
| 빌헬름 프리드리히 크리스타안 구스타프 크라프트 (Wilhelm Friedrich Christian Gustav Krafft) | 1805년~1854년           | 1848년 5월 18일~1849년 5월 24일  | 미텔프랑켄 제2선거구 뉘른베르크                            | 카지노 / 란츠베르크                               |
| 구스타프 하인리히 크라츠 (Gustav Heinrich Kratz)                                           | 1798년~1874년           | 1848년 6월 1일~1849년 5월 10일   | 포메른 제2선거구 슈톨프                                    | 카지노                                            |
| 카를 요제프 크로이츠베르크 (Carl Joseph Kreutzberg)                                        | 1802년~1870년           | 1849년 3월 15일~1849년 4월 30일  | 분츨라우/보헤미아 선거구 가블론츠                          | 무소속                                            |
| 레오폴트 크라이비히 (Leopold Kreybig)                                                      | 1813년 이전~1870년 이후 | 1848년 5월 24일~1848년 11월 28일 | 브륀/모라바 선거구 아우슈피츠                              | 무소속                                            |
| 아우구스트 크롬프 (August Kromp)                                                           |                         | 1848년 5월 20일~1848년 12월 11일 | 브륀/모라바 선거구 포어리츠                                | 무소속                                            |
| 요한 크르치차노브스키 (Johann Krzyzanowsky)                                                | 1802년~1864년           | 1849년 4월 4일~1849년 5월 30일   | 포젠 제12선거구 잠터                                       | 무소속                                            |
| 요제프 헤르만 쿠들리히 (Joseph Hermann Kudlich)                                            | 1809년~1886년           | 1848년 5월 26일~1849년 6월 18일  | 트로파우/오스트리아 슐레지엔 선거구 베니쉬                 | 독일 궁정파                                       |
| 하인리히 폰 퀸스베르크 (Heinrich von Künßberg)                                             | 1801년~1862년           | 1848년 5월 18일~1849년 5월 1일   | 미텔프랑켄 제1선거구 안스바흐                              | 카지노 / 파리 궁정파                              |
| 알렉산더 퀸첼 (Alexander Küntzel)                                                          | 1804년~1873년           | 1848년 10월 7일~1849년 5월 24일  | 프로이센 제11선거구 나이덴부르크                           | 카지노                                            |
| 도미니쿠스 쿠엔처 (Dominikus Kuenzer)                                                      | 1793년~1853년           | 1848년 6월 27일~1849년 6월 18일  | 바덴 제11선거구 아헤른                                     | 도너스베르크 / 중앙 3월협회                       |
| 카를 폰 퀴르징어 (Carl von Kürsinger)                                                      | 1797년~1849년           | 1848년 5월 18일~1849년 4월 10일  | 외스터라이히옵데어엔스운트잘츠부르크 제16선거구 베르펜     | 무소속                                            |
| 이그나츠 폰 퀴르징어 (Ignaz von Kürsinger)                                                 | 1795년~1861             | 1848년 5월 18일~1849년 4월 10일  | 외스터라이히옵데어엔스운트잘츠부르크 제15선거구 잘츠부르크 | 무소속                                            |
| 에른스트 쿤트 (Ernst Kunth)                                                                | 1809년~1882             | 1848년 5월 18일~1849년 4월 10일  | 슐레지엔 제7선거구 분츨라우                                | 베스텐트할 / 아우크스부르크 궁정파                |
| 아그나츠 쿠란다 (Ignaz Kuranda)                                                            | 1811년~1884년           | 1848년 6월 27일~1848년 8월 24일  | 라이트메리츠/보헤미아 선거구 테플리츠                      | 무소속                                            |
| 요제프 쿠첸 (Joseph Kutzen)                                                                | 1800년~1877년           | 1848년 6월 27일~1849년 5월 12일  | 슐레지엔 제25선거구 프랑켄슈타인                           | 카페 밀라니                                       |

## L

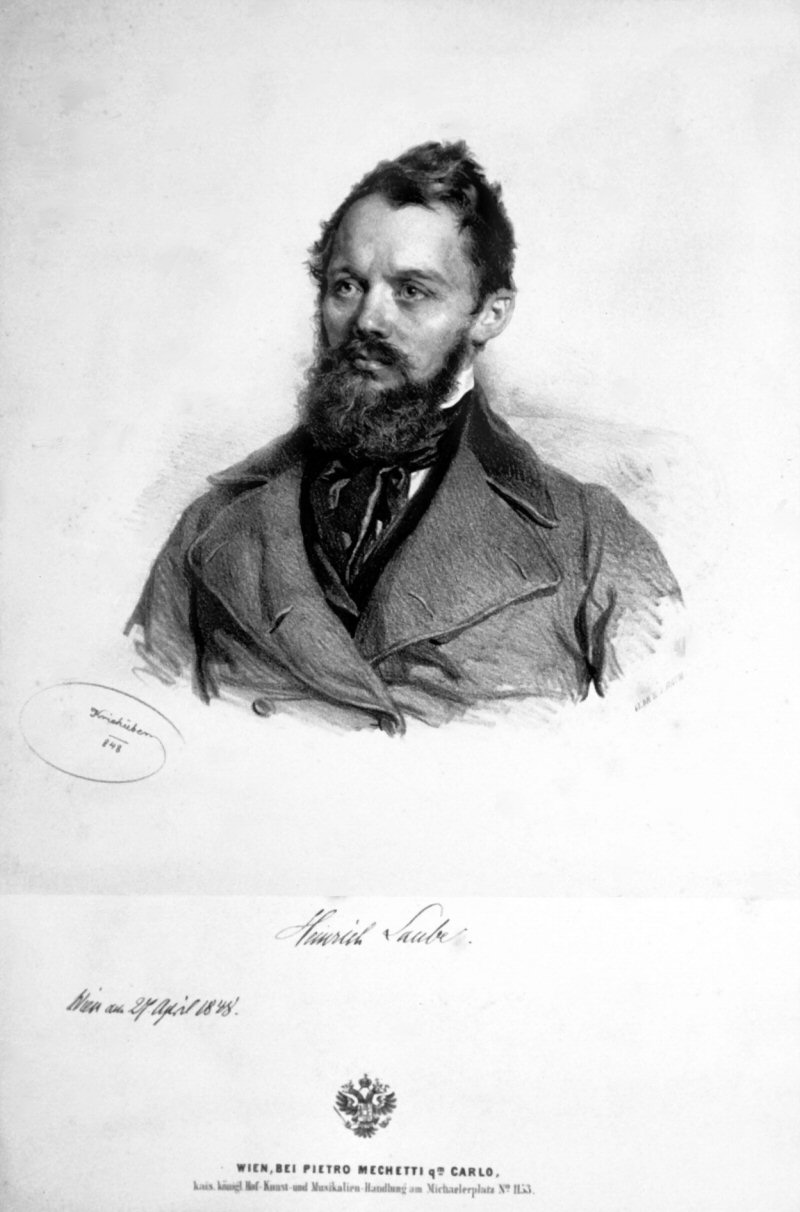
라우베 (요제프 크리후버의 석판화)
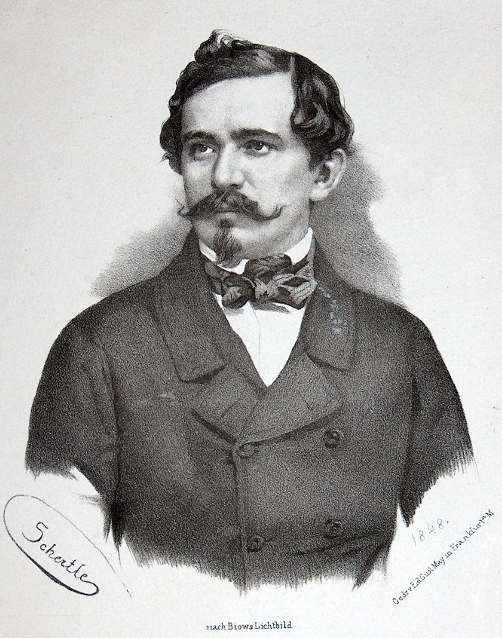
리히노브스키 (작자 미상)
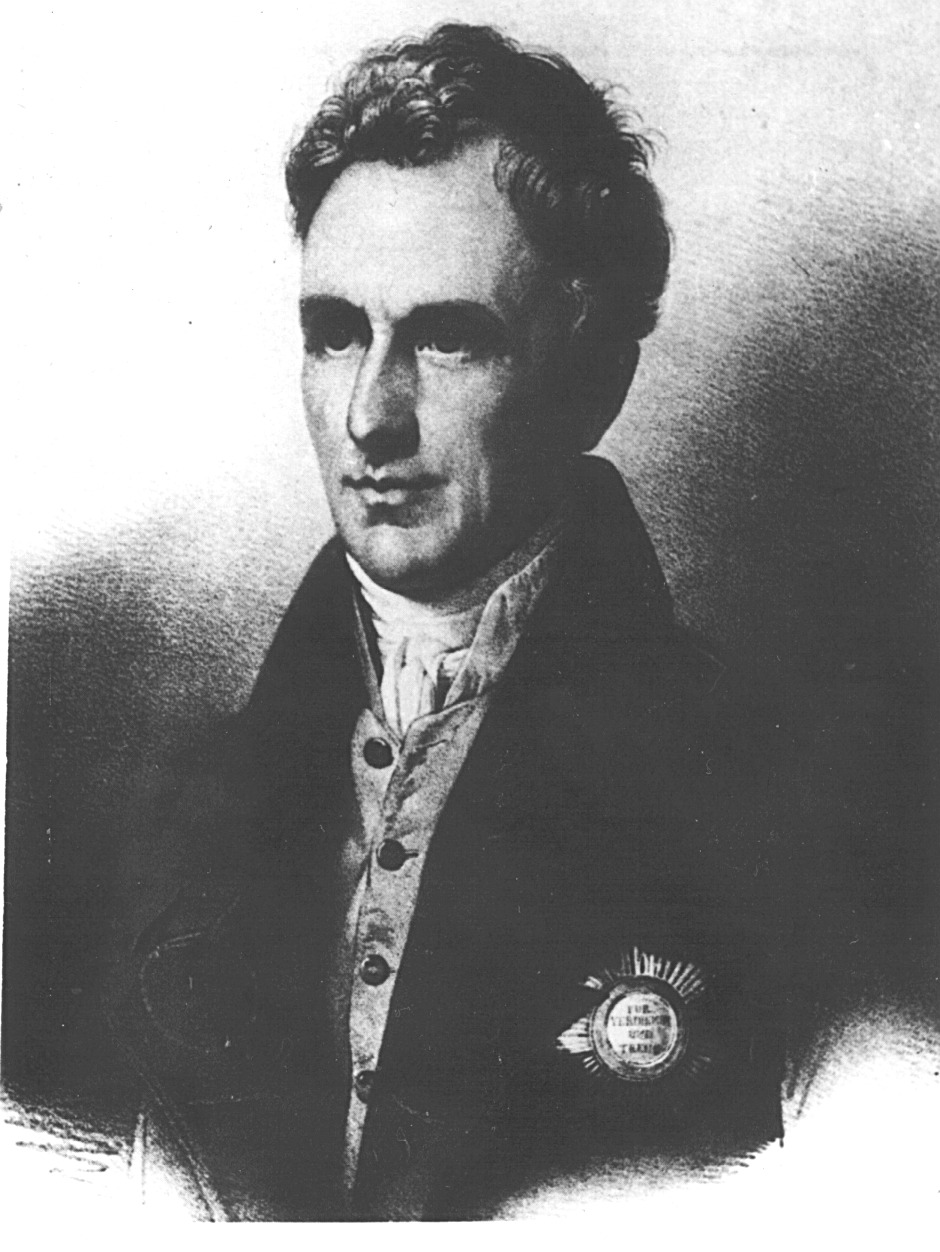
v. 린데나우 (작자 미상)
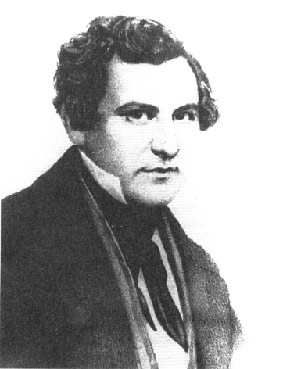
뢰베 (작자 미상)

| 이름                                                              | 생몰년        | 의원이었던 기간                  | 선거구                                                 | 당파                                        |
| ----------------------------------------------------------------- | ------------- | -------------------------------- | ------------------------------------------------------ | ------------------------------------------- |
| 요한 볼프강 페르디난트 라머스 (Johann Wolfgang Ferdinand Lammers) | 1796년~1855년 | 1848년 1월 25일~1849년 5월 24일  | 미텔프랑켄 제4선거구 에를랑겐                          | 란츠베르크                                  |
| 프리드리히 랑 (Friedrich Lang)                                    | 1778년~1859년 | 1848년 5월 18일~1849년 1월 29일  | 하노버 제17선거구 페르덴                               | 란츠베르크                                  |
| 카를 루트비히 랑바인 (Carl Ludwig Langbein)                       | 1811년~1878년 | 1848년 10월 26일~1849년 6월 18일 | 작센왕국 제5선거구 그리마                              | 독일 궁정파 / 중앙 3월협회                  |
| 구스타프 랑어펠트 (Gustav Langerfeldt)                            | 1802년~1883년 | 1848년 5월 18일~1849년 5월 21일  | 브라운슈바이크 제2선거구 볼펜뷔텔                      | 카지노                                      |
| 에른스트 폰 라자울륵스 (Ernst von Lasaulx)                        | 1805년~1861년 | 1848년 5월 18일~1849년 5월 7일   | 니더바이에른 제2선거구 아벤스베르크                    | 카페 밀라니                                 |
| 안톤 라샨 (Anton Laschan)                                         | 1811년~1897년 | 1848년 6월 22일~1849년 4월 30일  | 크라인 제3선거구 노이슈타틀                            | 무소속                                      |
| 하인리히 라우베 (Heinrich Laube)                                  | 1806년~1884년 | 1848년 7월 23일~1849년 3월 27일  | 엘보겐/보헤미아 선거구 엘보겐                          | 뷔르템베르크 궁정파 / 아우크스부르크 궁정파 |
| 카를 라우디엔 (Carl Laudien)                                      | 1799년~1856년 | 1848년 6월 29일~1849년 5월 30일  | 프로이센 제7선거구 골다프                              | 란츠베르크                                  |
| 요한 야코프 라우크 (Johann Jacob Lauk)                            | 1804년~1862년 | 1849년 3월 21일~1849년 5월 29일  | 운터프랑켄 제1선거구 아른슈타인                        | 무소속                                      |
| 요제프 라우쉬 (Joseph Lausch)                                     |               | 1848년 5월 20일~1849년 4월 19일  | 트로파우/오스트리아 슐레지엔 선거구 트로파우           | 무소속                                      |
| 알렉산더 폰 라베르그네페구일헨 (Alexander von Lavergne-Peguilhen) | 1803년~1867년 | 1848년 5월 18일~1848년 10월 7일  | 프로이센 제11선거구 나이덴부르크                       | 카지노                                      |
| 사이프리안 렐레크 (Cyprián Lelek)                                 | 1812년~1883년 | 1849년 3월 12일~1849년 5월 19일  | 슐레지엔 제36선거구 라티보르                           | 무소속                                      |
| 빌헬름 아돌프 레테 (Wilhelm Adolf Lette)                          | 1799년~1868년 | 1848년 5월 18일~1849년 5월 20일  | 브란덴부르크 제15선거구 나우엔                         | 카지노                                      |
| 프리드리히 고트프리트 로이에 (Friedrich Gottfried Leue)           | 1801년~1872년 | 1848년 5월 18일~1849년 4월 23일  | 작센지방 제9선거구 잘츠베델                            | 뷔르템베르크 궁정파                         |
| 빌헬륾 레베르쿠스 (Wilhelm Leverkus)                              | 1808년~1870년 | 1848년 10월 17일~1849년 5월 20일 | 라인란트 제27선거구 레네프                             | 카지노 / 아우크스부르크 궁정파              |
| 빌헬름 레뷔존 (Wilhelm Levysohn)                                  | 1815년~1871년 | 1848년 10월 3일~1849년 6월 18일  | 슐레지엔 제12선거구 그륀베르크                         | 독일 궁정파 / 중앙 3월협회                  |
| 카롤 리벨트 (Karol Libelt)                                        | 1807년~1875년 | 1848년 10월 6일~1849년 1월 18일  | 포젠 제12선거구 잠터                                   | 도너스베르크                                |
| 펠릭스 폰 리히노브스키 (Felix von Lichnowsky)                     | 1814년~1848년 | 1848년 5월 18일~1848년 9월 18일  | 슐레지엔 제36선거구 라티보르                           | 카지노                                      |
| 에두아르트 리버 (Eduard Lieber)                                   | 1791년~1867년 | 1848년 5월 18일~1848년 6월 2일   | 브란덴부르크 제23선거구 췰리차우                       | 무소속                                      |
| 리하르트 리프만 (Richard Liebmann)                                | 1811년~1871년 | 1848년 5월 18일~1848년 9월 28일  | 작센마이닝겐 선거구 존네베르크                         | 뷔르템베르크 궁정파                         |
| 빌헬름 오토 리프만 (Wilhelm Otto Liebmann)                        | 1806년~1871년 | 1848년 9월 8일~1849년 5월 30일   | 브란덴부르크 제7선거구 페를레베르크                    | 뷔르템베르크 궁정파                         |
| 마토이스 린바허 (Matthäus Lienbacher)                             | 1807년~1884년 | 1848년 7월 27일~1849년 4월 16일  | 외스터라이히옵데어엔스운트잘츠부르크 제17선거구 첼암제 | 카지노 / 파리 궁정파                        |
| 유스틴 폰 린데 (Justin von Linde)                                 | 1797년~1870년 | 1848년 6월 27일~1849년 5월 30일  | 베스트팔렌 제17선거구 보르켄                           | 무소속                                      |
| 베른하르트 폰 린데나우 (Bernhard von Lindenau)                    | 1779년~1854년 | 1848년 5월 18일~1848년 9월 18일  | 작센알텐부르크 선거구                                  | 무소속                                      |
| 요제프 린드너 (Joseph Lindner)                                    | 1810년~1875년 | 1849년 1월 18일~1849년 4월 19일  | 외스터라이히운터데어엔스 제16선거구 암슈테텐           | 무소속                                      |
| 크리스티안 로데만 (Christian Lodemann)                            | 1805년~1878년 | 1848년 12월 27일~1849년 5월 26일 | 하노버 제13선거구 뤼네부르크                           | 무소속                                      |
| 오이겐 프리드리히 뢰퍼 (Eugen Friedrich Löper)                    | 1801년~1865년 | 1849년 4월 18일~1849년 5월 10일  | 브란덴부르크 제20선거구 프리데베르크                   | 무소속                                      |
| 요제프 뢰쉬니크 (Joseph Löschnigg)                                | ~ 1882년 경   | 1848년 11월 21일~1849년 4월 25일 | 캐른텐 제1선거구 클라겐푸르트                          | 무소속                                      |
| 프리드리히 뢰브 (Friedrich Loew)                                  | 1809년~1881년 | 1848년 5월 18일~1849년 5월 20일  | 작센지방 제3선거구 노이할덴스레벤                      | 카지노 / 란츠베르크                         |
| 헤르만 뢰브 (Hermann Loew)                                        | 1807년~1879년 | 1848년 6월 18일~1849년 5월 20일  | 포젠 제10선거구 오보르니크                             | 란츠베르크                                  |
| 빌헬름 뢰베 (Wilhelm Loewe)                                       | 1814년~1886년 | 1848년 5월 18일~1849년 6월 18일  | 작센지방 제7선거구 칼베                                | 독일 궁정파 / 뉘른베르크 궁정파             |
| 헤르만 아돌프 륀첼 (Hermann Adolf Lüntzel)                        | 1799년~1850년 | 1848년 5월 20일~1849년 3월 22일  | 하노버 제8선거구 힐데스하임                            | 카지노 / 란츠베르크                         |

## M

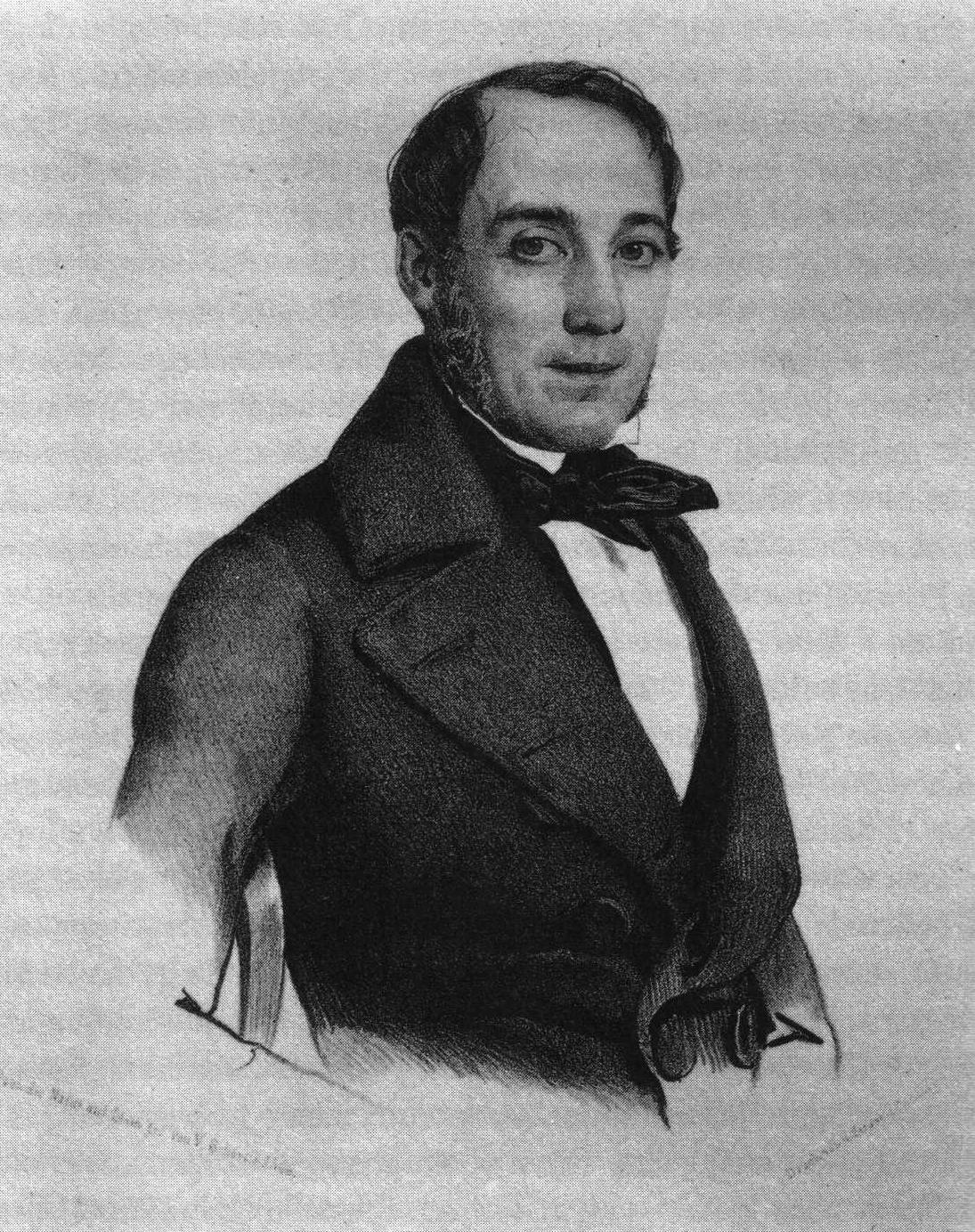
마티 (발렌틴 셰르틀레의 석판화)
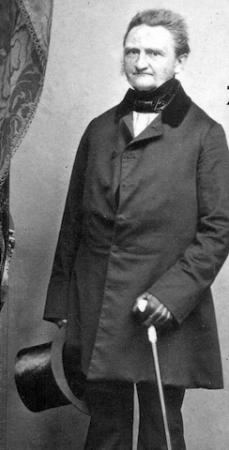
게오르크 테오도르 마이어 (작자 미상 사진)
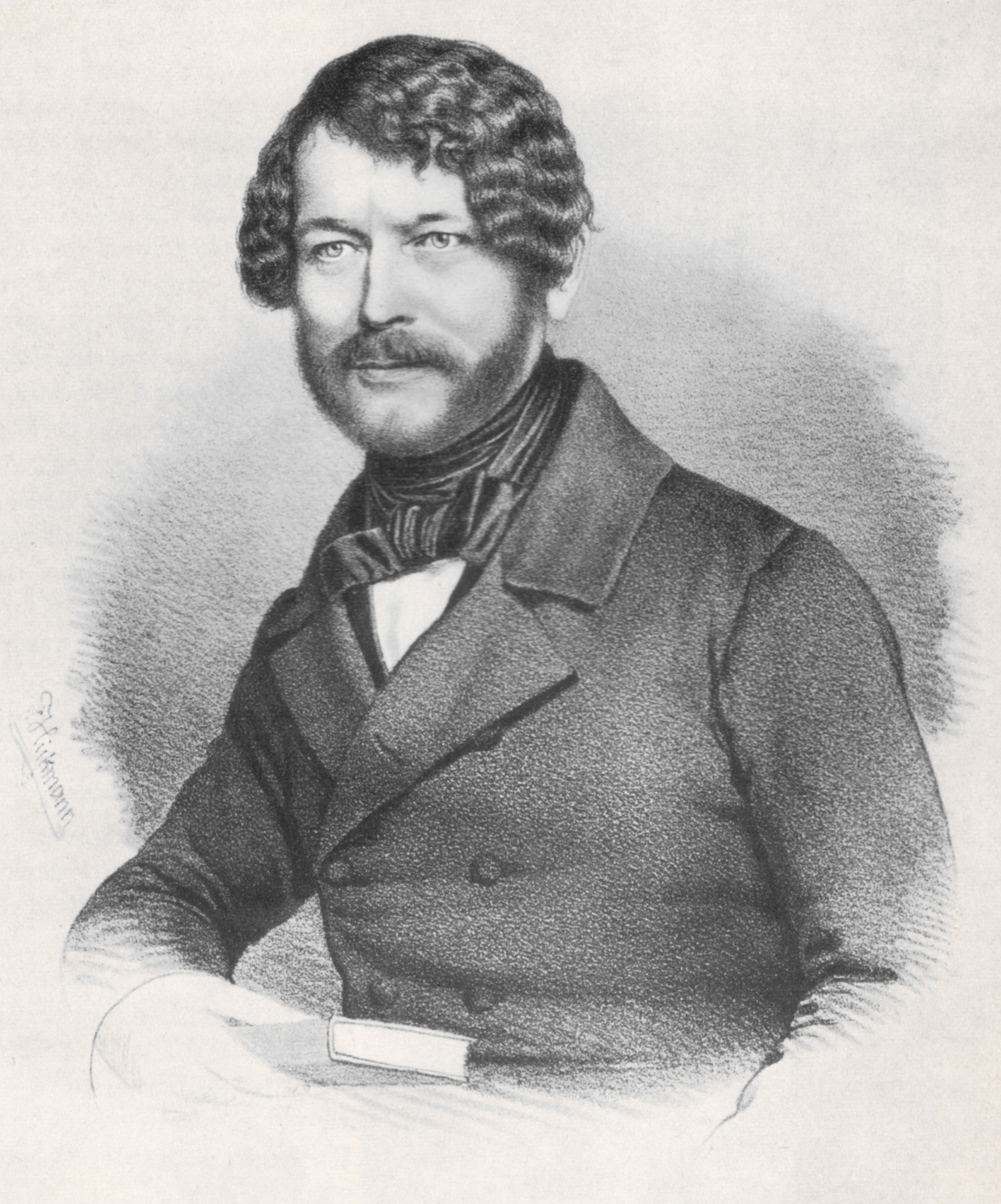
M. 몰 (석판화, 작자 미상)

| 이름                                                                  | 생몰년           | 의원이었던 기간                  | 선거구                                                     | 당파                                           |
| --------------------------------------------------------------------- | ---------------- | -------------------------------- | ---------------------------------------------------------- | ---------------------------------------------- |
| 프란츠 마코비츠카 (Franz Makowiczka)                                  | 1811년~1890년    | 1848년 5월 29일~1849년 5월 30일  | 자츠/보헤미아 선거구 코모타우                              | 뷔르템베르크 궁정파 / 중앙 3월협회             |
| 게오르크 말리 (Georg Mally)                                           | 1793년~1858년    | 1848년 5월 18일~1849년 4월 13일  | 슈타이어마르크 제7선거구 마르부르크                        | 무소속                                         |
| 구스타프 로베르트 폰 말트찬 (Gustav Robert von Maltzahn)              | 1807년~1882년    | 1848년 5월 18일~1849년 4월 16일  | 브란덴부르크 제18선거구 쾨니히스베르크                     | 카지노 / 란츠베르크                            |
| 빈센츠 말리 (Vincenz Maly)                                            | 1808년~1878년    | 1848년 9월 1일~1849년 5월 24일   | 프레라우/모라바 선거구 라이프니크                          | 무소속                                         |
| 프란츠 아우구스트 마멘 (Franz August Mammen)                          | 1813년~1888년    | 1848년 5월 18일~1849년 5월 30일  | 작센왕국 제12선거구 플라우엔                               | 독일 궁정파 / 뉘른베르크 궁정파 / 중앙 3월협회 |
| 요한 만드렐라 (Johann Mandrella)                                      |                  | 1848년 8월 5일~1849년 2월 12일   | 슐레지엔 제32선거구 그로스슈트렐리츠                       | 독일 궁정파 / 중앙 3월협회                     |
| 요한 만 (Johann Mann)                                                 | 1791년~1871년    | 1849년 1월 3일~1849년 5월 30일   | 메클렌부르크슈베린 제6선거구 귀슈트로브                    | 아우크스부르크 궁정파                          |
| 에두아르트 마르크스 (Eduard Marcks)                                   | 1806년~1868년 경 | 1848년 5월 18일~1849년 5월 20일  | 라인란트 제30선거구 베젤                                   | 카지노                                         |
| 율리우스 오이겐 콘스탄틴 마르쿠스 (Julius Eugen Constantin Marcus)    | 1806년~1865년    | 1848년 5월 20일~1849년 5월 25일  | 프로이센 제19선거구 프리틀란트                             | 란츠베르크                                     |
| 티투스 마레크 (Titus Mareck)                                          | 1819년~1851년    | 1848년 5월 18일~1849년 5월 30일  | 슈타이어마르크 제11선거구 리히텐발트                       | 독일 궁정파 / 도너스베르크 / 중앙 3월협회      |
| 프란세스코 마르실리 (Francesco Marsilli)                              | 1804년~1863년    | 1848년 5월 23일~1849년 5월 30일  | 로베레토/티롤 운트 포어라를베르크 제2선거구 리바           | 무소속                                         |
| 하인리히 빌헬름 고트리프 마르텐스 (Heinrich Wilhelm Gottlieb Martens) | 1795년~1877년    | 1848년 5월 18일~1849년 5월 4일   | 프로이센 제29선거구 단치히                                 | 카지노                                         |
| 프리드리히 마르티니 (Friedrich Martiny)                               | 1819년~1897년    | 1848년 5월 18일~1849년 5월 30일  | 프로이센 제21선거구 슐로차우                               | 도너스베르크 / 중앙 3월협회                    |
| 헤르만 폰 마소브 (Hermann von Massow)                                 | 1812년~1881년    | 1848년 5월 18일~1849년 5월 20일  | 슐레지엔지방 제26선거구 글라츠                             | 카지노                                         |
| 카를 마티 (Karl Mathy)                                                | 1807년~1868년    | 1848년 5월 18일~1849년 5월 21일  | 슈바르츠발트 제4선거구 칼브                                | 카지노                                         |
| 콘라트 마티에스 (Conrad Matthies)                                     | 1807년~1856년    | 1848년 5월 18일                  | 포메른 제13선거구 볼가스트                                 | 무소속                                         |
| 콘라트 마티에스 (Conrad Matthies)                                     | 1807년~1856년    | 1849년 1월 24일~1849년 5월 20일  | 포메른 제14선거구 그리멘                                   | 무소속                                         |
| 에른스트 루트비히 마우키쉬 (Ernst Ludwig Maukisch)                    | 1805년~1865년    | 1849년 2월 26일~1849년 5월 30일  | 작센왕국 제17선거구 프라우엔슈타인                         | 무소속                                         |
| 카를 마이어 (Karl Mayer)                                              | 1819년~1889년    | 1849년 6월 6일~1849년 6월 18일   | 네카르 제1선거구 에슬링겐                                  | 무소속                                         |
| 토마스 마이어 (Thomas Mayer)                                          | 1815년~1870년    | 1848년 5월 18일~1849년 6월 18일  | 슈바벤 제7선거구 메밍겐                                    | 베스텐트할 / 중앙 3월협회                      |
| 프란츠 페르디난트 폰 마이어 (Franz Ferdinand von Mayer)               | 1799년~1889년    | 1848년 5월 18일~1849년 2월 1일   | 외스터라이히운터데어엔스 제4선거구 빈비덴                  | 카지노                                         |
| 모리츠 에들러 폰 마이펠트 (Moritz Edler von Mayfeld)                  | 1817년~1904년    | 1848년 10월 9일~1849년 5월 30일  | 외스터라이히운터데어엔스 제13선거구 바이트호펜안데어타이아 | 뷔르템베르크 궁정파 / 중앙 3월협회             |
| 베른하르트 마체거 (Bernhard Mazegger)                                 | 1793년~1876년    | 1849년 3월 23일~1849년 4월 16일  | 오버인탈/티롤운트포어라를베르크 제1선거구 란데크           | 무소속                                         |
| 오이겐 메게를레 폰 뮈펠트 (Eugen Megerle von Mühlfeld)                | 1810년~1868년    | 1848년 5월 18일~1849년 4월 13일  | 외스터라이히운터데어엔스 제1선거구 빈 도심부               | 카페 밀라니 / 파리 궁정파                      |
| 헤르만 하인리히 마이어 (Hermann Henrich Meier)                        | 1809년~1898년    | 1849년 4월 4일~1849년 5월 20일   | 하노버 제18선거구 브레머푀르데                             | 카지노                                         |
| 파울루스 멜커스 (Paulus Melchers)                                     | 1813년~1895년    | 1848년 5월 18일~1848년 7월 21일  | 베스트팔렌 제18선거구 닌보르크                             | 무소속                                         |
| 에두아르트 멜리 (Eduard Melly)                                        | 1814년~1854년    | 1848년 5월 18일~1849년 6월 18일  | 외스터라이히운터데어엔스 제14선거구 호른                   | 베스텐트할 / 중앙 3월협회                      |
| 에른스트 메르크 (Ernst Merck)                                         | 1811년~1863년    | 1848년 5월 18일~1849년 5월 30일  | 함부르크 한자 자유시 선거구                                | 카페 밀라니                                    |
| 카를 크리스토프 메르켈 (Carl Christoph Merkel)                        | 1799년~1877년    | 1848년 6월 27일~1848년 12월 27일 | 하노버 제13선거구 뤼네부르크                               | 카지노 / 란츠베르크                            |
| 카를 메르텔 (Carl Mertel)                                             | 1809년~1873년    | 1849년 2월 1일~1849년 5월 30일   | 오버프랑켄 제5선거구 크로나흐                              | 무소속                                         |
| 헤르만 메츠케 (Hermann Metzke)                                        | 1801년~1880년    | 1848년 5월 19일~1849년 5월 20일  | 슐레지엔 제10선거구 자간                                   | 카지노                                         |
| 카를 프리드리히 메츨러 (Carl Friedrich Metzler)                       | 1813년~1867년    | 1848년 5월 23일~1848년 8월 18일  | 작센왕국 제16선거구 쵸파우                                 | 무소속                                         |
| 구스타프 메비센 (Gustav Mevissen)                                     | 1815년~1899년    | 1848년 5월 18일~1849년 5월 21일  | 베스트팔렌 제9지역 힐헨바흐                                | 카지노                                         |
| 요한 카를 크리스티안 마이어 (Johann Carl Christian Meyer)             | 1799년~1860년    | 1848년 5월 18일~1849년 5월 30일  | 슐레지엔 제9선거구 리그니츠                                | 도너스베르크 / 중앙 3월협회                    |
| 게오르크 테오도르 마이어 (Georg Theodor Meyer)                        | 1798년~1870년    | 1848년 5월 18일~1848년 6월 14일  | 하노버 제13선거구 뤼네부르크                               | 무소속                                         |
| 카를 메츠 (Carl Mez)                                                  | 1808년~1877년    | 1848년 5월~1849년 6월 18일       | 바덴 제3선거구 필링겐                                      | 무소속 / 중앙 3월협회                          |
| 안드레아스 루트비히 야크프 미헬젠 (Andreas Ludwig Jacob Michelsen)    | 1801년~1881년    | 1848년 5월 18일~1849년 5월 24일  | 슐레스비히 제1지역 페마른                                  | 카지노                                         |
| 크리스티안 밍쿠스 (Christian Minkus)                                  | 1770년~1849년    | 1848년 5월 29일~1849년 5월 26일  | 슐레지엔 제31선거구 로젠베르크                             | 독일 궁정파 / 중앙 3월협회                     |
| 카를 요제프 안톤 미터마이어 (Carl Joseph Anton Mittermaier)           | 1787년~1867년    | 1848년 5월 18일~1849년 5월 30일  | 바덴 제12선거구 바덴바덴                                   | 뷔르템베르크 궁정파 / 아우크스부르크 궁정파    |
| 프란츠 묄러 (Franz Möller)                                            | 1811년~1884년    | 1848년 10월 19일~1849년 5월 30일 | 분츨라우/보헤미아 선거구 라이헨베르크                      | 뷔르템베르크 궁정파 / 중앙 3월협회             |
| 게오르크 프리드리히 묄링 (Georg Friedrich Mölling)                    | 1796년~1878년    | 1848년 5월 18일~1849년 6월 18일  | 올덴부르크 선거구 예페어란트                               | 독일 궁정파 / 뉘른베르크 궁정파 / 중앙 3월협회 |
| 카를 뫼링 (Karl Moering)                                              | 1810년~1870년    | 1848년 5월 18일~1849년 4월 30일  | 외스터라이히운터데어엔스 제5선거구 빈노이바우              | 무소속                                         |
| 모리츠 몰 (Moritz Mohl)                                               | 1802년~1888년    | 1848년 5월 18일~1849년 6월 18일  | 야크스트 제5선거구 하이덴하임                              | 무소속                                         |
| 로베르트 폰 몰 (Robert von Mohl)                                      | 1799년~1875년    | 1848년 5월 18일~1849년 5월 30일  | 야크스트 제1선거구 메르겐트하임                            | 뷔르템베르크 궁정파 / 아우크스부르크 궁정파    |
| 마르틴 모어 (Martin Mohr)                                             | 1788년~1865년    | 1848년 5월 20일~1849년 6월 18일  | 헤센다름슈타트 제11선거구 보름스                           | 도너스베르크 / 중앙 3월협회                    |
| 구이도 콘라트 모징 (Guido Konrad Mosing)                              | 1824년~1907년    | 1849년 4월 4일~1849년 4월 30일   | 외스터라이히운터데어엔스 제17선거구 장크트푈텐             | 뉘른베르크 궁정파                              |
| 요한 폰 무크 (Johann von Muck)                                        |                  | 1848년 5월 18일~1848년 10월 5일  | 외스터라이히운터데어엔스 제19선거구 브루크안데어라이타     | 무소속                                         |
| 다니엘 에른스트 뮐러 (Daniel Ernst Müller)                            | 1797년~1868년    | 1848년 5월 31일~1849년 5월 30일  | 운터프랑켄 제2선거구 아샤펜부르크                          | 베스텐트할                                     |
| 프리드리히 테오도르 뮐러 (Friedrich Theodor Müller)                   | 1811년~1893년    | 1848년 5월 18일~1848년 6월 16일  | 라인란트 제18선거구 구머스바흐                             | 무소속                                         |
| 헤르만 요제프 뮐러 (Hermann Joseph Müller)                            | 1803년~1876년    | 1848년 9월 1일~1849년 5월 15일   | 라인란트 제20선거구 아헨                                   | 카지노 / 파리 궁정파                           |
| 요한 게오르크 뮐러 (Johann Georg Müller)                              | 1798년~1870년    | 1848년 5월 18일~1848년 8월 7일   | 베스트팔렌 제20선거구 뮌스터                               | 무소속                                         |
| 루이스 뮐러 (Louis Müller)                                            | 1812년~1889년    | 1848년 11월 16일~1849년 4월 16일 | 작센마이닝겐 선거구 존네베르크                             | 뷔르템베르크 궁정파 / 중앙 3월협회             |
| 요하네스 뮌히 (Johannes Münch)                                        | 1791년~1869년    | 1848년 5월 18일~1849년 5월 20일  | 라인란트 제7선거구 베츨라어                                | 란츠베르크 / 파리 궁정파                       |
| 헤르만 물라이 (Hermann Mulley)                                        | 1811년~1886년    | 1848년 5월 20일~1849년 4월 23일  | 슈타이어마르크 제13선거구 칠리                             | 무소속                                         |
| 차를레스 문헨 (Charles Munchen)                                       | 1813년~1882년    | 1848년 5월 25일~1849년 5월 30일  | 룩셈부르크 선거구                                          | 카지노                                         |
| 빌헬름 하인리히 무르셸 (Wilhelm Heinrich Murschel)                    | 1795년~1869년    | 1848년 5월 18일~1849년 1월 22일  | 슈바르츠발트 제2선거구 발링겐                              | 베스텐트할                                     |
| 요한 아우구스트 무트라이 (Johann August Muttray)                      | 1808년~1872년    | 1848년 5월 31일~1848년 7월 20일  | 프로이센 제1선거구 메멜                                    | 무소속                                         |
| 에버하르트 폰 뮐리우스 (Eberhard von Mylius)                          | 1813년~1861년    | 1848년 5월 18일~1849년 1월 3일   | 라인란트 제32선거구 겔데른                                 | 무소속                                         |

## N
| 이름                                                             | 생몰년        | 의원이었던 기간                  | 선거구                                          | 당파                               |
| ---------------------------------------------------------------- | ------------- | -------------------------------- | ----------------------------------------------- | ---------------------------------- |
| 페르디난트 내겔레 (Ferdinand Nägele)                             | 1808년~1879년 | 1848년 5월 18일~1849년 6월 18일  | 네카르 제7선거구 바크낭                         | 독일 궁정파 / 중앙 3월협회         |
| 안톤 폰 나겔 추 아이히베르크 (Anton von Nagel zu Aichberg)       | 1798년~1859년 | 1848년 5월 18일~1849년 5월 7일   | 오버팔츠 제4선거구 노인부르크포름발트           | 카페 밀라니                        |
| 프리드리히 나겔 (Friedrich Nagel)                                | 1810년~1884년 | 1849년 2월 5일~1849년 6월 18일   | 슈바르츠발트 제2선거구 발링겐                   | 독일 궁정파                        |
| 요한 고트리프 아우구스트 나우만 (Johann Gottlieb August Naumann) | 1799년~1870년 | 1848년 5월 20일~1849년 5월 20일  | 브란덴부르크 제27선거구 콧부스                  | 카페 밀라니                        |
| 카를 나우베어크 (Carl Nauwerck)                                  | 1810년~1891년 | 1848년 5월 18일~1849년 6월 18일  | 브란덴부르크 제5선거구 베를린게오르겐포어슈타트 | 독일 궁정파 / 중앙 3월협회         |
| 루시우스 네르가르트 폰 브룬 (Lucius Neergard von Bruun)          | 1797년~1881년 | 1848년 5월 20일~1848년 10월 23일 | 홀슈타인 제2선거구 이체호에                     | 란츠베르크                         |
| 빌헬름 폰 나이트쉬츠 (Wilhelm von Neitschütz)                    | 1801년~1849년 | 1848년 12월 11일~1849년 5월 30일 | 프로이센 제17선거구 쾨니히스베르크란트          | 무소속                             |
| 페르디난트 네미츠 (Ferdinand Nemitz)                             | 1805년~1886년 | 1848년 5월 20일~1848년 9월 23일  | 포메른 제6선거구 드람부르크                     | 카지노                             |
| 에른스트 루이스 오토 네레터 (Ernst Louis Otto Nerreter)          | 1809년~1880년 | 1848년 5월 18일~1849년 5월 29일  | 포젠 지방 제6선거구 프라우슈타트                | 카지노                             |
| 이그나츠 노이바우어 (Ignatz Neubauer)                            | 1816년~1888년 | 1848년 5월 29일~1849년 4월 13일  | 슈타이어마르크 제3선거구 펠트바흐               | 카페 밀라니 / 카지노               |
| 하인리히 노이게바우어 (Heinrich Neugebauer)                      |               | 1848년 5월 말~1849년 5월 중반    | 엘보겐/보헤미아 선거구 부차우                   | 뷔르템베르크 궁정파 / 중앙 3월협회 |
| 요한 게오르크 노이만 (Johann Georg Neumann)                      |               | 1848년 5월 20일~1849년 4월 16일  | 클라타우/보헤미아 선거구 칼스바트               | 무소속                             |
| 막스 노이마이르 (Max Neumayr)                                    | 1808년~1881년 | 1848년 5월 27일~1849년 5월 7일   | 오버바이에른 제10선거구 부르크하우젠            | 카지노 / 파리 궁정파               |
| 레오폴트 리터 폰 노이발 (Leopold Ritter von Neuwall)             | 1810년~1867년 | 1848년 5월 20일~1849년 4월 13일  | 브륀/모라바 선거구 브륀                         | 뷔르템베르크 궁정파                |
| 카를 니콜 (Carl Nicol)                                           | 1808년~1880년 | 1848년 5월 18일~1849년 5월 30일  | 하노버 제1선거구 하멜른                         | 베스텐트할 / 중앙 3월협회          |
| 요한 에른스트 니체 (Johann Ernst Nizze)                          | 1788년~1872년 | 1848년 5월 29일~1849년 5월 10일  | 포메른 제15선거구 슈트랄준트                    | 카지노                             |
| 하인리히 뇌티히 (Heinrich Nöthig)                                | 1809년~1876년 | 1849년 1월 12일~1849년 5월 10일  | 슐레지엔 제11선거구 글로가우                    | 무소속                             |

## O

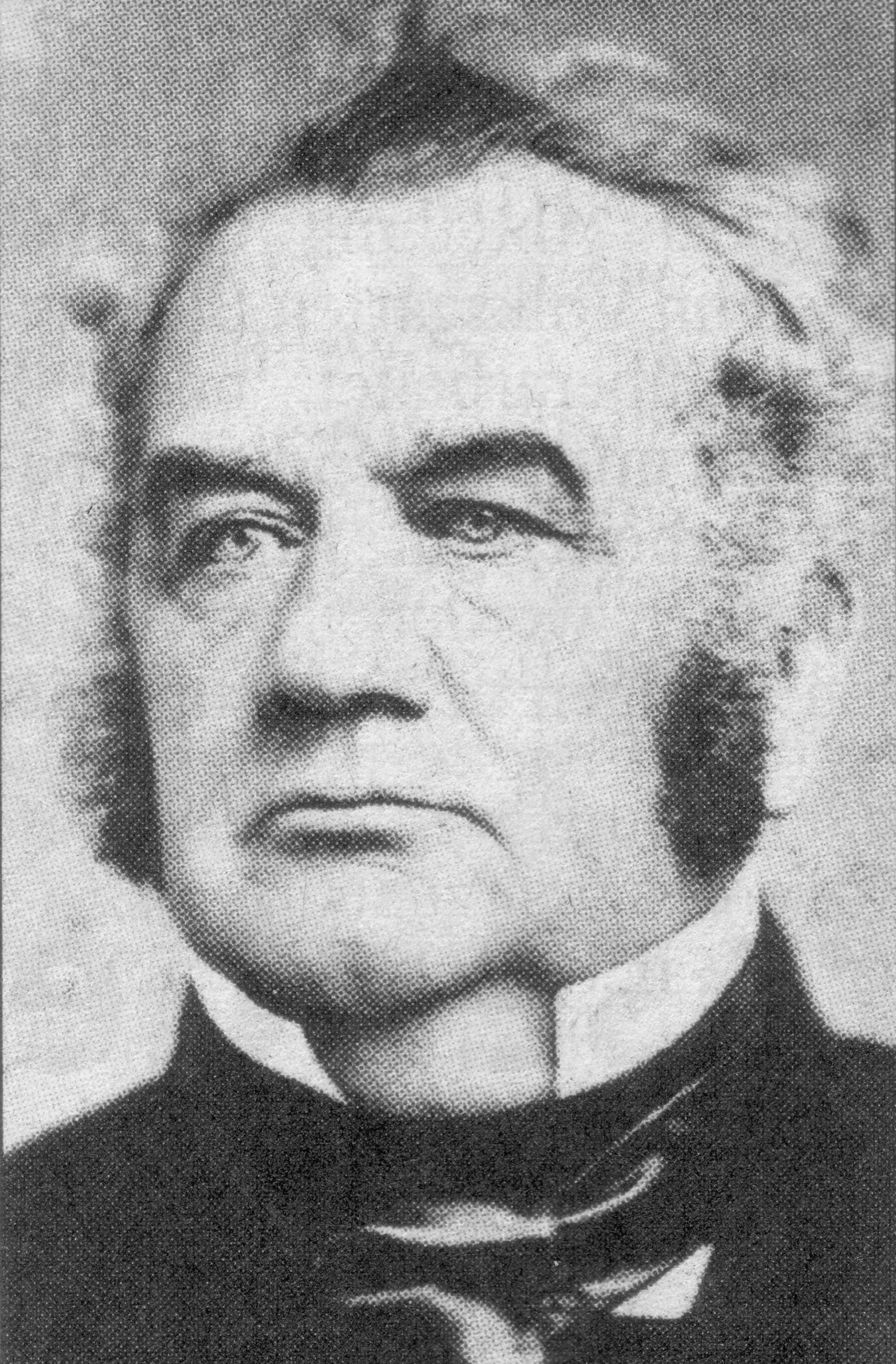
오버베크 (작자 미상)

| 이름                                                    | 생몰년        | 의원이었던 기간                  | 선거구                            | 당파                                        |
| ------------------------------------------------------- | ------------- | -------------------------------- | --------------------------------- | ------------------------------------------- |
| 아우구스트 하인리히 오베르크 (August Heinrich Oberg)    | 1809년~1872년 | 1849년 3월 23일~1849년 5월 20일  | 하노버 제8선거구 힐데스하임       | 무소속                                      |
| 마티아스 오버뮐러 (Mathias Obermüller)                  | 1787년~1855년 | 1848년 5월 18일~1849년 5월 7일   | 니더바이에른 제9선거구 피에히타흐 | 카페 밀라니                                 |
| 율리우스 빌헬름 욀스너 (Julius Wilhelm Oelsner)         | 1800년~1862년 | 1848년 5월 20일~1848년 10월 16일 | 슐레지엔 제14선거구 트레프니츠    | 무소속                                      |
| 빌헬름 외르텔 (Wilhelm Oertel)                          | 1803년~1883년 | 1848년 6월 27일~1849년 5월 12일  | 슐레지엔 제27선거구 하벨슈베르트  | 카페 밀라니                                 |
| 율리우스 오스텐도르프 (Julius Ostendorf)                | 1823년~1877년 | 1848년 5월 18일~1849년 5월 26일  | 베스트팔렌 제11선거구 베어를      | 뷔르템베르크 궁정파 / 아우크스부르크 궁정파 |
| 카를 오스터뮌히너 (Carl Ostermünchner)                  | 1813년~1868년 | 1848년 5월 18일~1848년 12월 28일 | 니더바이에른 제5선거구 파르키르헨 | 뷔르템베르크 궁정파 / 아우크스부르크 궁정파 |
| 하인리히 필리프 오스터라트 (Heinrich Philipp Osterrath) | 1805년~1880년 | 1848년 5월 18일~1849년 5월 8일   | 프로이센 제22선거구 코니츠        | 카지노 / 파리 궁정파                        |
| 무티우스 알로이스 오토브 (Mutius Aloys Ottow)           | 1809년~1884년 | 1848년 5월 19일~1849년 5월 31일  | 프로이센 제18선거구 라비아우      | 카지노                                      |
| 카를 오버베크 (Carl Overweg)                            | 1805년~1876년 | 1848년 11월 10일~1849년 5월 20일 | 베스트팔렌 제12선거구 이절론      | 무소속                                      |

## P

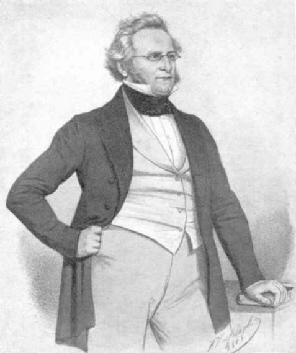
파겐슈테혀 (하인리히 하셀호르스트의 묘사에 따른 석판화, 1848년)

| 이름                                                                                 | 생몰년          | 의원이었던 기간                  | 선거구                                                             | 당파                                        |
| ------------------------------------------------------------------------------------ | --------------- | -------------------------------- | ------------------------------------------------------------------ | ------------------------------------------- |
| 하인리히 카를 알렉산더 파겐슈테혀 (Heinrich Carl Alexander Pagenstecher)             | 1799년~1869년   | 1848년 5월 18일~1848년 11월 2일  | 라인란트 제26선거구 엘버펠트                                       | 카지노                                      |
| 제바스타안 파머 (Sebastian Pammer)                                                   | 1802년~1876년   | 1848년 5월 18일~1848년 7월 24일  | 외스터라이히옵데어엔스운트잘츠부르크 제14선거구 마티히호펜         | 무소속                                      |
| 율리우스 카를 파니어 (Julius Carl Pannier)                                           | 1789년~1856년   | 1848년 9월 21일~1849년 5월 30일  | 안할트데사우 선거구                                                | 아우크스부르크 궁정파                       |
| 구이도 파타이 (Guido Pattai)                                                         | 1818년~1859년   | 1848년 5월 18일~1849년 6월 18일  | 슈타이어마르크 제9선거구 글라인슈태텐                              | 독일 궁정파 / 중앙 3월협회                  |
| 아돌프 자베어 파우어 (Adolf Xaver Paur)                                              | 1802년~1871년   | 1848년 5월 18일~1849년 5월 30일  | 슈바벤 제1선거구 아우크스부르크                                    | 뷔르템베르크 궁정파 / 아우크스부르크 궁정파 |
| 테오도르 파우어 (Theodor Paur)                                                       | 1815년~1892년   | 1848년 5월 18일~1849년 5월 30일  | 슐레지엔 제29선거구 그로트카우                                     | 베스텐트할 / 중앙 3월협회                   |
| 카를 빈센츠 안데라트 파인팅거 (Carl Vincenz Anderat Peintinger)                      | 1811년~1869년   | 1848년 9월 1일~1848년 10월 2일   | 슈타이어마르크 제14선거구 레오벤                                   | 무소속                                      |
| 프란츠 파이틀러 (Franz Peitler)                                                      | 1808년~1877년   | 1848년 5월 18일~1848년 6월 29일  | 외스터라이히옵데어엔스운트잘츠부르크 제17선거구 첼암제             | 무소속                                      |
| 하인리히 페리주티 (Heinrich Perisutti)                                               | 1797년~1874년   | 1848년 9월 1일~1848년 11월 8일   | 슈타이어마르크 제16선거구 유덴부르크                               | 카지노                                      |
| 요한 페어탈러 (Johann Perthaler)                                                     | 1816년~1862년   | 1849년 3월 1일~21849년 4월 4일   | 외스터라이히운터데어엔스 제4선거구 빈비덴                          | 무소속                                      |
| 요제프 이그나츠 페터 (Joseph Ignatz Peter)                                           | 1789년~1872년   | 1848년 5월 23일~1849년 5월 30일  | 바덴 제1선거구 위버링겐                                            | 도너스베르크 / 중앙 3월협회                 |
| 안톤 페처 (Anton Petzer)                                                             | 1794년~1887년   | 1848년 10월 19일~1849년 4월 14일 | 푸슈테어탈운트암아이자크/티롤운트포어라를베르크 제1선거구 브루네크 | 무소속                                      |
| 게오르크 팔러 (Georg Pfahler)                                                        | 1817년~1889년   | 1848년 5월 18일~1849년 6월 18일  | 도나우 제4선거구 라벤스부르크                                      | 독일 궁정파 / 중앙 3월협회                  |
| 아우구스트 에마누엘 파이퍼 (August Emanuel Pfeiffer)                                 | 1812년~1854년   | 1848년 5월 18일~1849년 5월 30일  | 브란덴부르크 제19선거구 졸딘                                       | 뷔르템베르크 궁정파                         |
| 크리스티안 포이퍼 (Christian Pfeufer)                                                | 1808년~1882년   | 1849년 2월 1일~1849년 5월 8일    | 니더바이에른 제1선거구 란츠후트                                    | 아우크스부르크 궁정파                       |
| 파울 피처 (Paul Pfizer)                                                              | 1801년~1867년   | 1848년 5월 18일~1848년 8월 10일  | 네카르 제2선거구 슈투트가르트                                      | 무소속                                      |
| 게오르크 필립스 (Georg Phillips)                                                     | 1804년~1872년   | 1848년 5월 18일~1849년 5월 7일   | 니더바이에른 제8선거구 데겐도르프                                  | 무소속                                      |
| 프리드리히 핑커르트 (Friedrich Pinckert)                                             | 1814년~1893년   | 1848년 5월 18일~1849년 5월 30일  | 작센지방 제14선거구 차이츠                                         | 카지노 / 뷔르템베르크 궁정파 / 란츠베르크   |
| 율리우스 핀더 (Julius Pinder)                                                        | 1805년~1867년   | 1849년 2월 26일~1849년 5월 11일  | 슐레지엔지방 제1선거구 라우반                                      | 무소속                                      |
| 베다 피링거 (Beda Piringer)                                                          | 1810년~1876년   | 1848년 5월 18일~1849년 4월 19일  | 외스터라이히옵데어엔스운트잘츠부르크 제9선거구 에페르딩            | 파리 궁정파                                 |
| 크리스티안 하인리히 플라스 (Christian Heinrich Plaß)                                 | 1812년~1878년   | 1848년 5월 18일~1849년 5월 30일  | 하노버 제19선거구 노이하우스안데어오스테                           | 뷔르템베르크 궁정파 / 중앙 3월협회          |
| 루트비히 폰 플라텐 (Ludwig von Platen)                                               | 1804년~1869년   | 1848년 8월 20일~1848년 12월 23일 | 프로이센 제28선거구 노이슈타트                                     | 카지노                                      |
| 오토 플라트너 (Otto Plathner)                                                        | 1811년~1884년   | 1848년 5월 18일~1849년 5월 20일  | 작센지방 제1선거구 할버슈타트                                      | 카지노                                      |
| 로베르트 플렌 (Robert Plehn)                                                         | 1812년~1884년   | 1848년 5월 31일                  | 프로이센 제32선거구 마리엔부르크                                   | 무소속                                      |
| 로베르트 플렌 (Robert Plehn)                                                         | 1812년~1884년   | 1848년 11월 17일~1849년 5월 11일 | 프로이센 제32선거구 마리엔부르크                                   | 무소속                                      |
| 프리드리히 폰 포데빌스 (Friedrich von Podewils)                                      | 1804년~1863년   | 1849년 4월 11일~1849년 5월 26일  | 오버팔츠 제3선거구 암베르크                                        | 무소속                                      |
| 요제프 푀츨 (Joseph Pözl)                                                            | 1814년~1881년   | 1848년 5월 18일~1849년 3월 22일  | 오버팔츠 제3선거구 암베르크                                        | 뷔르템베르크 궁정파 / 아우크스부르크 궁정파 |
| 요한 포게 (Johann Pogge)                                                             | 1793년~1854년   | 1848년 5월 18일~1848년 11월 3일  | 메클렌부르크슈베린 제6선거구 귀스트로브                            | 무소속                                      |
| 카를 폴라체크 (Carl Polatzek)                                                        | 1803년~1850년   | 1848년 10월 18일~1849년 4월 30일 | 프레라우/모라바 선거구 바이스키르헨                                | 무소속                                      |
| 요제프 포트페쉬니그 (Josef Potpeschnigg)                                             | 1809년~1893년   | 1848년 6월 13일~1848년 12월 28일 | 슈타이어마르크 제1선거구 그라츠                                    | 카지노                                      |
| 지오바니 아 프라토 (Giovanni a Prato)                                                | 1812년~1883년   | 1848년 5월 23일~1848년 12월 11일 | 로베레토/티롤운트포어라를베르크 제1선거구 로베레토                 | 독일 궁정파                                 |
| 레온하르트 프레스팅 (Leonhard Presting)                                              | 1807년~1885년   | 1848년 8월 7일~1849년 5월 30일   | 프로이센 제1선거구 메멜                                            | 카지노                                      |
| 지오바니 데 프레티스 (Giovanni de Pretis)                                            | 1800년~1872년   | 1848년 5월 23일~1848년 8월 1일   | 트리엔트/티롤운트포어라를베르크 제4선거구 메촐롬바르도             | 무소속                                      |
| 시시니오 데 프레티스, 에들러 폰 카그노도 (Sisinio de Pretis, Edler von Cagnodo)      | 생년미상~1855년 | 1848년 7월 8일~1849년 5월 30일   | 트리엔트/티롤운트포어라를베르크 제3선거구 클레스                   | 아우크스부르크 궁정파                       |
| 아우구스트 프린칭거 (August Prinzinger)                                              | 1811년~1899년   | 1848년 12월 16일~1849년 3월 31일 | 외스터라이히운터데어엔스 제17선거구 장크트푈텐                     | 베스텐트할                                  |
| 카를 테오도르 간스 에들러 헤어 추 푸틀리츠 (Carl Theodor Gans Edler Herr zu Putlitz) | 1788년~1848년   | 1848년 5월 18일~1848년 8월 10일  | 브란덴부르크 제7선거구 페를레베르크                                | 무소속                                      |

## Q

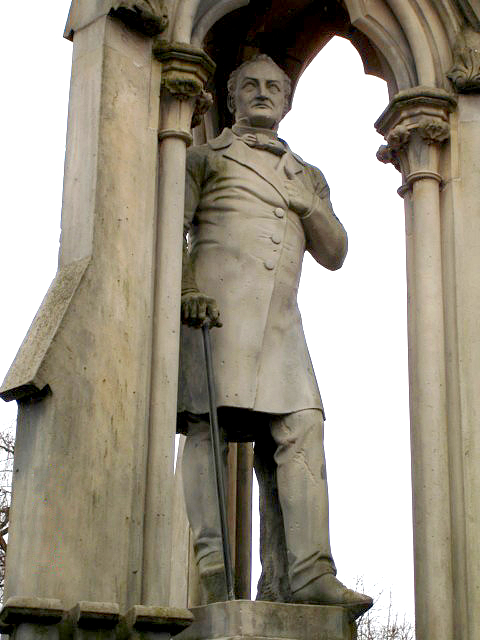
크빈투스 이실리우스 (바트팔링보슈텔에 있는 입상, C. 도프마이어 작 추정)

| 이름                                                          | 생몰년        | 의원이었던 기간                  | 선거구                           | 당파       |
| ------------------------------------------------------------- | ------------- | -------------------------------- | -------------------------------- | ---------- |
| 안드레아스 베른하르트 크반테 (Andreas Bernhard Quante)        | 1799년~1874년 | 1848년 5월 18일~1849년 2월 9일   | 운터프랑켄 제1선거구 아른슈타인  | 카지노     |
| 에두아르트 크베자르 (Eduard Quesar)                           | 1807년~1874년 | 1848년 11월 29일~1849년 4월 13일 | 슈타이어마르크 제14선거구 레오벤 | 무소속     |
| 하인리히 폰 크빈투스이실리우스 (Heinrich von Quintus-Icilius) | 1798년~1861년 | 1848년 9월 11일~1849년 5월 30일  | 하노버 제15선거구 팔링보슈텔     | 란츠베르크 |

## R

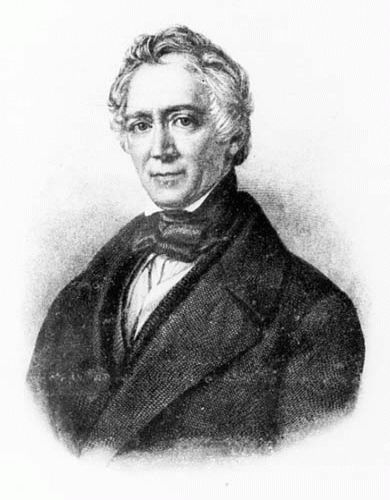
폰 라우머 (〈일루스트리르테 차이퉁〉의 삽화)
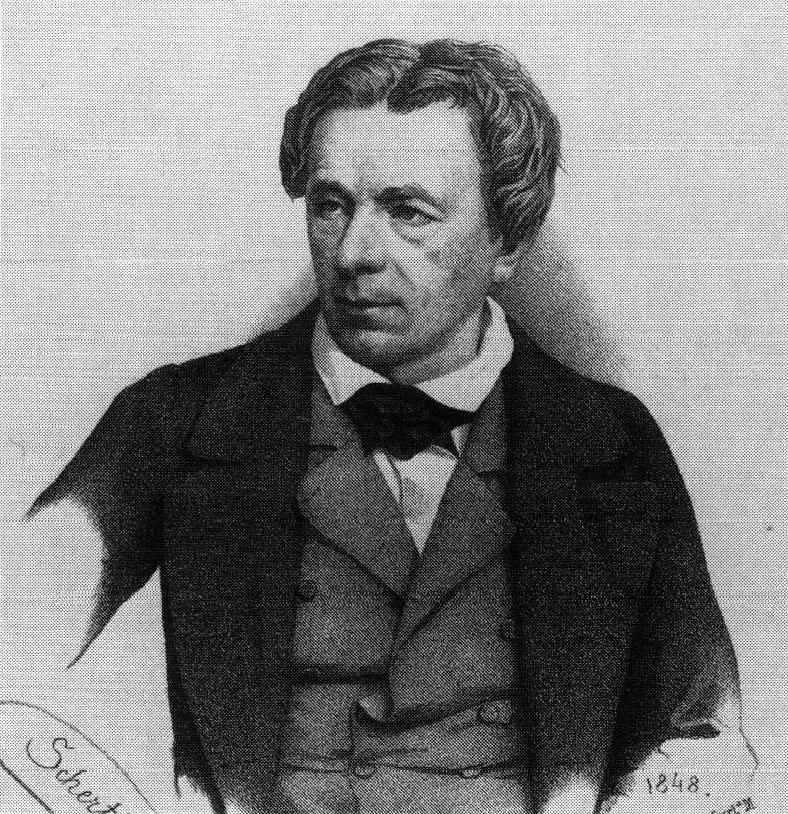
뢰머 (석판화, 작자 미상)
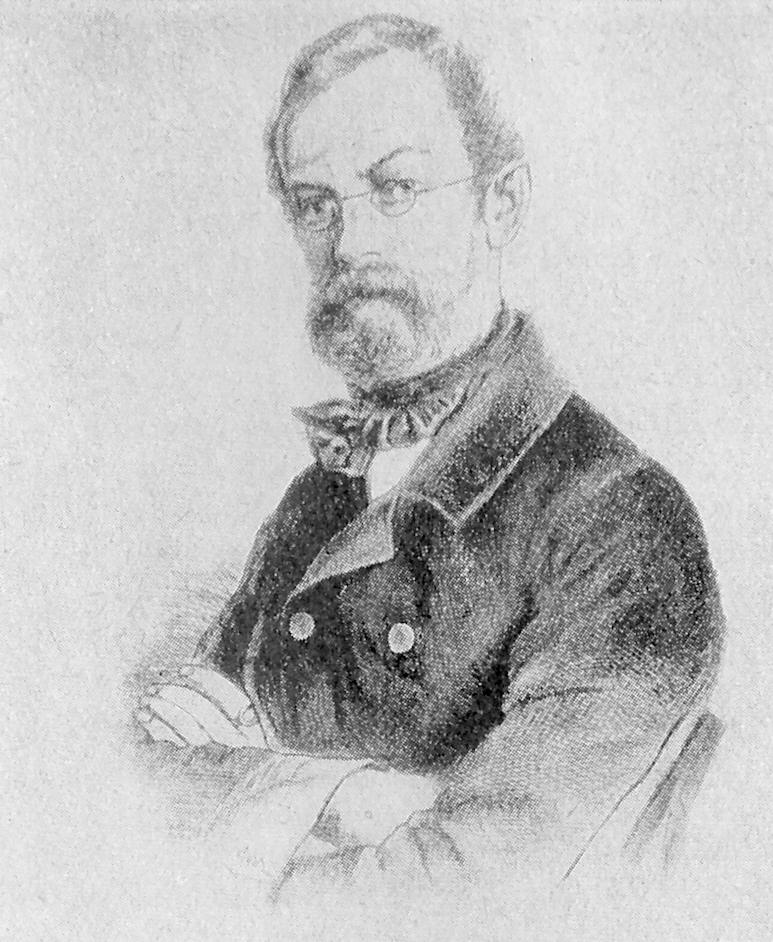
로스매슬러 (잡지 삽화)
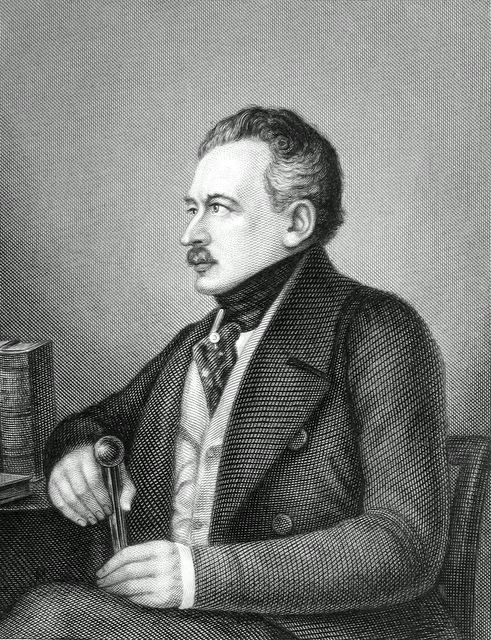
폰 라도비츠 (작자 미상)
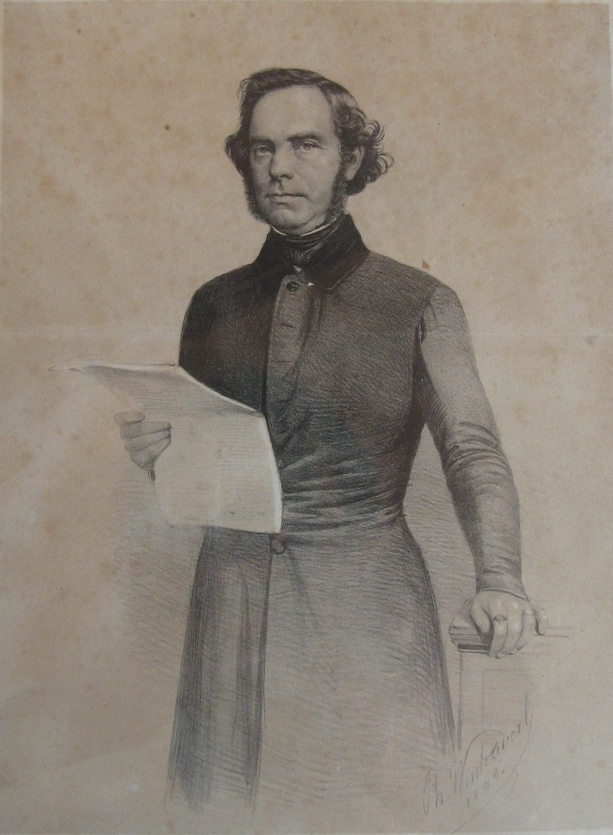
레

| 이름                                                    | 생몰년          | 의원이었던 기간                  | 선거구                                                      | 당파                                                               |
| ------------------------------------------------------- | --------------- | -------------------------------- | ----------------------------------------------------------- | ------------------------------------------------------------------ |
| 요제프 폰 라도비츠 (Joseph von Radowitz)                | 1797년~1853년   | 1848년 5월 20일~1849년 5월 30일  | 베스트팔렌 제7선거구 뤼텐                                   | 카페 밀라니                                                        |
| 카를 래티히 (Carl Rättig)                               | 1794년~1852년   | 1848년 5월 18일~1849년 5월 20일  | 브란덴부르크 제12선거구 포츠담                              | 무소속                                                             |
| 에밀 람 (Emil Rahm)                                     | 1804년~1882년   | 1848년 11월 13일~1849년 5월 11일 | 포메른 제6선거구 드람부르크                                 | 무소속                                                             |
| 요제프 랑크 (Joseph Rank)                               | 1816년~1896년   | 1848년 9월 20일~1849년 6월 18일  | 클라타우/보헤미아 선거구 비쇼프슈타이니츠                   | 독일 궁정파 / 중앙 3월협회                                         |
| 요한 란초니 (Johann Ranzoni)                            | 1799년~1869년   | 1848년 5월 18일~1848년 8월 18일  | 외스터라이히옵데어엔스운트잘츠부르크 선거구 멜크            | 무소속                                                             |
| 프란츠 라프 (Franz Rapp)                                | 1820년~1875년   | 1848년 9월 1일~1849년 4월 23일   | 라이트메리츠/보헤미아 선거구 룸부르크                       | 아우크스부르크 궁정파                                              |
| 콘라트 폰 라파르트 (Conrad von Rappard)                 | 1805년~1881년   | 1848년 5월 18일~1849년 6월 18일  | 브란덴부르크 제10선거구 앙거뮌데                            | 베스텐트할 / 중앙 3월협회                                          |
| 안톤 라시 (Anton Rassl)                                 | 1801년~1873년   | 1848년 7월 20일~1849년 4월 23일  | 필젠/보헤미아 선거구 미에스                                 | 무소속                                                             |
| 프리드리히 폰 라우머 (Friedrich von Raumer)             | 1781년~1873년   | 1848년 5월 25일~1849년 5월 10일  | 브란덴부르크 제4선거구 베를린                               | 카지노                                                             |
| 한스 폰 라우머 (Hans von Raumer)                        | 1820년~1851년   | 1848년 5월 18일~1849년 5월 25일  | 미텔프랑켄 제6선거구 딩켈스뷜                               | 뷔르템베르크 궁정파 / 아우크스부르크 궁정파                        |
| 벤첼 라우스 (Wenzel Raus)                               | 1821년~몰년미상 | 1848년 9월 30일~1849년 6월 18일  | 츠나임/모라바 선거구 크로마우                               | 독일 궁정파 / 중앙 3월협회                                         |
| 프란츠 라보 (Franz Raveaux)                             | 1810년~1851년   | 1848년 5월 18일~1849년 6월 18일  | 라인란트 제14선거구 쾰른                                    | 독일 궁정파 / 뷔르템베르크 궁정파 / 베스텐트할 / 중앙 3월협회      |
| 프리드리히 빌헬름 폰 레덴 (Friedrich Wilhelm von Reden) | 1804년~1857년   | 1848년 5월 18일~1849년 5월 30일  | 하노버 제10선거구 클라우스탈                                | 뷔르템베르크 궁정파 / 베스텐트할                                   |
| 구스타프 레 (Gustav Rée)                                | 1810년~1869년   | 1848년 5월 23일~1848년 8월 4일   | 바덴 제10선거구 오펜부르크                                  | 도너스베르크                                                       |
| 야코프 루트비히 테오도르 레 (Jacob Ludwig Theodor Reh)  | 1801년~1868년   | 1848년 5월 19일~1849년 5월 30일  | 헤센다름슈타트 제5선거구 오펜바흐                           | 독일 궁정파 / 뷔르템베르크 궁정파 / 베스텐트할 / 뉘른베르크 궁정파 |
| 요제프 마틴 라이하르트 (Joseph Martin Reichard)         | 1803년~1872년   | 1848년 5월 18일~1849년 5월 30일  | 팔츠 제5선거구 키르히하임보란덴                             | 도너스베르크 / 중앙 3월협회                                        |
| 오스카 폰 라이헨바흐 (Oskar von Reichenbach)            | 1815년~1893년   | 1848년 10월 18일~1849년 6월 18일 | 슐레지엔 제30선거구 오펠른                                  | 독일 궁정파 / 중앙 3월협회                                         |
| 아우구스트 라이헨슈페르거 (August Reichensperger)       | 1808년~1895년   | 1848년 5월 18일~1849년 5월 13일  | 라인란트 제17선거구 레헤니히                                | 카지노 / 파리 궁정파                                               |
| 프란츠 라인들 (Franz Reindl)                            | 1801년~1874년   | 1848년 5월 18일~1849년 4월 13일  | 외스터라이히옵데어엔스운트잘츠부르크 제7선거구 그문덴       | 카페 밀라니                                                        |
| 루트비히 라인하르트 (Ludwig Reinhard)                   | 1805년~1877년   | 1848년 5월 18일~1849년 6월 18일  | 메클렌부르크슈베린 제4선거구 보이첸부르크                   | 도너스베르크 / 독일 궁정파 / 중앙 3월협회                          |
| 아우구스트 라인슈타인 (August Reinstein)                | 1814년~1860년   | 1848년 5월 18일~1849년 6월 18일  | 작센지방 제16선거구 나움부르크안데어잘레                    | 도너스베르크 / 중앙 3월협회                                        |
| 요제프 라이징거 (Joseph Reisinger)                      | 1803년~1865년   | 1848년 5월 18일~1849년 5월 30일  | 외스터라이히옵데어엔스운트잘츠부르크 제3선거구 프라이슈타트 | 아우크스부르크 궁정파                                              |
| 아우구스트 라이트마이르 (August Reitmayr)               | 1802년~1874년   | 1848년 5월 18일~1849년 5월 17일  | 오버팔츠 제6선거구 바이덴                                   | 뷔르템베르크 궁정파 / 아우크스부르크 궁정파                        |
| 하인리히 라이터 (Heinrich Reitter)                      | 1816년~1906년   | 1848년 5월 말~1849년 5월 30일    | 라이트메리츠/보헤미아 선거구 보헤미아 라이파                | 베스텐트할 / 중앙 3월협회                                          |
| 루트비히 렝거 (Ludwig Renger)                           | 1813년~1905년   | 1848년 7월 4일~1849년 4월 29일   | 라이트메리츠/보헤미아 선거구 보헤미아 캄니츠                | 아우크스부르크 궁정파                                              |
| 카를 프리드리히 라인발트 (Carl Friedrich Rheinwald)     | 1802년~1876년   | 1848년 5월 18일~1849년 6월 18일  | 슈바르츠발트 제1선거구 슈파이힝겐                           | 독일 궁정파 / 뉘른베르크 궁정파 / 중앙 3월협회                     |
| 아돌프 레오폴트 리히터 (Adolph Leopold Richter)         | 1803년~1864년   | 1848년 6월 6일~1849년 5월 21일   | 프로이센 제30선거구 쇠네크                                  | 카지노                                                             |
| 프란츠 요제프 리히터 (Franz Joseph Richter)             | 1801년~1865년   | 1848년 6월 27일~1849년 6월 18일  | 바덴 제9선거구 라르                                         | 도너스베르크 / 중앙 3월협회                                        |
| 요한 리들 (Johann Riedl)                                | 1808년~1876년   | 1849년 2월 1일~1849년 4월 30일   | 슈타이어마르크 제6선거구 빌돈                               | 무소속                                                             |
| 안드레아스 리글러 (Andreas Riegler)                     | 1820년~몰년미상 | 1848년 10월 28일~1849년 4월 19일 | 츠나임/모라바 제2선거구 츠나임                              | 무소속                                                             |
| 안톤 릴 (Anton Riehl)                                   | 1820년~1886년   | 1848년 5월 18일~1849년 4월 5일   | 외스터라이히운터데어엔스 제15선거구 체틀                    | 베스텐트할 / 중앙 3월협회                                          |
| 가브리엘 리서 (Gabriel Riesser)                         | 1806년~1863년   | 1848년 5월 18일~1849년 5월 26일  | 라우엔부르크 선거구                                         | 뷔르템베르크 궁정파 / 아우크스부르크 궁정파 / 뉘른베르크 궁정파    |
| 카를 아돌프 리터 (Carl Adolph Ritter)                   | 1794년~1863년   | 1849년 6월 13일~1849년 6월 18일  | 팔츠 제4선거구 카이저스라우테른                             | 무소속                                                             |
| 요한 게르하르트 뢰벤 (Johann Gerhardt Röben)            | 1812년~1881년   | 1848년 5월 18일~1849년 5월 30일  | 하노버 제26선거구 에센스                                    | 카지노 / 란츠베르크                                                |
| 카를 뢰덴베크 (Carl Rödenbeck)                          | 1811년~1871년   | 1848년 5월 31일~1848년 8월 18일  | 슐레지엔 제12선거구 그륀베르크                              | 무소속                                                             |
| 프리드리히 뢰더 (Friedrich Röder)                       | 1808년~1870년   | 1848년 5월 18일~1849년 5월 10일  | 포메른 제5선거구 배어발데                                   | 카지노                                                             |
| 프리드리히 뢰딩거 (Friedrich Rödinger)                  | 1800년~1868년   | 1848년 5월 18일~1849년 6월 18일  | 야크스트 제3선거구 외링겐                                   | 독일 궁정파 / 중앙 3월협회                                         |
| J.뢸레 (J. Rölle)                                       | 1815년~1870년   | 1848년 5월 20일~1848년 10월 26일 | 슐레지엔 제35선거구 뤼브니크                                | 무소속                                                             |
| 프리드리히 뢰머 (Friedrich Römer)                       | 1794년~1864년   | 1848년 5월 18일~1849년 6월 13일  | 도나우 제1선거구 괴핑겐                                     | 무소속                                                             |
| 프리드리히 폰 뢰네 (Friedrich von Rönne)                | 1798년~1865년   | 1848년 5월 18일~1849년 2월 3일   | 작센지방 제21선거구 뮐하우젠                                | 무소속                                                             |
| 아돌프 뢰슬러 (Adolph Rösler)                           | 1818년~1855년   | 1848년 5월 18일~1849년 6월 18일  | 슐레지엔 제16선거구 욀스                                    | 독일 궁정파                                                        |
| 에밀 프란츠 뢰슬러 (Emil Franz Rößler)                  | 1815년~1863년   | 1848년 5월 29일~1849년 5월 26일  | 자츠/보헤미아 선거구 자츠                                   | 뷔르템베르크 궁정파 / 아우크스부르크 궁정파                        |
| 에드가 다니엘 로스 (Edgar Daniel Roß)                   | 1807년~1885년   | 1848년 5월 18일~1848년 10월 17일 | 함부르크 한자자유시 선거구                                  | 카페 밀라니 / 카지노                                               |
| 에밀 아돌프 로스매슬러 (Emil Adolf Roßmäßler)           | 1806년~1867년   | 1848년 5월 20일~1849년 6월 18일  | 작센왕국 제22선거구 피르나                                  | 독일 궁정파 / 뉘른베르크 궁정파 / 중앙 3월협회                     |
| 헤르만 폰 로텐한 (Hermann von Rotenhan)                 | 1800년~1858년   | 1848년 5월 29일~1849년 5월 17일  | 슈바벤 제8선거구 뇌틀링겐                                   | 카페 밀라니                                                        |
| 로베르트 로테 (Robert Rothe)                            | 1803년~1893년   | 1848년 10월 21일~1849년 4월 4일  | 프로이센 제26선거구 로젠베르크                              | 카지노                                                             |
| 프란츠 루들로프 (Franz Rudloff)                         | 1807년~1891년   | 1849년 4월 25일~1849년 5월 18일  | 포젠 제4선거구 비르지츠                                     | 무소속                                                             |
| 막시밀리안 하인리히 뤼더 (Maximilian Heinrich Rüder)    | 1808년~1880년   | 1848년 5월 18일~1849년 5월 30일  | 올덴부르크 선거구 비어켄펠트                                | 카지노 / 란츠베르크                                                |
| 아우구스트 륄 (August Rühl)                             | 1815년~1850년   | 1848년 5월 18일~1849년 6월 18일  | 쿠어헤센 제10선거구 하나우                                  | 도너스베르크 / 중앙 3월협회                                        |
| 구스타프 뤼멜린 (Gustav Rümelin)                        | 1815년~1889년   | 1848년 5월 18일~1849년 5월 24일  | 슈바르츠발트 제8선거구 키르히하임운터테크                   | 뷔르템베르크 궁정파 / 아우크스부르크 궁정파                        |
| 아르놀트 루게 (Arnold Ruge)                             | 1802년~1880년   | 1848년 5월 29일~1848년 11월 10일 | 슐레지엔 제21선거구 브로츠와프                              | 도너스베르크                                                       |
| 막스 요제프 루반들 (Max Joseph Ruhwandl)                | 1806년~1890년   | 1848년 5월 18일~1848년 10월 13일 | 오버바이에른 제9선거구 모스부르크                           | 란츠베르크                                                         |

## S

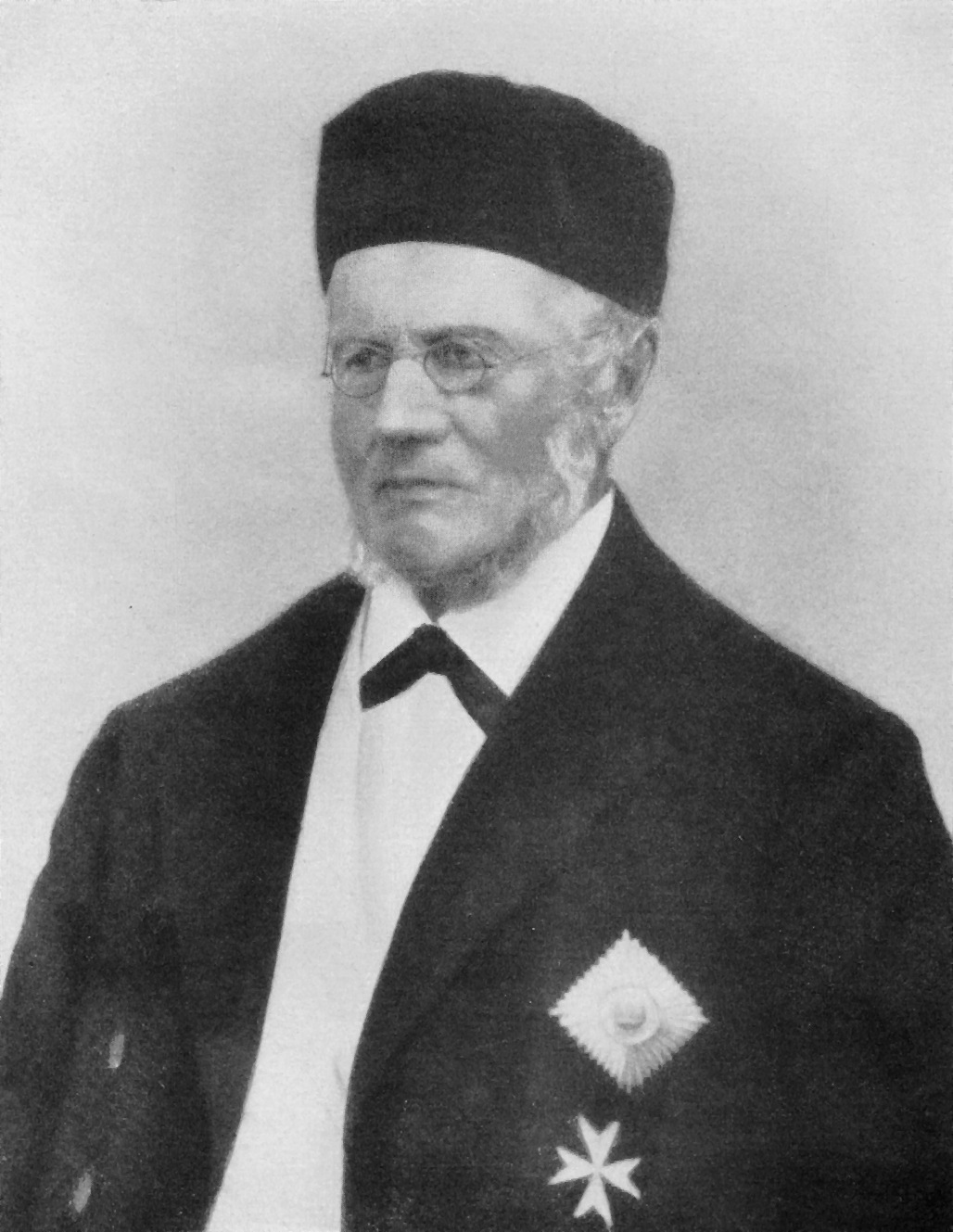
구스타프 폰 잘츠베델
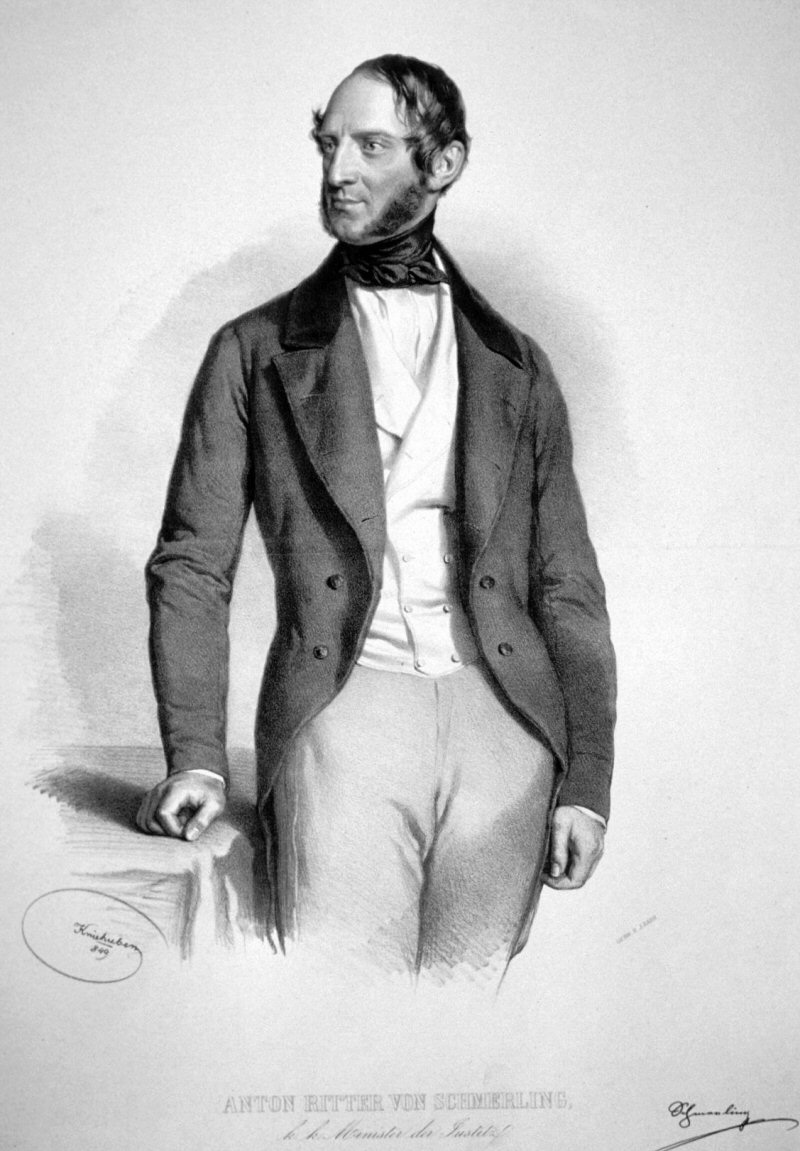
폰 슈메어링 (요제프 크리후버의 석판화)
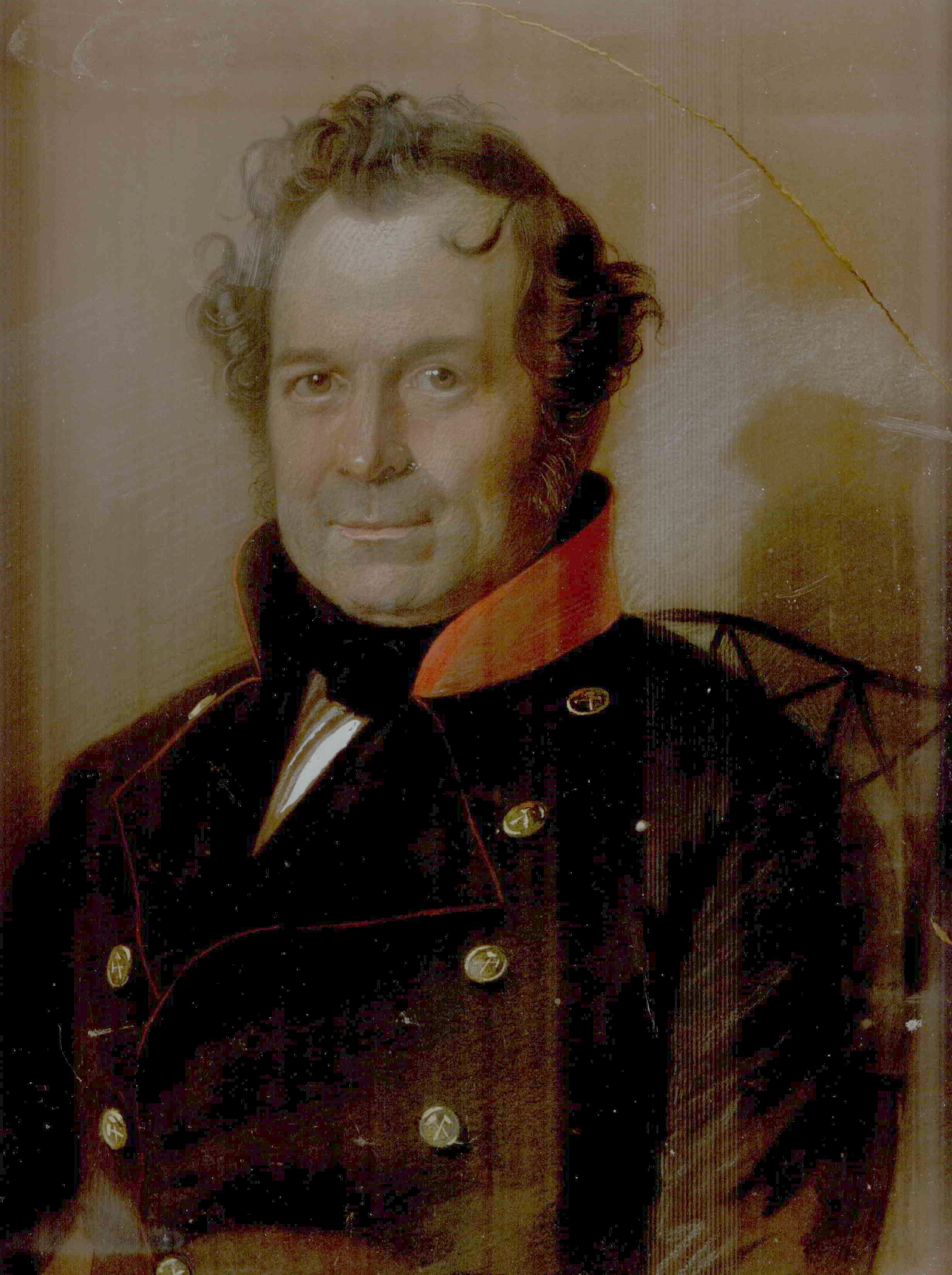
프란츠 슈미트 (파스텔 그림)
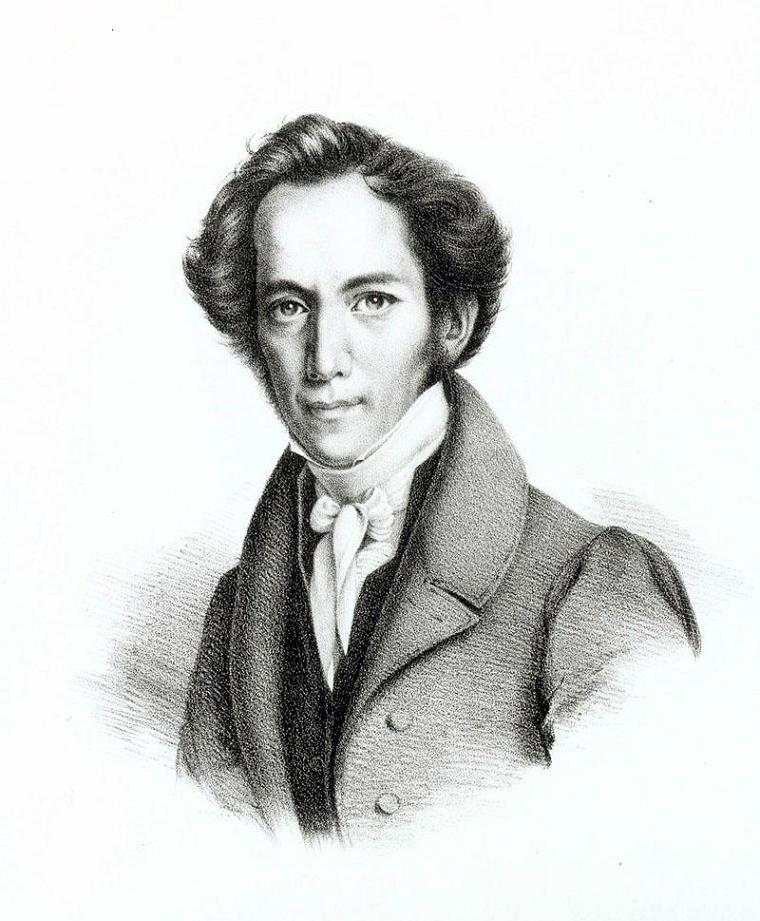
쉴러 (석판화, 작자 미상)
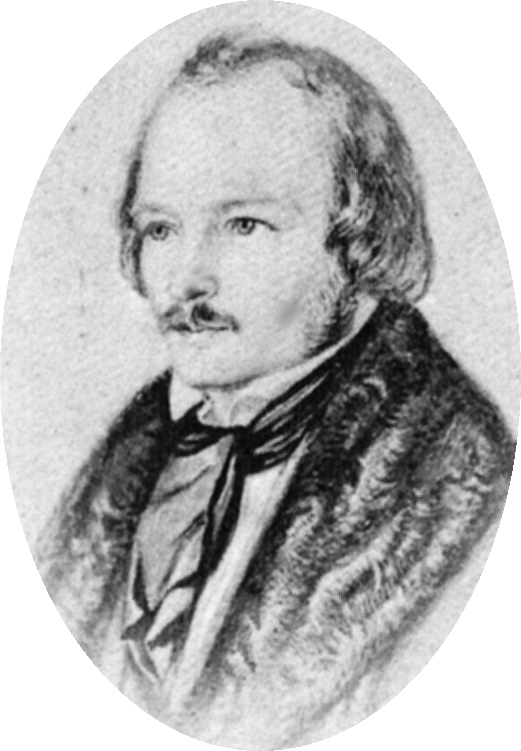
빌헬름 슐츠보트머 (작자 미상)
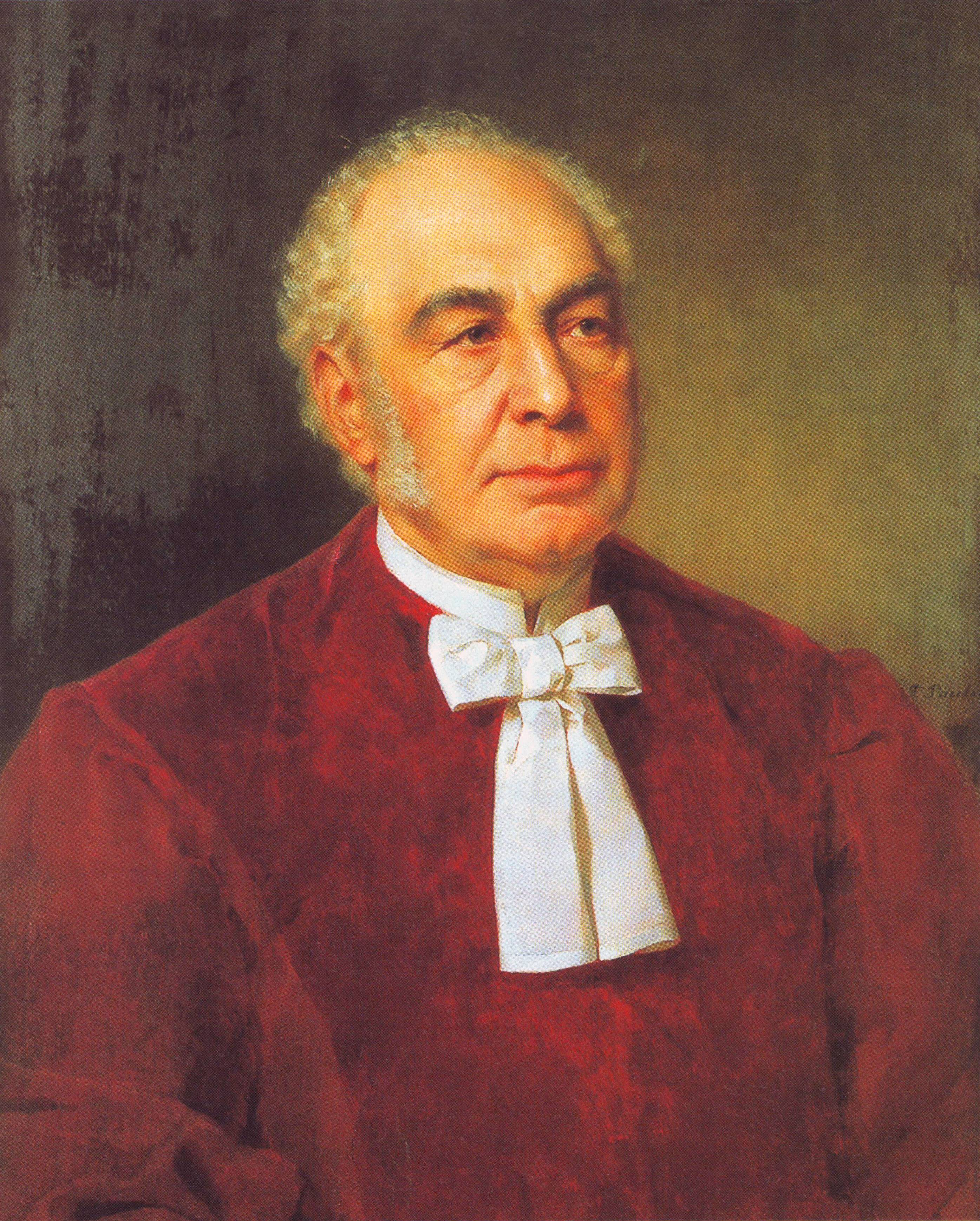
E. 짐손 (프리츠 파울젠의 그림)
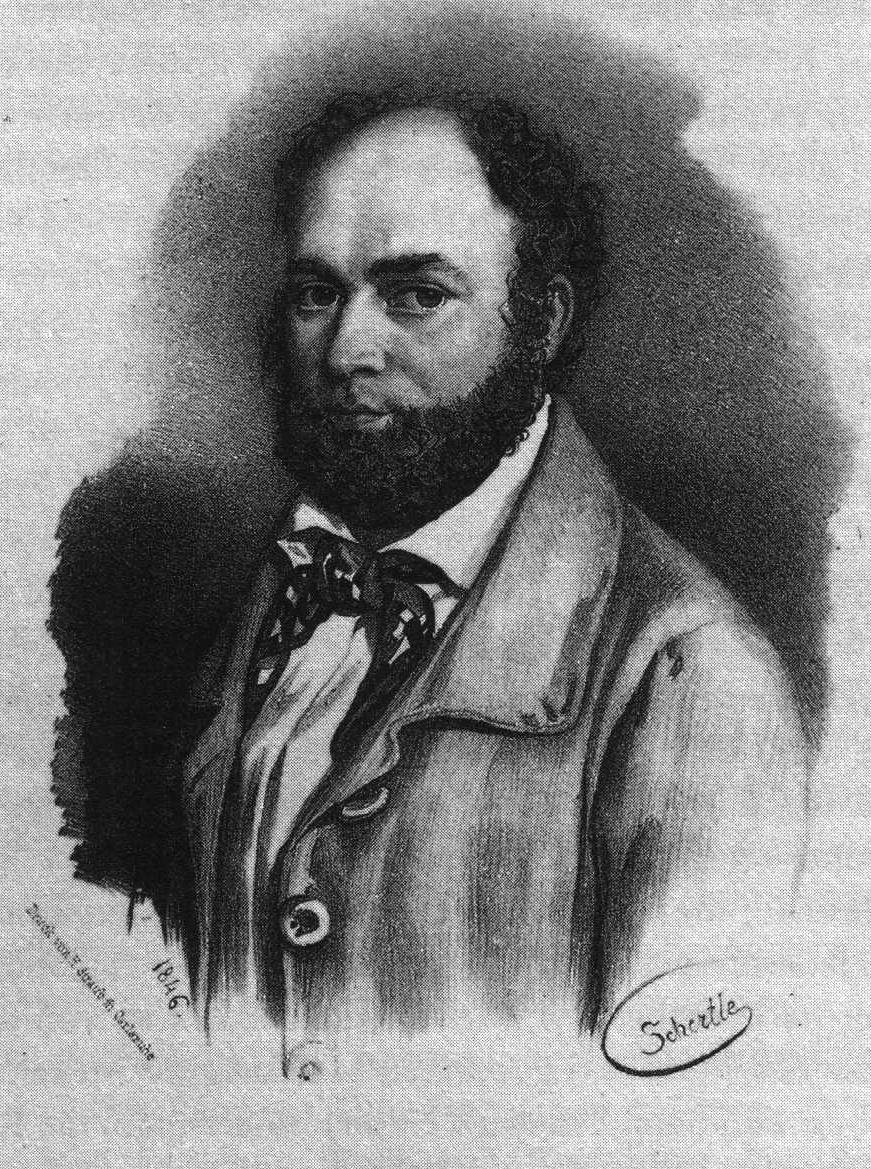
폰 조이론 (석판화, 작자 미상)

| 이름                                                                                          | 생몰년             | 의원이었던 기간                   | 선거구                                                       | 당파                                                      |
| --------------------------------------------------------------------------------------------- | ------------------ | --------------------------------- | ------------------------------------------------------------ | --------------------------------------------------------- |
| 빌헬름 작스 (Wilhelm Sachs)                                                                   | 1801년~1866년      | 1848년 6월 28일~1849년 6월 18일   | 바덴 제16선거구 만하임                                       | 독일 궁정파 / 중앙 3월협회                                |
| 카를 폰 잰거 (Carl von Saenger)                                                               | 1810년~1871년      | 1848년 5월 18일~1849년 4월 11일   | 포젠 제4선거구 비어지츠                                      | 카지노                                                    |
| 구스타프 폰 잘츠벤델 (Gustav von Saltzwedel)                                                  | 1808년~1897년      | 1848년 5월 25일~ 1849년 3월 31일  | 프로이센 제5선거구 굼비넨                                    | 카지노                                                    |
| 에른스트 프리드리히 파비안 폰 자우켄타르푸첸 (Ernst Friedrich Fabian von Saucken-Tarputschen) | 1791년~1854년      | 1848년 5월 20일~1849년 5월 20일   | 프로이센 제6선거구 앙거부르크                                | 카지노                                                    |
| 카를 쇄틀러 (Karl Schädler)                                                                   | 1804년~1872년      | 1849년 1월 8일~1849년 5월 30일    | 리히텐슈타인 선거구 파두츠                                   | 무소속                                                    |
| 빌헬름 샤프라트 (Wilhelm Schaffrath)                                                          | 1814년~1893년      | 1848년 5월 18일~1849년 6월 18일   | 작센왕국 제24선거구 슈톨펜                                   | 독일 궁정파 / 도너스베르크 / 중앙 3월협회                 |
| 율리우스 샤르레 (Julius Scharre)                                                              | 1810년~1868년      | 1848년 5월 31일~1849년 6월 18일   | 작센왕국 제4선거구 하인                                      | 독일 궁정파 / 중앙 3월협회                                |
| 안톤 폰 샤우스 (Anton von Schauß)                                                             | 1800년~1876년      | 1848년 5월 18일~1849년 5월 29일   | 오버바이에른 제11선거구 트라운슈타인                         | 란츠베르크                                                |
| 요한 야코프 셸리스니크 (Johann Jacob Scheließnigg)                                            | 1790년~1867년      | 1848년 7월 9일~1848년 1월 25일    | 캐른텐 제2선거구 장크트바이트                                | 무소속                                                    |
| 프리드리히 에른스트 셸러 (Friedrich Ernst Scheller)                                           | 1791년~1869년      | 1848년 5월 18일~1849년 5월 10일   | 브란덴부르크 제17선거구 프랑크푸르트안데어오더               | 카지노                                                    |
| 카를 솅크 (Carl Schenck)                                                                      | 1805년~1868년      | 1848년 5월 18일~1849년 5월 30일   | 나사우 제1선거구 레너로트                                    | 무소속 / 중앙 3월협회                                     |
| 프리드리히 빌헬름 셰프 (Friedrich Wilhelm Schepp)                                             | 1807년~1867년      | 1848년 5월 18일~1849년 5월 30일   | 나사우 제4선거구 나슈태텐                                    | 카지노                                                    |
| 얀 로데비크 반 셰르펜첼 호이쉬 (Jan Lodewijk van Scherpenzeel Heusch)                         | 1799년~1872년      | 1848년 5월 31일~1849년 5월 14일   | 림부르크 선거구 뢰르몬트                                     | 뷔르템베르크 궁정파                                       |
| 카를 폰 쇼위헨슈투엘 (Carl von Scheuchenstuel)                                                | 1792년~1867년      | 1848년 5월 18일~1848년 8월 1일    | 슈타이어마르크 제14선거구 레오벤                             | 무소속                                                    |
| 로베르트 쉬크 (Robert Schick)                                                                 | 1812년~1887년      | 1848년 10월 3일~1849년 5월 30일   | 작센지방 제20선거구 바이센제                                 | 카지노                                                    |
| 빌헬름 쉬더마이어 (Wilhelm Schiedermayer)                                                     | 1812년~1855년      | 1848년 5월 18일~1849년 4월 19일   | 외스터라이히옵데어엔스운트잘츠부르크 제11선거구 푀클라브루크 | 무소속                                                    |
| 하인리히 쉬어렌베르크 (Heinrich Schierenberg)                                                 | 1800년~1851년      | 1848년 5월 18일~1849년 5월 24일   | 리페데트몰트 선거구 라게                                     | 뷔르템베르크 궁정파 / 아우크스부르크 궁정파               |
| 에른스트 쉴링 (Ernst Schilling)                                                               | 1809년~1858년 이후 | 1848년 5월 18일~1849년 1월 3일    | 외스터라이히운터데어엔스 제2선거구 빈-레오폴트슈타트         | 독일 궁정파 / 중앙 3월협회                                |
| 테오도르 쉰들러 (Theodor Schindler)                                                           | 1818년~1885년      | 1848년 5월 23일~1848년 6월 중순   | 브륀/모라바 선거구 티쉬노비츠                                | 무소속                                                    |
| 하인리히 쉬르마이스터 (Heinrich Schirmeister)                                                 | 1817년~1892년      | 1848년 5월 21일~1849년 5월 20일   | 프로이센 제3선거구 인스터부르크                              | 카지노                                                    |
| 프란츠 폰 슐로이싱 (Franz von Schleussing)                                                    | 1809년~1887년      | 1848년 5월 18일~1849년 5월 17일   | 프로이센 제10선거구 뢰첸                                     | 카지노                                                    |
| 프리드리히 빌헬름 쉬뢰펠 (Friedrich Wilhelm Schlöffel)                                        | 1800년~1870년      | 1848년 5월 19일~1849년 5월 30일   | 슐레지엔 제6선거구 히어쉬베르크                              | 독일 궁정파 / 도너스베르크 / 중앙 3월협회                 |
| 구스타프 쉬뢰르 (Gustav Schlör)                                                               | 1820년~1883년      | 1848년 5월 18일~1849년 3월 5일    | 오버팔츠 제7선거구 티어셴로이트                              | 뷔르템베르크 궁정파 / 아우크스부르크 궁정파 / 파리 궁정파 |
| 제로미 폰 슐로트하임 (Jérôme von Schlotheim)                                                  | 1809년~1882년      | 1848년 5월 18일~1849년 2월 22일   | 포젠 제7선거구 볼슈타인                                      | 카페 밀라니                                               |
| 아르놀트 슈뤼터 (Arnold Schlüter)                                                             | 1802년~1889년      | 1848년 5월 18일~1849년 5월 30일   | 베스트팔렌 제5선거구 파더보른                                | 파리 궁정파                                               |
| 프리드리히 슈루터 (Friedrich Schlutter)                                                       | 1811년~1888년      | 1848년 10월 16일~1849년 6월 18일  | 작센알텐부르크 선거구                                        | 도너스베르크 / 중앙 3월협회                               |
| 안톤 폰 슈메어링 (Anton von Schmerling)                                                       | 1805년~1893년      | 1848년 5월 18일~1849년 4월 30일   | 외스터라이히운터데어엔스 제8선거구 툴른                      | 카지노 / 파리 궁정파                                      |
| 빌헬름 아돌프 슈미트 (Wilhelm Adolf Schmidt)                                                  | 1812년~1887년      | 1848년 6월 1일~1849년 5월 29일    | 브란덴부르크 제1선거구 베를린알트쾰른                        | 뷔르템베르크 궁정파                                       |
| 알로이스 슈미트 (Alois Schmidt)                                                               | 1798년~1865년      | 1848년 5월 18일~1848년 8월 28일   | 운터인탈/티롤 운트 포어라를베르크 제3선거구 라텐베르크       | 무소속                                                    |
| 안톤 슈미트 (Anton Schmidt)                                                                   | 1797년~1866년      | 1848년 5월 31일경~1848년 7월 22일 | 프레라우/모라바 선거구 바이스키르헨                          | 무소속                                                    |
| 프란츠 슈미트 (Franz Schmidt)                                                                 | 1818년~1853년      | 1848년 5월 18일~1849년 6월 18일   | 슐레지엔 제5선거구 뢰벤베르크                                | 도너스베르크                                              |
| 프리드리히 슈미트 (Friedrich Schmidt)                                                         | 1804년~1869년      | 1848년 5월 18일~1848년 8월 17일   | 하노버 제15선거구 팔링보슈텔                                 | 무소속                                                    |
| 요제프 슈미트 (Joseph Schmidt)                                                                | 1808년~1868년      | 1848년 5월 18일~1849년 4월 17일   | 외스터라이히옵데어엔스운트잘츠부르크 제13선거구 슈애르딩     | 무소속                                                    |
| 율리우스 테오도르 슈미트 (Julius Theodor Schmidt)                                             | 1811년~몰년미상    | 1848년 5월 18일~1848년 10월 9일   | 작센왕국 제5선거구 그리마                                    | 도너스베르크                                              |
| 니콜라스 슈미트 (Nicolaus Schmitt)                                                            | 1806년~1860년      | 1848년 5월 18일~1849년 5월 30일   | 팔츠 제4선거구 카이저스라우테른                              | 독일 궁정파 / 도너스베르크 / 중앙 3월협회                 |
| 알렉산더 슈네어 (Alexander Schneer)                                                           | 1814년~1855년      | 1848년 7월 14일~1849년 5월 20일   | 슐레지엔 제19선거구 님프취                                   | 카지노 / 란츠베르크                                       |
| 요한 프리드리히 슈나이더 (Johann Friedrich Schneider)                                         | 1804년~1852년      | 1848년 5월 18일~1849년 1월 3일    | 오버프랑켄 제6선거구 쿨름바흐                                | 뷔르템베르크 궁정파 / 아우크스부르크 궁정파               |
| 요제프 슈나이더 (Joseph Schneider)                                                            | 1824년~몰년미상    | 1848년 6월 13일~1849년 6월 18일   | 올뮈츠/모라바 선거구 뮈글리츠                                | 뷔르템베르크 궁정파 / 중앙 3월협회                        |
| 알프레트 슈니버 (Alfred Schnieber)                                                            | 1821년~1886년      | 1848년 5월 31일~1848년 12월 7일   | 슐레지엔 제2선거구 괴를리츠                                  | 무소속                                                    |
| 알렉산더 로데비크 쇤매커스 (Alexander Lodewijk Schoenmaeckers)                                | 1814년~1856년      | 1848년 6월 5일~1849년 5월 24일    | 림부르크 선거구 팔켄부르크                                   | 무소속                                                    |
| 아돌프 고트리프 페르디난트 쇼더 (Adolph Gottlieb Ferdinand Schoder)                           | 1817년~1852년      | 1848년 5월 18일~1849년 6월 18일   | 네카르 제5선거구 베지크하임                                  | 뷔르템베르크 궁정파 / 베스텐트할 / 중앙 3월협회           |
| 하인리히 코르넬리우스 숄텐 (Heinrich Cornelius Scholten)                                      | 1814년~1852년      | 1848년 5월 18일~1849년 5월 20일   | 라인란트 제31선거구 클레베                                   | 파리 궁정파                                               |
| 프란츠 숄츠 (Franz Scholz)                                                                    | 1797년~1865년      | 1848년 5월 18일~1849년 5월 11일   | 슐레지엔 제28선거구 나이세                                   | 카지노 / 란츠베르크                                       |
| 카를 쇼른 (Carl Schorn)                                                                       | 1818년~1900년      | 1848년 11월 23일~1849년 5월 26일  | 라인란트 제29선거구 에센                                     | 뷔르템베르크 궁정파                                       |
| 알베르트 쇼트 (Albert Schott)                                                                 | 1782년~1861년      | 1848년 5월 18일~1849년 6월 18일   | 네카르 제3선거구 뵈블링겐                                    | 독일 궁정파 / 베스텐트할 / 중앙 3월협회                   |
| 빌헬름 슈라더 (Wilhelm Schrader)                                                              | 1817년~1907년      | 1848년 6월 6일~1849년 4월 17일    | 브란덴부르크 제14선거구 브란덴부르크                         | 카지노                                                    |
| 에두아르트 슈라캄프 (Eduard Schrakamp)                                                        | 1809년~1861년      | 1848년 6월 3일~1848년 7월 19일    | 베스트팔렌 제16선거구 드렌슈타인푸르트                       | 무소속                                                    |
| 카를 루트비히 슈라이버 (Carl Ludwig Schreiber)                                                | 1803년~1855년      | 1848년 5월 18일~1849년 4월 11일   | 베스트팔렌 제3선거구 빌레펠트                                | 카지노                                                    |
| 구스타프 슈라이너 (Gustav Schreiner)                                                          | 1793년~1872년      | 1848년 5월 18일~1849년 4월 19일   | 슈타이어마르크 제5선거구 바이츠                              | 뷔르템베르크 궁정파 / 아우크스부르크 궁정파               |
| 카를 폰 슈렝크 폰 노트칭 (Karl von Schrenck von Notzing)                                      | 1806년~1884년      | 1848년 5월 18일~1849년 5월 7일    | 오버팔츠 제5선거구 캄                                        | 카페 밀라니                                               |
| 페르디난트 슈뢰더 (Ferdinand Schröder)                                                        | 1818년~1857년      | 1849년 5월 26일~1849년 6월 18일   | 로이스 앨터레 리니에 선거구 그라이츠                         | 독일 궁정파                                               |
| 요한 프리드리히 카를 슈뢰터 (Johann Friedrich Carl Schröter)                                  | 1807년~1849년      | 1849년 4월 16일~1849년 5월 20일   | 브란덴부르크 제18선거구 쾨니히스베르크                       | 무소속                                                    |
| 빌헬름 폰 슈뢰터 (Wilhelm von Schrötter)                                                      | 1810년~1876년      | 1849년 2월 5일~1849년 5월 12일    | 프로이센 제14선거구 프로이센홀란트                           | 무소속                                                    |
| 빈첸츠 슈로트 (Vincenz Schrott)                                                               | 1794년~1854년      | 1848년 5월 20일~1849년 5월 10일   | 크라인 제4선거구 고트셰                                      | 카페 밀라니                                               |
| 크리스티안 프리드리히 슈베르트 (Christian Friedrich Schubert)                                 | 1808년~1874년      | 1849년 5월 10일~1849년 5월 26일   | 작센왕국 제15선거구 아나베르크                               | 무소속                                                    |
| 프리드리히 빌헬름 슈베르트 (Friedrich Wilhelm Schubert)                                       | 1799년~1868년      | 1848년 5월 18일~1849년 5월 20일   | 프로이센 제9선거구 오르텔스부르크                            | 카지노                                                    |
| 하인리히 슈베르트 (Heinrich Schubert)                                                         | 1805년~1880년      | 1848년 5월 18일~1849년 5월 29일   | 운터프랑켄 제3선거구 비쇼프스하임                            | 무소속                                                    |
| 크리스티안 쉴러 (Christian Schüler)                                                           | 1798년~1874년      | 1848년 5월 18일~1849년 6월 18일   | 작센바이마르아이제나흐 제3선거구 예나]                       | 독일 궁정파 / 중앙 3월협회                                |
| 프리드리히 쉴러 (Friedrich Schüler)                                                           | 1791년~1873년      | 1848년 5월 18일~1849년 6월 18일   | 팔츠 제7선거구 라우터레켄                                    | 도너스베르크 / 중앙 3월협회                               |
| 프리드리히 야코프 쉬츠 (Friedrich Jacob Schütz)                                               | 1813년~1877년      | 1849년 1월 12일~1849년 5월 15일   | 헤센다름슈타트 제12선거구 빙겐                               | 도너스베르크 / 중앙 3월협회                               |
| 요하네스 슐러 (Johannes Schuler)                                                              | 1800년~1859년      | 1848년 5월 18일~1849년 4월 13일   | 운터인탈/티롤운트포아라를베르크 제1선거구 인스브루크         | 카지노                                                    |
| 하이아신트 에들러 폰 슐하임 (Hyacinth Edler von Schulheim)                                    | 1815년~1875년      | 1849년 4월 12일~1849년 5월 16일   | 슈타이어마르크 제16선거구 유덴부르크                         | 무소속                                                    |
| 하인리히 슐체 (Heinrich Schultze)                                                             | 1816년~1901년      | 1848년 5월 18일~1849년 5월 24일   | 슐레지엔 제4선거구 란데스후트                                | 카지노                                                    |
| 빌헬름 슐체 (Wilhelm Schultze)                                                                | 1803년~1884년      | 1848년 5월 18일~1849년 5월 10일   | 브란덴부르크 제8선거구 루핀                                  | 카페 밀라니                                               |
| 프리드리히 고트리프 슐츠 (Friedrich Gottlieb Schulz)                                          | 1813년~1867년      | 1848년 5월 18일~1849년 6월 18일   | 나사우 제3선거구 림부르크                                    | 베스텐트할 / 중앙 3월협회                                 |
| 빌헬름 슐츠-보트머 (Wilhelm Schulz-Bodmer)                                                    | 1797년~1860년      | 1848년 5월 31일~1849년 6월 18일   | 헤센다름슈타트 제1선거구 다름슈타트                          | 베스텐트할 / 중앙 3월협회                                 |
| 프란츠 슈젤카 (Franz Schuselka)                                                               | 1811년~1886년      | 1848년 5월 18일~1848년 8월 17일   | 외스터라이히운터데어엔스 제18선거구 클로슈테른노이부르크     | 도너스베르크                                              |
| 카를 하인리히 빌헬름 슈바르츠 (Carl Heinrich Wilhelm Schwarz)                                 | 1812년~1885년      | 1848년 5월 18일~1849년 5월 20일   | 작센지방 제17선거구 토르가우                                 | 카지노                                                    |
| 루트비히 슈바르첸베르크 (Ludwig Schwarzenberg)                                                | 1787년~1857년      | 1848년 5월 18일~1848년 10월 23일  | 쿠어헤센 제1선거구 카셀                                      | 베스텐트할                                                |
| 필리프 슈바르첸베르크 (Philipp Schwarzenberg)                                                 | 1817년~1885년      | 1848년 5월 18일~1849년 6월 18일   | 쿠어헤센 제6선거구 멜중겐                                    | 베스텐트할 / 중앙 3월협회                                 |
| 빌헬름 슈바이들러 (Wilhelm Schweidler)                                                        | 1805년~1877년      | 1848년 6월 29일~1848년 9월 7일    | 모라바 선거구 웅가리쉬-브로트                                | 무소속                                                    |
| 막시밀리안 폰 슈베린-푸차르 (Maximilian von Schwerin-Putzar)                                  | 1804년~1872년      | 1848년 7월 10일~1849년 5월 3일    | 포메른 제3선거구 쉴라베                                      | 카지노 / 카페 밀라니                                      |
| 카를 구스타프 슈베트쉬케 (Carl Gustav Schwetschke)                                            | 1804년~1881년      | 1848년 5월 18일~1849년 5월 20일   | 작센지방 제12선거구 장거하우젠                               | 카지노                                                    |
| 아나스타시우스 제트라크 (Anastasius Sedlag)                                                   | 1787년~1856년      | 1848년 5월 20일~1848년 7월 19일   | 프로이센 제28선거구 노이슈타트                               | 무소속                                                    |
| 게오르크 크리스티안 필리프 프리드리히 제프리트 (Georg Christian Philipp Friedrich Seefried)   | 1814년~1881년      | 1849년 6월 13일~1849년 6월 18일   | 도나우 제1선거구 괴핑겐                                      | 무소속                                                    |
| 카를 프리드리히 폰 젤라신스키 (Karl Friedrich von Selasinsky)                                 | 1786년~1860년      | 1849년 2월 26일~1849년 5월 12일   | 브란덴부르크 제13선거구 위터보크                             | 카페 밀라니                                               |
| 베르너 폰 젤초브 (Werner von Selchow)                                                         | 1806년~1884년      | 1848년 5월 18일~1849년 5월 21일   | 포메른 제1선거구 라우엔부르크                                | 카지노 / 카페 밀라니                                      |
| 카를 젤머 (Carl Sellmer)                                                                      | 1813년~1877년      | 1848년 5월 18일~1849년 5월 20일   | 브란덴부르크 제21선거구 란츠베르크안데어바르테               | 란츠베르크                                                |
| 에밀 알렉산더 빌헬름 젠프 (Emil Alexander Wilhelm Senff)                                      | 1807년~1879년      | 1848년 5월 18일~1848년 9월 1일    | 포젠 제1선거구 이노브라클라브                                | 무소속                                                    |
| 요한 네포무크 제프 (Johann Nepomuk Sepp)                                                      | 1816년~1909년      | 1848년 5월 18일~1849년 5월 21일   | 오버바이에른 제6선거구 로젠하임                              | 카페 밀라니 / 카지노                                      |
| 엠마누엘 제르바이스 (Emmanuel Servais)                                                        | 1811년~1890년      | 1848년 5월 20일~1849년 5월 30일   | 룩셈부르크 선거구                                            | 무소속                                                    |
| ??? 자이델 (??? Seydel)                                                                       | 1810년~1867년      | 1849년 4월 19일~1849년 5월 17일   | 슐레지엔 제7선거구 분츨라우                                  | 무소속                                                    |
| 알버트 율리우스 지에어 (Albert Julius Siehr)                                                  | 1801년~1876년      | 1848년 6월 9일~1849년 5월 11일    | 프로이센 제4선거구 라그니트                                  | 카지노                                                    |
| 구스타프 카를 빌헬름 지멘스 (Gustav Karl Wilhelm Siemens)                                     | 1806년~1874년      | 1848년 5월 20일~1849년 5월 24일   | 샤움부르크-리페 선거구 뷔케부르크                            | 카지노                                                    |
| 아우구스트 하인리히 지몬 (August Heinrich Simon)                                              | 1805년~1860년      | 1848년 5월 18일~1849년 6월 18일   | 작센지방 제5선거구 마그데부르크                              | 독일 궁정파 / 뷔르템베르크 궁정파 / 베스텐트할            |
| 루트비히 게르하르트 구스타프 지몬 (Ludwig Gerhard Gustav Simon)                               | 1819년~1872년      | 1848년 5월 18일~1849년 6월 18일   | 라인란트 제2선거구 트리어                                    | 독일 궁정파 / 도너스베르크 / 중앙 3월협회                 |
| 막스 짐존 (Max Simon)                                                                         | 1814년~1872년      | 1848년 5월 19일~1849년 5월 30일   | 슐레지엔 제13선거구 슈타이나우                               | 베스텐트할 / 중앙 3월협회                                 |
| 에두아르트 폰 짐존 (Eduard Simson)                                                            | 1810년~1899년      | 1848년 5월 18일~1849년 5월 20일   | 프로이센 제16선거구 쾨니히스베르크 시                        | 카지노                                                    |
| 게오르크 베른하르트 짐존 (Georg Bernhard Simson)                                              | 1817년~1897년      | 1848년 5월 24일~1849년 5월 20일   | 프로이센 제23선거구 프로이센슈타르가르트                     | 카지노                                                    |
| 빌헬름 슈메츠 (Wilhelm Smets)                                                                 | 1796년~1848년      | 1848년 6월 27일~1848년 6월 24일   | 라인란트 제20선거구 아헨                                     | 무소속                                                    |
| 알렉산더 폰 조이론 (Alexander von Soiron)                                                     | 1806년~1855년      | 1848년 5월 18일~1849년 5월 30일   | 바덴 제19선거구 아델스하임                                   | 카지노                                                    |
| 프란츠 필리프 폰 좀마루가 (Franz Philipp von Sommaruga)                                       | 1815년~1884년      | 1848년 5월 20일~1849년 4월 30일   | 보헤미아-엘보겐/에거 선거구                                  | 카지노 / 파리 궁정파                                      |
| 카를 빅토어 존넨칼프 (Carl Victor Sonnenkalb)                                                 | 1814년~1869년      | 1848년 5월 18일~1848년 11월 30일  | 작센알텐부르크 선거구                                        | 무소속                                                    |
| 카를 알렉산더 슈파츠 (Carl Alexander Spatz)                                                   | 1810년~1856년      | 1848년 5월 18일~1849년 6월 18일   | 팔츠 제2선거구 프랑켄탈                                      | 독일 궁정파 / 중앙 3월협회                                |
| 알버트 슈프렝겔 (Albert Sprengel)                                                             | 1811년~1854년      | 1848년 5월 18일~1849년 5월 24일   | 메클렌부르크슈베린 제7선거구 바렌                            | 아우크스부르크 궁정파                                     |
| 요제프 슈프리슬러 (Joseph Sprißler)                                                           | 1795년~1879년      | 1848년 5월 18일~1848년 9월 11일   | 호엔촐레른 제2선거구 지크마링겐                              | 무소속                                                    |
| 카를 슈푸어츠하임 (Carl Spurzheim)                                                            | 1810년~1872년      | 1848년 9월 1일~1848년 10월 24일   | 외스터라이히옵데어엔스운트잘츠부르크 선거구 멜크             | 무소속                                                    |
| 프리드리히 빌헬름 슈탈 (Friedrich Wilhelm Stahl)                                              | 1812년~1873년      | 1848년 5월 18일~1849년 5월 24일   | 미텔프랑켄 제8선거구 엘링겐                                  | 뷔르템베르크 궁정파 / 아우크스부르크 궁정파               |
| 프란츠 슈타크 (Franz Stark)                                                                   | 1818년~1880년      | 1849년 1월 3일~1849년 6월 18일    | 부트바이스/보헤미아 선거구 크루마우                          | 무소속                                                    |
| 페르디난트 슈타우덴하임, 리터 폰 뮐호프 (Ferdinand Staudenheim, Ritter von Mühlhof)           |                    | 1848년 5월 29일~1848년 7월 17일   | 외스터라이히운터데어엔스 제22선거구 노인키르헨               | 무소속                                                    |
| 프리드리히 슈타벤하겐 (Friedrich Stavenhagen)                                                 | 1796년~1869년      | 1848년 5월 24일~1849년 5월 10일   | 브란덴부르크 제3선거구 베를린                                | 카지노                                                    |
| 카를 슈테트만 (Carl Stedmann)                                                                 | 1804년~1882년      | 1848년 5월 18일~1849년 5월 20일   | 라인란트 제12선거구 크로이츠나흐                             | 아우크스부르크 궁정파                                     |
| 요한 밥티스트 슈타인 (Johann Baptist Stein)                                                   | 1810년~1873년      | 1848년 5월 20일~1849년 4월 17일   | 퀴스텐란트 제3선거구 괴르츠                                  | 무소속                                                    |
| 마그누스 프리드리히 슈타인도르프 (Magnus Friedrich Steindorff)                                | 1811년~1869년      | 1849년 4월 30일~1849년 5월 24일   | 슐레스비히 제4선거구 슐레스비히                              | 아우크스부르크 궁정파                                     |
| 구스타프 아돌프 하르랄트 슈텐첼 (Gustav Adolf Harald Stenzel)                                 | 1792년~1854년      | 1848년 5월 18일~1849년 5월 20일   | 슐레지엔 제22선거구 노이마르크트                             | 뷔르템베르크 궁정파 / 아우크스부르크 궁정파               |
| 프리드리히 카를 구스타프 슈티버 (Friedrich Karl Gustav Stieber)                               | 1801년~1867년      | 1848년 10월 26일~1849년 5월 10일  | 자센왕국 제3선거구 바우첸                                    | 카지노                                                    |
| 요한 슈티거 (Johann Stieger)                                                                  | 1808년~1884년      | 1848년 5월 18일~1848년 11월 21일  | 캐른텐 제1선거구 클라겐푸르트                                | 무소속                                                    |
| 게오르크 야코프 슈토킹거 (Georg Jacob Stockinger)                                             | 1798년~1869년      | 1848년 5월 24일~1849년 6월 18일   | 슈바벤 제4선거구 귄츠부르크                                  | 베스텐트할 / 중앙 3월협회                                 |
| 모리츠 슈퇴커 (Moritz Stöcker)                                                                | 1797년~1852년      | 1848년 11월 3일~1849년 2월 24일   | 미텔프랑켄 제4선거구 에를랑겐                                | 뷔르템베르크 궁정파 / 중앙 3월협회                        |
| 요한 슈톨만 (Johann Stohlmann)                                                                | 1801년~1879년      | 1849년 4월 11일~1849년 5월 20일   | 베스트팔렌 제3선거구 빌레펠트                                | 무소속                                                    |
| 프리드리히 슈톨레 (Friedrich Stolle)                                                          | 1794년~1864년      | 1848년 5월 18일~1849년 1월 15일   | 브라운슈바이크 제4선거구 홀츠민덴                            | 카지노 / 란츠베르크                                       |
| 에두아르트 슈트라헤 (Eduard Strache)                                                          |                    | 1848년 11월 26일~1849년 5월 30일  | 라이트메리츠/보헤미아 선거구 테첸                            | 무소속                                                    |
| 카를 반 데어 슈트라스 (Carl van der Straß)                                                    | 1817년~1880년      | 1848년 5월 20일~1848년 5월 30일   | 테셴/오스트리아슐레지엔 선거구 빌리츠                        | 무소속                                                    |
| 발렌틴 슈트레플로이어 (Valentin Streffleur)                                                   | 1808년~1870년      | 1848년 11월 6일~1849년 4월 19일   | 외스터라이히운터데어엔스 제19선거구 브루크안데어라이타       | 무소속                                                    |
| 카를 폰 슈트레마이어 (Karl von Stremayr)                                                      | 1823년~1904년      | 1848년 5월 18일~1849년 4월 23일   | 슈타이어마르크 제12선거구 킨트베르크                         | 뷔르템베르크 궁정파                                       |
| 요도쿠스 슈튈츠 (Jodocus Stülz)                                                               | 1799년~1872년      | 1848년 10월 2일~1849년 4월 16일   | 포어라를베르크/티롤운트포어라를베르크 제1선거구 브레겐츠     | 파리 궁정파                                               |
| 브루노 아돌프 슈투름 (Bruno Adolph Sturm)                                                     | 1815년~1885년      | 1848년 5월 18일~1849년 5월 20일   | 브란덴베르크 제26선거구 조라우                               | 란츠베르크                                                |
| 프란츠 베네딕트 주한 (Franz Benedict Suchan)                                                  | 1806년~1871년      | 1848년 5월 20일~1848년 7월 29일   | 슐레지엔 제32선거구 그로스슈트렐리츠                         | 무소속                                                    |
| 프란츠 베네딕트 주한 (Franz Benedict Suchan)                                                  | 1806년~1871년      | 1849년 4월 13일~1849년 5월 17일   | 슐레지엔 제32선거구 그로스슈트렐리츠                         | 무소속                                                    |
| 발타자르 스차벨 (Balthasar Szabel)                                                            | 1814년~1869년      | 1849년 4월 4일~1849년 5월 30일    | 올뮈츠/모라바 선거구 올뮈츠                                  | 무소속                                                    |

## T

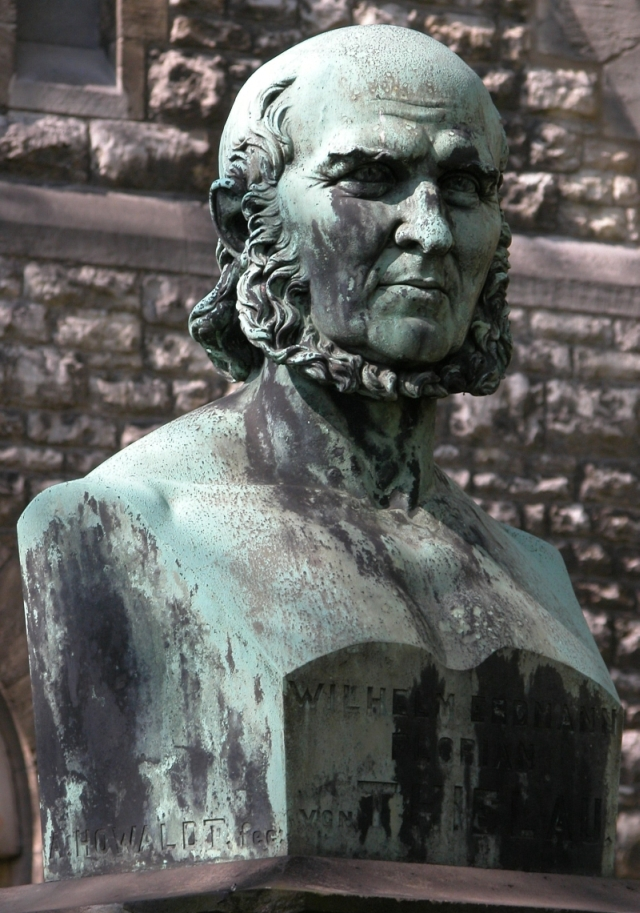
폰 틸라우 (프리드리히 아우구스트 테오도르 호발트 작 반신상)
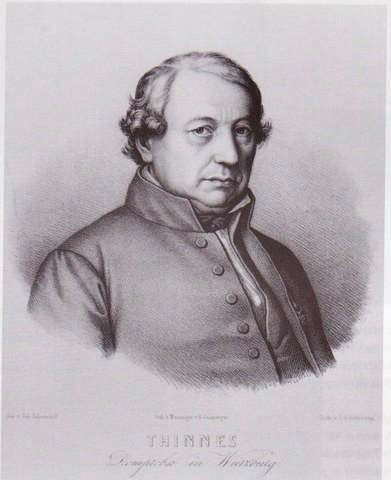
돔카피툴라르 프리드리히 티네스

| 이름                                                                     | 생몰년        | 의원이었던 기간                  | 선거구                                                     | 당파                                           |
| ------------------------------------------------------------------------ | ------------- | -------------------------------- | ---------------------------------------------------------- | ---------------------------------------------- |
| 프란츠 타펠 (Franz Tafel)                                                | 1799년~1869년 | 1848년 5월 18일~1849년 6월 18일  | 팔츠 제10선거구 츠바이브뤼켄                               | 독일 궁정파 / 뉘른베르크 궁정파 / 중앙 3월협회 |
| 고트로프 타펠 (Gottlob Tafel)                                            | 1801년~1874년 | 1848년 5월 18일~1849년 6월 18일  | 야크스트 제6선거구 벨츠하임                                | 독일 궁정파 / 중앙 3월협회                     |
| 에드문트 하인리히 빌헬름 탄넨 (Edmund Heinrich Wilhelm Tannen)           | 1803년~1864년 | 1848년 5월 20일~1849년 5월 10일  | 브란덴부르크 제22선거구 칠렌치히                           | 카페 밀라니                                    |
| 프란츠 타페호른 (Franz Tappehorn)                                        | 1785년~1856년 | 1848년 5월 18일~1849년 5월 30일  | 올덴부르크 선거구 베히타 및 클로펜부르크                   | 파리 궁정파                                    |
| 고트로프 타이히에르트 (Gottlob Teichert)                                 | 1796년~1853년 | 1848년 5월 18일~1849년 5월 11일  | 브란덴부르크 제2선거구 베를린루이젠슈타트                  | 카지노                                         |
| 요한 루이스 텔캄프 (Johann Louis Tellkampf)                              | 1808년~1876년 | 1848년 5월 19일~1849년 5월 21일  | 슐레지엔 제24선거구 슈바이트니츠                           | 란츠베르크 / 뷔르템베르크 궁정파               |
| 요도쿠스 도나투스 후베르투스 테메 (Jodocus Donatus Hubertus Temme)       | 1798년~1881년 | 1849년 2월 5일~1849년 6월 18일   | 라인란트 제35선거구 노이스                                 | 베스텐트할                                     |
| 빌헬름 에르트만 플로리안 폰 틸라우 (Wilhelm Erdmann Florian von Thielau) | 1800년~1865년 | 1849년 1월 15일~1849년 5월 20일  | 브라운슈바이키 제4선거구 홀츠민덴                          | 카지노                                         |
| 아우구스트 티메 (August Thieme)                                          | 1821년~1879년 | 1848년 5월 29일~1848년 7월 6일   | 로이스 윙어레 리니에 선거구 히르쉬베르크                   | 독일 궁정파 / 도너스베르크                     |
| 프리드리히 티네스 (Friedrich Thinnes)                                    | 1790년~1860년 | 1848년 5월 18일~1849년 5월 29일  | 미텔프랑켄 제7선거구 아이히슈태트                          | 카지노                                         |
| 요한 하인리히 퇼 (Johann Heinrich Thöl)                                  | 1807년~1884년 | 1848년 11월 27일~1849년 5월 20일 | 메클렌부르크슈트렐리츠운트라체부르크 선거구 노이슈트렐리츠 | 아우크스부르크 궁정파                          |
| 베른하르트 튀싱 (Bernhard Thüssing)                                      | 1810년~1881년 | 1849년 2월 22일~1849년 5월 30일  | 베스트팔렌 제19선거구 렝어리히                             | 독일 궁정파                                    |
| 니콜라우스 티투스 (Nikolaus Titus)                                       | 1808년~1874년 | 1848년 5월 23일~1849년 6월 18일  | 오버프랑켄 제2선거구 밤베르크                              | 독일 궁정파 / 도너스베르크 / 중앙 3월협회      |
| 요한 토마쉐크 (Johann Tomaschek)                                         | 1822년~1898년 | 1848년 5월 19일~1849년 4월 19일  | 모라바 선거구 이글라우                                     | 무소속                                         |
| 요한 트라베르트 (Johann Trabert)                                         | 1784년~1865년 | 1849년 1월 8일~1849년 5월 21일   | 슐레지엔 제2선거구 괴를리츠                                | 독일 궁정파                                    |
| 알베르트 트람푸쉬 (Albert Trampusch)                                     | 1816년~1898년 | 1848년 5월 20일~1849년 5월 30일  | 토로파우/오스트리아 슐레지엔 선거구 바이데나우             | 독일 궁정파 / 중앙 3월협회                     |
| 율리우스 폰 트레스코브 (Julius von Treskow)                              | 1818년~1894년 | 1848년 5월 18일~1849년 5월 17일  | 표젠 제2선거구 슈빈                                        | 카페 밀라니 / 카지노                           |
| 빌헬름 아돌프 폰 트뤼츠쉴러 (Wilhelm Adolph von Trützschler)             | 1818년~1849년 | 1848년 5월 18일~1849년 5월 30일  | 작센왕국 제13선거구 욀스니츠                               | 독일 궁정파 / 도너스베르크 / 중앙 3월협회      |
| 카를 후고 츠슈케 (Carl Hugo Tzschucke)                                   | 1809년~1879년 | 1848년 5월 20일~1848년 11월 9일  | 작센왕국 제20선거구 마이센                                 | 독일 궁정파 / 도너스베르크                     |

## U

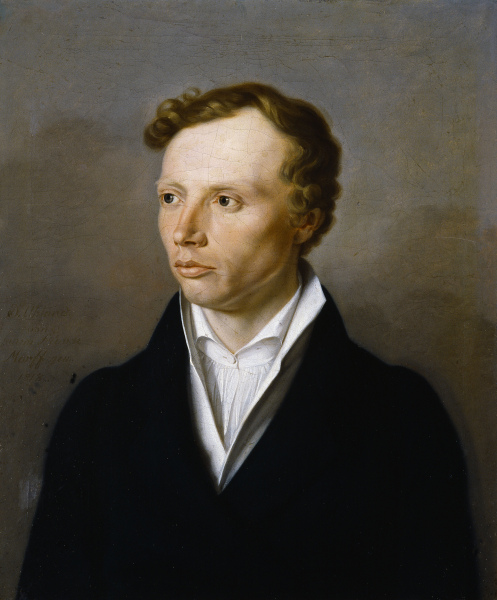
우란트 (작자 미상)

| 이름                                                        | 생몰년        | 의원이었던 기간                  | 선거구                                       | 당파                                       |
| ----------------------------------------------------------- | ------------- | -------------------------------- | -------------------------------------------- | ------------------------------------------ |
| 루트비히 우란트 (Ludwig Uhland)                             | 1787년~1862년 | 1848년 5월 18일~1849년 6월 18일  | 슈바르츠발트 제6선거구 로텐부르크암네카르    | 무소속 / 중앙 3월협회                      |
| 에두아르트 울리히 (Eduard Ulrich)                           | 1813년~1881년 | 1848년 7월 30일~1848년 12월 5일  | 츠나임/모라바 제1선거구 츠나임               | 베스텐트할                                 |
| 필리프 움프샤이덴 (Philipp Umbscheiden)                     | 1816년~1870년 | 1848년 5월 18일~1849년 6월 18일  | 팔츠 제1선거구 베르크차베른                  | 뉘른베르크 궁정파 / 중앙 3월협회           |
| 오토 웅거뷜러 (Otto Ungerbühler)                            | 1799년~1857년 | 1848년 5월 18일~1848년 12월 28일 | 프로이센 제14선거구 프로이센 홀란트          | 카지노                                     |
| 프란츠 폰 운터리히터 (Franz von Unterrichter)               | 1775년~1867년 | 1848년 5월 20일~1849년 4월 19일  | 에취 (티롤운트포어라를베르크) 제1선거구 보첸 | 뷔르템베르크 궁정파/ 아우크스부르크 궁정파 |
| 알베르트 아우구스트 폰 운베르트 (Albert August von Unwerth) | 1804년~1866년 | 1848년 5월 18일~1848년 12월 12일 | 슐레지엔 제11선거구 글로가우                 | 카지노                                     |

## V

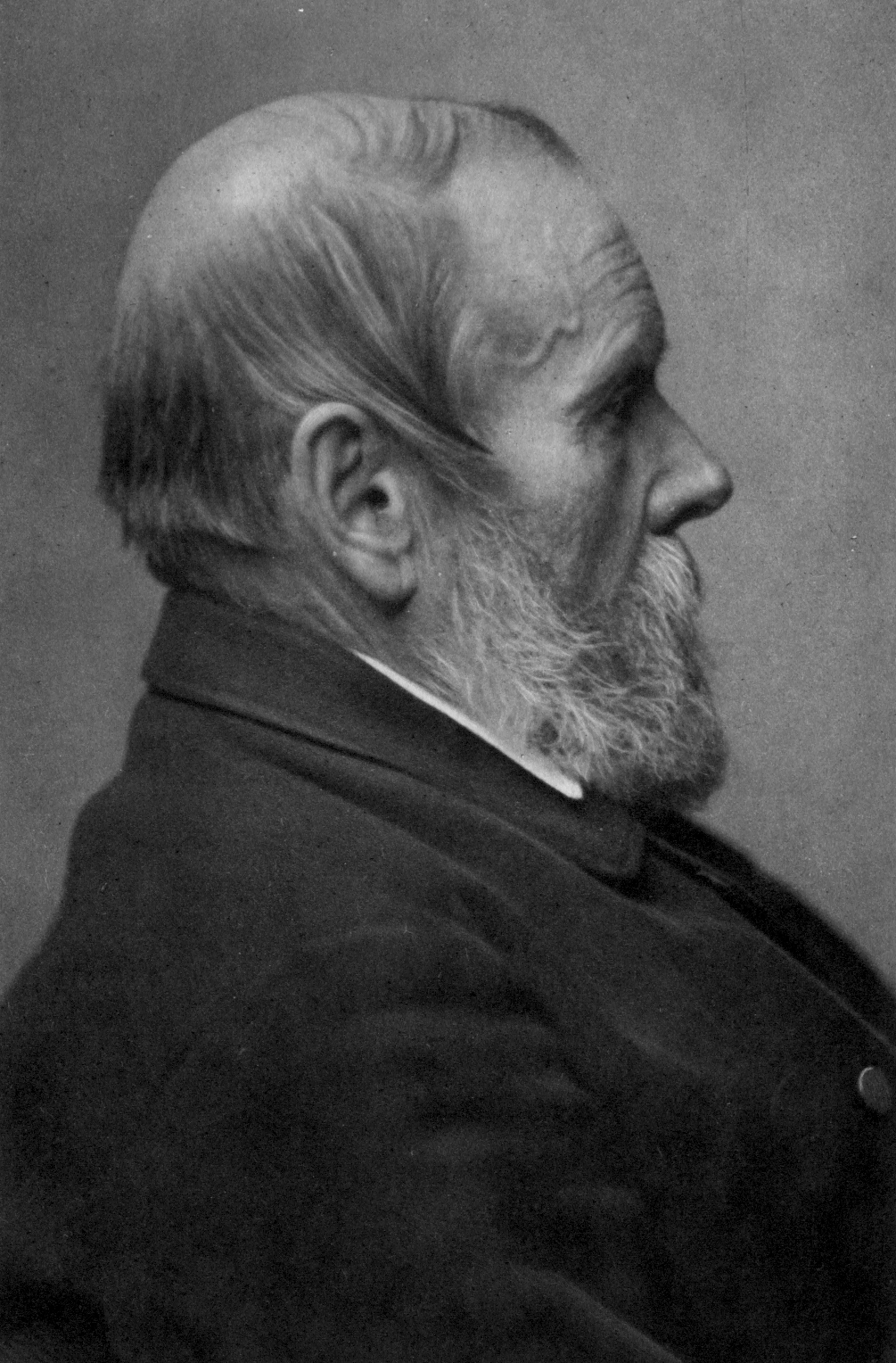
비셔 (작자 미상)
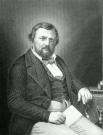
포크트 (작자 미상)
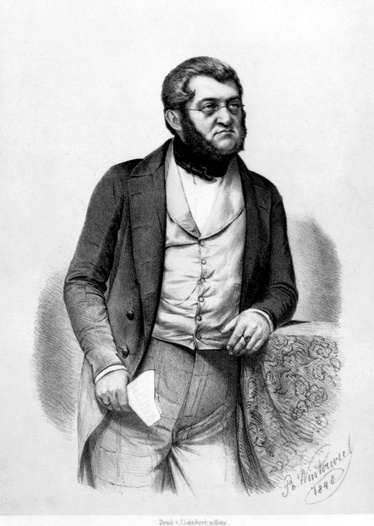
폰 빙케 (작자 미상)

| 이름                                                 | 생몰년        | 의원이었던 기간                  | 선거구                                                     | 당파                                            |
| ---------------------------------------------------- | ------------- | -------------------------------- | ---------------------------------------------------------- | ----------------------------------------------- |
| 모리츠 파이트 (Moritz Veit)                          | 1808년~1864년 | 1848년 5월 18일~1849년 5월 20일  | 브란덴부르크 제6선거구 베를린조피엔포어슈타트              | 카지노                                          |
| 야코프 베네다이 (Jacob Venedey)                      | 1805년~1871년 | 1848년 5월 18일~1849년 6월 18일  | 헤센홈부르크 선거구                                        | 독일 궁정파 / 베스텐트할 / 중앙 3월협회         |
| 카를 베르젠 (Carl Versen)                            | 1809년~1871년 | 1848년 5월 18일~1849년 5월 20일  | 베스트팔렌 제6선거구 브라켈                                | 무소속                                          |
| 게데오네 베토라치 (Gedeone Vettorazzi)               | 1808년~1854년 | 1848년 5월 20일~1848년 11월 7일  | 트리엔트/티롤운트포어라를베르크 제2선거구 레비코           | 독일 궁정파                                     |
| 에른스트 비에비히 (Ernst Viebig)                     | 1810년~1881년 | 1848년 5월 29일~1849년 5월 21일  | 포젠 제9선거구 포젠                                        | 카지노 / 란츠베르크                             |
| 게오르크 폰 빙케 (Georg von Vincke)                  | 1811년~1875년 | 1848년 5월 20일~1849년 5월 24일  | 베스트팔렌 제13선거구 하겐                                 | 카페 밀라니                                     |
| 프리드리히 테오도르 비셔 (Friedrich Theodor Vischer) | 1807년~1887년 | 1848년 5월 18일~1849년 6월 18일  | 슈바르츠발트 제7선거구 로이틀링겐                          | 뷔르템베르크 궁정파 / 베스텐트할 / 중앙 3월협회 |
| 에두아르트 포겔 (Eduard Vogel)                       | 1804년~1868년 | 1848년 5월 27일~1848년 10월 13일 | 슐레지엔 제23선거구 발덴부르크                             | 독일 궁정파                                     |
| 에른스트 포겔 (Ernst Vogel)                          | 1810년~1879년 | 1848년 5월 18일~1849년 5월 30일  | 브란덴부르크 제25선거구 구벤                               | 베스텐트할 / 중앙 3월협회                       |
| 레미기우스 포겔 (Remigius Vogel)                     | 1792년~1867년 | 1848년 5월 29일~1849년 5월 19일  | 슈바벤 제2선거구 딜링겐                                    | 카지노                                          |
| 카를 포크트 (Carl Vogt)                              | 1817년~1895년 | 1848년 5월 20일~1849년 6월 18일  | 헤센다름슈타트 제6선거구 기센                              | 독일 궁정파 / 중앙 3월협회                      |
| 안톤 폰분 (Anton Vonbun)                             | 1799년~1864년 | 1848년 5월 18일~1849년 4월 23일  | 포어라를베르크/티롤운트포어라를베르크 제2선거구 펠트키르히 | 무소속                                          |

## W

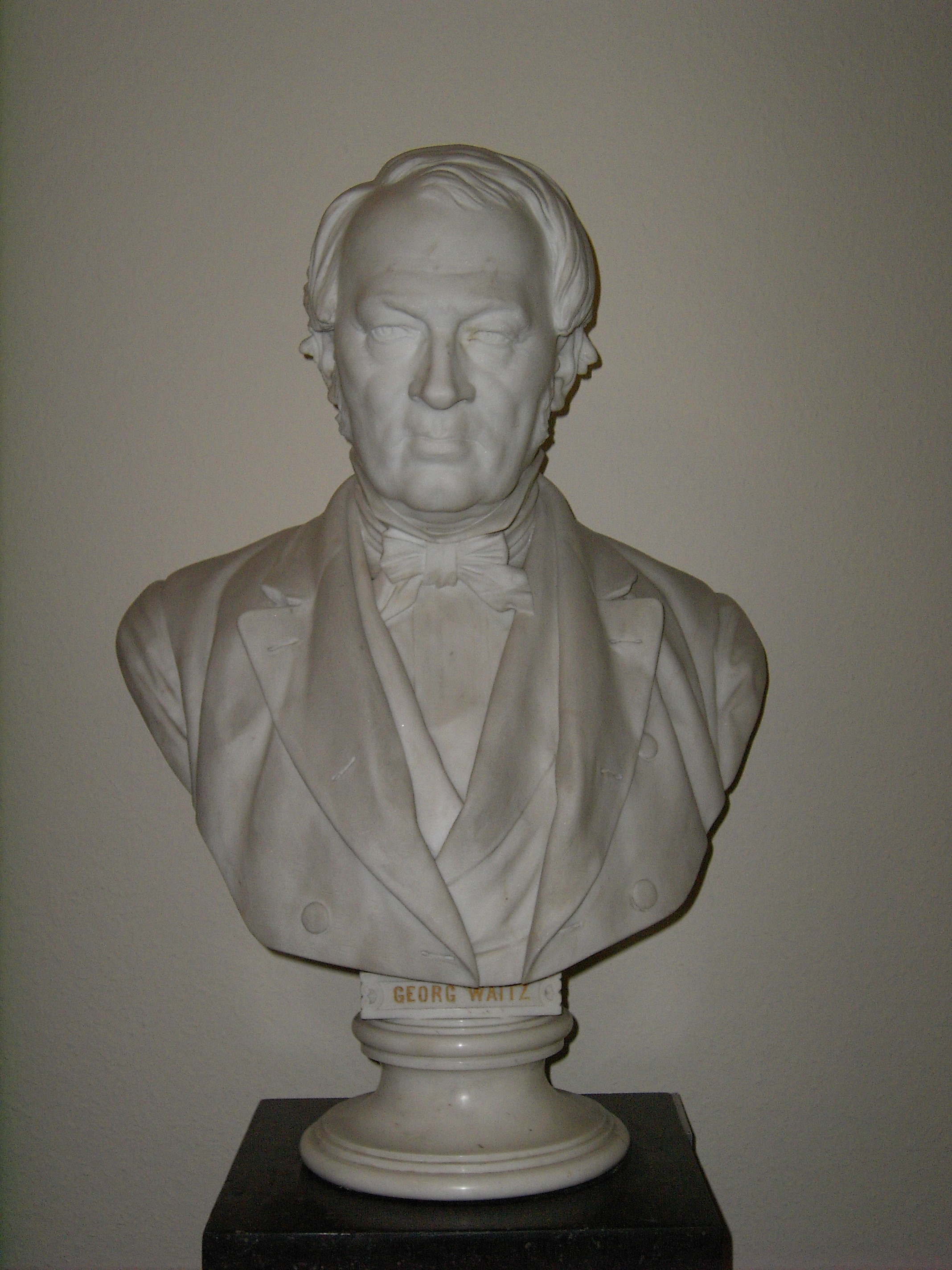
바이츠 (카를 페르디난트 하르처 작 흉상)
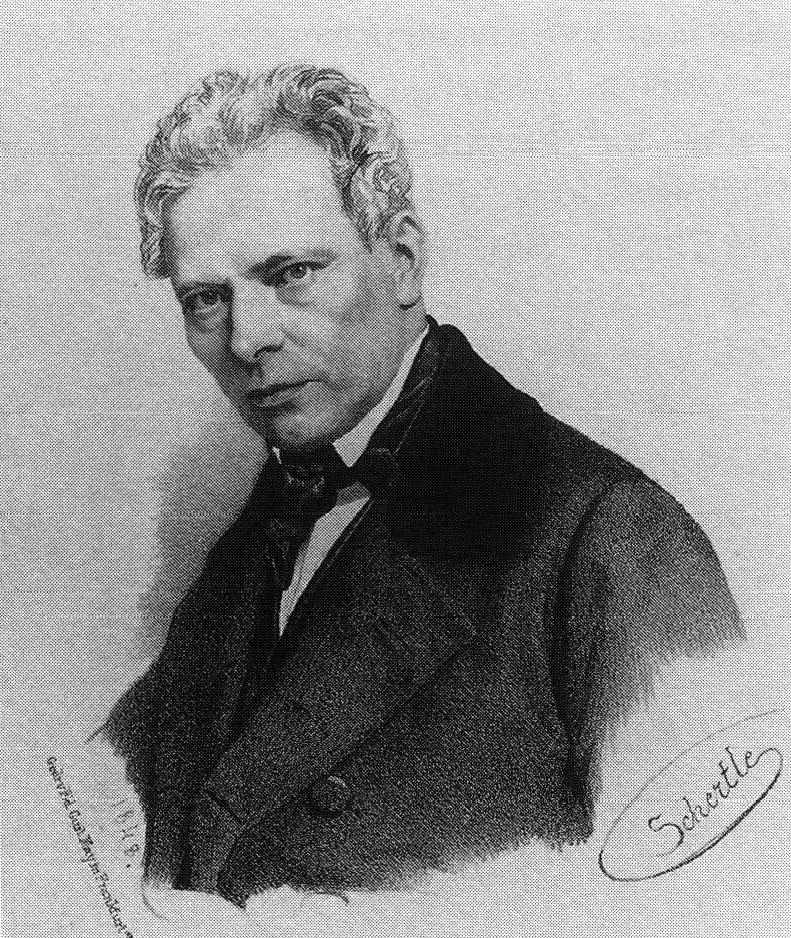
벨커 (석판화, 작자 미상)
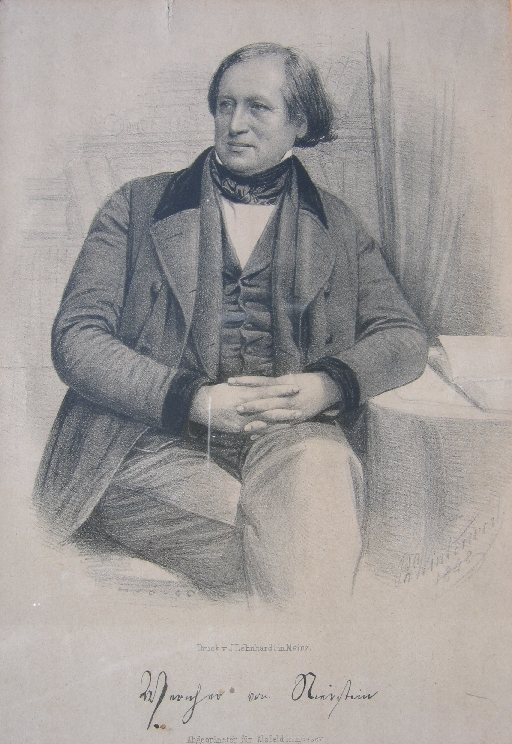
베른헤어
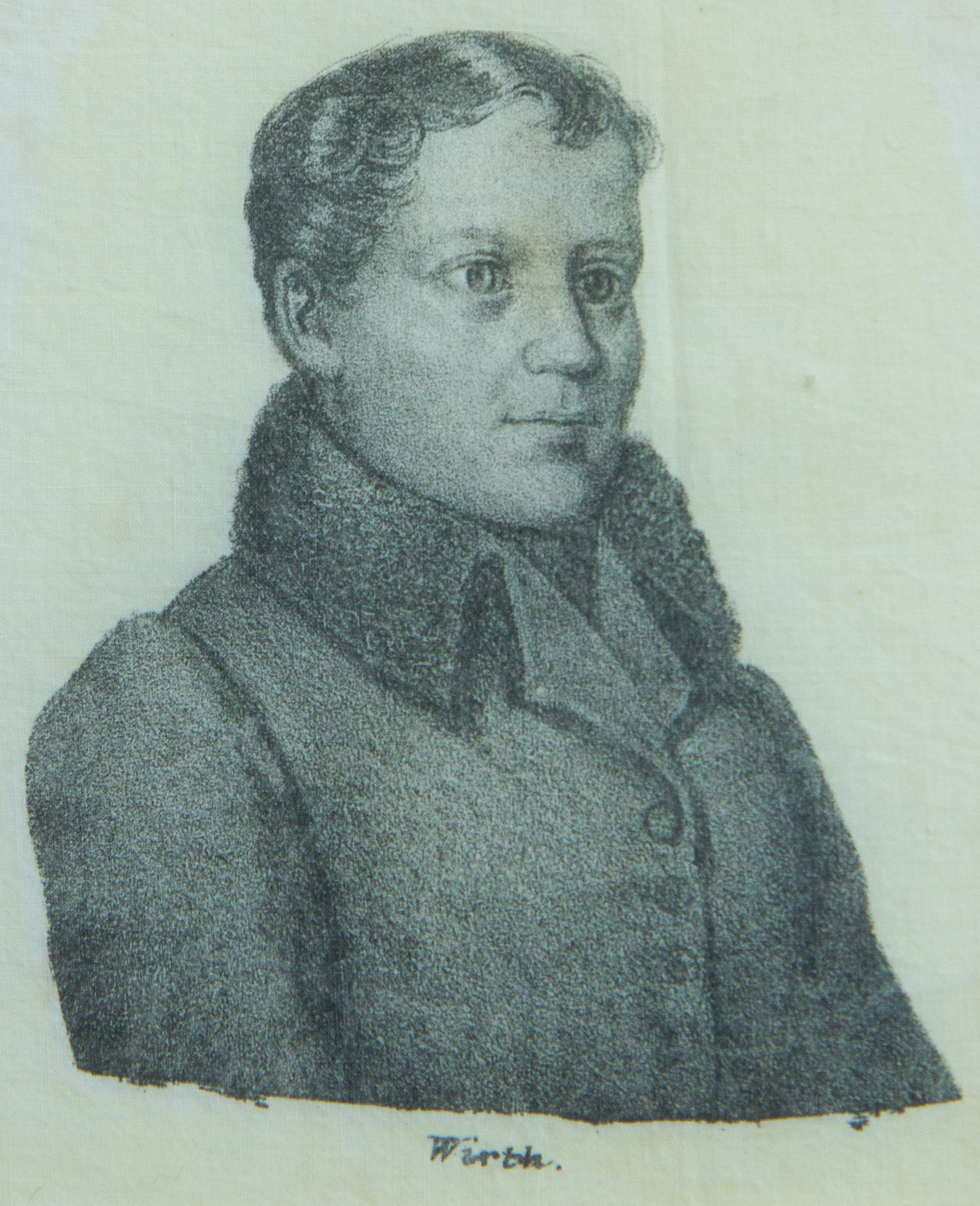
비어트 (스케치, 작자 미상)

| 이름                                                                    | 생몰년             | 의원이었던 기간                  | 선거구                                                  | 당파                                        |
| ----------------------------------------------------------------------- | ------------------ | -------------------------------- | ------------------------------------------------------- | ------------------------------------------- |
| 프리드리히 바크스무트 (Friedrich Wachsmuth)                             | 1803년~1868년      | 1848년 5월 20일~1849년 2월 12일  | 하노버 제2선거구 하노버 시                              | 카지노 / 란츠베르크                         |
| 카밀로 바그너 (Camillo Wagner)                                          | 1813년~1896년      | 1848년 5월 18일~1849년 4월 19일  | 외스터라이히옵데어엔스운트잘츠부르크 제5선거구 슈타이어 | 베스텐트할 / 중앙 3월협회                   |
| 에밀 바그너 (Emil Wagner)                                               | 1820년~1888년      | 1849년 3월 17일~1849년 5월 18일  | 프로이센 제20선거구 도이치크로네                        | 무소속                                      |
| 게오르크 바이츠 (Georg Waitz)                                           | 1813년~1886년      | 1848년 5월 18일~1849년 5월 20일  | 홀슈타인 제4선거구 보르데스홀름                         | 카지노                                      |
| 콘스탄틴 폰 발트부르크차일 (Constantin von Waldburg-Zeil)               | 1807년~1862년      | 1848년 6월 27일~1849년 6월 18일  | 도나우 제3선거구 비버라흐                               | 무소속                                      |
| 하인리히 발트만 (Heinrich Waldmann)                                     | 1811년~1896년      | 1848년 5월 18일~1849년 5월 20일  | 작센지방 제23선거구 하일리겐슈타트                      | 카지노                                      |
| 로베르트 발터 (Robert Walter)                                           | 1804년~1861년      | 1848년 5월 18일~1849년 5월 30일  | 슐레지엔 제39선거구 노이슈타트                          | 카지노 / 란츠베르크                         |
| 알렉산더 폰 바르텐스레벤슈비르젠 (Alexander von Wartensleben-Schwirsen) | 1807년~1883년      | 1848년 5월 18일~1848년 12월 28일 | 포메른 제7선거구 그라이펜베르크                         | 란츠베르크                                  |
| 오토 폰 바츠도르프 (Otto von Watzdorf)                                  | 1801년~1860년      | 1848년 5월 29일~1848년 12월 16일 | 작센왕국 제15선거구 안나베르크                          | 독일 궁정파 / 중앙 3월협회                  |
| 베다 베버 (Beda Weber)                                                  | 1798년~1858년      | 1848년 5월 18일~1849년 4월 12일  | 에취/티롤운트포어라를베르크 제2선거구 메란              | 무소속                                      |
| 요제프 베버 (Joseph Weber)                                              | 1799년~1857년      | 1848년 5월 18일~1849년 5월 30일  | 슈바벤 제3선거구 도나우뵈르트                           | 파리 궁정파                                 |
| 에두아르트 베데킨트 (Eduard Wedekind)                                   | 1805년~1885년      | 1848년 5월 18일~1849년 5월 30일  | 하노버 제5선거구 줄링겐                                 | 카지노 / 란츠베르크 / 뷔르템베르크 궁정파   |
| 루트비히 게오르크 폰 베데마이어 (Ludwig Georg von Wedemeyer)            | 1781년~1867년      | 1848년 5월 18일~1849년 3월 29일  | 브란덴부르크 제20선거구 프리데베르크                    | 카페 밀라니 / 카지노                        |
| 헤르만 베데베어 (Hermann Wedewer)                                       | 1811년~1871년      | 1848년 5월 31일~1848년 6월 26일  | 베스트팔렌 제17선거구 보르켄                            | 무소속                                      |
| 안톤 폰 베크네른 (Anton von Wegnern)                                    | 1809년~1891년      | 1848년 5월 31일~1849년 5월 17일  | 프로이센 제8선거구 뤼크                                 | 카페 밀라니 / 카지노                        |
| 카를 빌헬름 바이글레 (Carl Wilhelm Weigle)                              | 1788년~1884년      | 1849년 3월 17일~1849년 6월 18일  | 네카르 제6선거구 루트비히스부르크                       | 독일 궁정파                                 |
| 요제프 바이스 (Joseph Weiß)                                             | 1805년~1887년      | 1848년 5월 18일~1849년 4월 17일  | 외스터라이히옵데어엔스운트잘츠부르크 제4선거구 그라인   | 무소속                                      |
| 빌헬름 바이센보른 (Wilhelm Weißenborn)                                  | 1803년~1878년      | 1848년 5월 18일~1849년 4월 4일   | 작센바이마르아이제나흐 제2선거구 아이제나흐             | 뷔르템베르크 궁정파                         |
| 페터 베크베커 (Peter Wekbeker)                                          | 1807년~1875년      | 1849년 1월 12일~1849년 5월 30일  | 라인란트 제10선거구 카이저스에쉬                        | 무소속                                      |
| 카를 테오도르 벨커 (Carl Theodor Welcker)                               | 1790년~1869년      | 1848년 5월 18일~1849년 5월 26일  | 바덴 제14선거구 빌페르딩겐                              | 카지노 / 파리 궁정파                        |
| 요한 페터 벨터 (Johann Peter Welter)                                    | 1823년~1881년      | 1849년 1월 3일~1849년 6월 18일   | 라인란트 제3선거구 메르치히                             | 독일 궁정파                                 |
| 프란츠 베르너 (Franz Werner)                                            | 1810년~1866년      | 1848년 12월 13일~1849년 4월 23일 | 외스터라이히옵데어엔스 선거구 멜크                      | 무소속                                      |
| 요한 페터 요제프 베르너 (Johann Peter Joseph Werner)                    | 1798년~1869년      | 1848년 5월 19일~1849년 1월 3일   | 라인란트 제10선거구 카이저스에쉬                        | 뷔르템베르크 궁정파                         |
| 막시밀리안 베르너 (Maximilian Werner)                                   | 1815년~1875년      | 1848년 10월 30일~1849년 5월 30일 | 바덴 제10선거구 오펜부르크                              | 도너스베르크 / 중앙 3월협회                 |
| 필리프 빌헬름 베른헤어 (Philipp Wilhelm Wernher)                        | 1802년~1887년      | 1848년 5월 18일~1849년 5월 24일  | 헤센다름슈타트 제7선거구 알스펠트                       | 뷔르템베르크 궁정파 / 아우크스부르크 궁정파 |
| 아가톤 베르니히 (Agathon Wernich)                                       | 1802년~1868년      | 1848년 10월 12일~1849년 5월 1일  | 프로이센 제31선거구 엘빙                                | 카지노                                      |
| 발렌틴 요제프 베르트뮐러 (Valentin Joseph Werthmüller)                  | 1799년~1882년      | 1848년 5월 18일~1849년 5월 30일  | 쿠어헤센 제9선거구 풀다                                 | 무소속                                      |
| 후고 베젠동크 (Hugo Wesendonck)                                         | 1817년~1900년      | 1848년 5월 18일~1849년 6월 18일  | 라인란트 제25선거구 뒤셀도르프                          | 독일 궁정파 / 도너스베르크 / 중앙 3월협회   |
| 이그나츠 베셀리 (Ignatz Wessely)                                        | 1804년~1882년      | 1849년 3월 15일~1849년 4월 16일  | 모라바 선거구 웅가리쉬브로트                            | 무소속                                      |
| 빌헬름 비히만 (Wilhelm Wichmann)                                        | 1820년~1888년      | 1848년 5월 18일~1849년 5월 30일  | 작센지방 제8선거구 슈텐달                               | 카지노 / 란츠베르크                         |
| 크리스티안 비덴만 (Christian Widenmann)                                 | 1802년~1876년      | 1848년 5월 18일~1849년 5월 24일  | 라인란트 제34선거구 묀헨글라트바흐                      | 뷔르템베르크 궁정파 / 아우크스부르크 궁정파 |
| 아우구스트 비프커 (August Wiebker)                                      | 1804년~1849년      | 1848년 5월 18일~1849년 3월 27일  | 포메른 제12선거구 앙클람                                | 무소속                                      |
| 루트비히 하인리히 비더홀트 (Ludwig Heinrich Wiederhold)                 | 1801년~1850년      | 1848년 5월 18일~1848년 5월 20일  | 뤼베크 한자자유시                                       | 무소속                                      |
| 아돌프 비스너 (Adolph Wiesner)                                          | 1807년~1867년      | 1848년 5월 18일~1849년 6월 18일  | 외스터라이히운터데어엔스 제11선거구 펠츠베르크          | 독일 궁정파 / 도너스베르크 / 중앙 3월협회   |
| 빌헬름 비에스트 (Wilhelm Wiest)                                         | 1803년~1877년      | 1848년 5월 18일~1849년 5월 30일  | 도나우 제5선거구 자울가우                               | 무소속                                      |
| 카를 비에타우스 (Carl Wiethaus)                                         | 1809년~1865년      | 1848년 5월 26일~1849년 10월 30일 | 베스트팔렌 제12선거구 이절론                            | 무소속                                      |
| 율리우스 비에타우스 (Julius Wiethaus)                                   | 1806년~1863년      | 1848년 7월 15일~1849년 5월 17일  | 라인란트 제18선거구 구머스바흐                          | 무소속                                      |
| 프란츠 야코프 비가르트 (Franz Jacob Wigard)                             | 1807년~1885년      | 1848년 5월 18일~1849년 6월 18일  | 작센 제21선거구 드레스덴알트슈타트                      | 독일 궁정파 / 중앙 3월협회                  |
| 장자크 빌마르 (Jean-Jacques Willmar)                                    | 1792년~1866년      | 1848년 5월 31일~1849년 1월 2일   | 룩셈부르크 선거구                                       | 무소속                                      |
| 요한 밥티스트 안톤 비머 (Johann Baptist Anton Wimmer)                   | 1793년~1870년      | 1849년 4월 23일~1849년 5월 30일  | 오버팔츠 제7선거구 티르셴로이트                         | 무소속                                      |
| 요제프 비니바르터 (Joseph Winiwarter)                                   | 1815년~1903년      | 1848년 6월 3일~1848년 8월 24일   | 분츨라우/보헤미아 선거구 라이헨베르크                   | 무소속                                      |
| 요한 카를 아우구스트 빈터 (Johann Carl August Winter)                   | 1815년~1876년      | 1848년 5월 29일~1849년 5월 21일  | 하노버 제14선거구 첼러                                  | 무소속                                      |
| 카를 빌헬름 비퍼만 (Karl Wilhelm Wippermann)                            | 1800년~1857년      | 1848년 5월 18일~1849년 5월 30일  | 쿠어헤센 제3선거구 호프가이스마르                       | 카지노                                      |
| 요한 게오르크 아우구스트 비르트 (Johann Georg August Wirth)             | 1798년~1848년      | 1848년 7월 6일~1848년 7월 26일   | 로이스 윙어레 리니에 선거구 히르쉬베르크                | 독일 궁정파                                 |
| 헬무트 뵐러 (Hellmuth Wöhler)                                           | 1820년~1899년      | 1849년 2월 26일~1849년 6월 18일  | 메클렌부르크슈베린 제2선거구 비스마르                   | 독일 궁정파 / 중앙 3월협회                  |
| 요한 볼프 (Johann Wolf)                                                 | 1803년 경~몰년미상 | 1848년 9월 27일~1849년 1월 9일   | 슈타이어마르크 제6선거구 빌돈                           | 무소속                                      |
| 빌헬름 볼프 (Wilhelm Wolff)                                             | 1809년~1864년      | 1849년 5월 21일~1849년 6월 18일  | 슐레지엔 제22선거구 노이마르크트                        | 도너스베르크                                |
| 카를 아르투어 폰 브로헴 (Carl Arthur von Wrochem)                       | 1809년~1872년      | 1849년 4월 4일~1849년 5월 11일   | 슐레지엔 제18선거구 오라우                              | 무소속                                      |
| 카를 오토 뷔르트 (Carl Otto Würth)                                      | 1803년~1884년      | 1848년 12월 20일~1849년 6월 18일 | 호엔촐레른 제2선거구 지크마링겐                         | 독일 궁정파 / 도너스베르크 / 중앙 3월협회   |
| 요제프 에들러 폰 뷔르트 (Joseph Edler von Würth)                        | 1817년~1855년      | 1848년 5월 18일~1849년 3월 19일  | 외스터라이히운터데어엔스 제6선거구 빈요제프슈타트       | 카지노 / 파리 궁정파                        |
| 프리드리히 폰 불펜 (Friedrich von Wulffen)                              | 1790년~1858년      | 1848년 5월 18일~1849년 5월 7일   | 니더바이에른 제7선거구 볼프슈타인                       | 카페 밀라니                                 |
| 크리스티안 프리드리히 부엄 (Christian Friedrich Wurm)                   | 1803년~1859년      | 1848년 5월 18일~1849년 5월 24일  | 네카르 제1선거구 에슬링겐                               | 뷔르템베르크 궁정파 / 아우크스부르크 궁정파 |
| 하인리히 부트케 (Heinrich Wuttke)                                       | 1818년~1876년      | 1848년 11월 23일~1849년 5월 30일 | 작센 제6선거구 라이프치히                               | 뷔르템베르크 궁정파                         |
| 오스카르 폰 뷔덴브루크 (Oskar von Wydenbrugk)                           | 1815년~1876년      | 1848년 5월 18일~1849년 5월 30일  | 작센바이마르아이제나흐 제1선거구 바이마르               | 뷔르템베르크 궁정파 / 중앙 3월협회          |

## X
| 이름                                     | 생몰년        | 의원이었던 기간                | 선거구                      | 당파   |
| ---------------------------------------- | ------------- | ------------------------------ | --------------------------- | ------ |
| 요제프 폰 자이란드 (Joseph von Xylander) | 1794년~1854년 | 1849년 4월 13일~1849년 5월 7일 | 오버바이에른 제5선거구 브룩 | 무소속 |

## Z

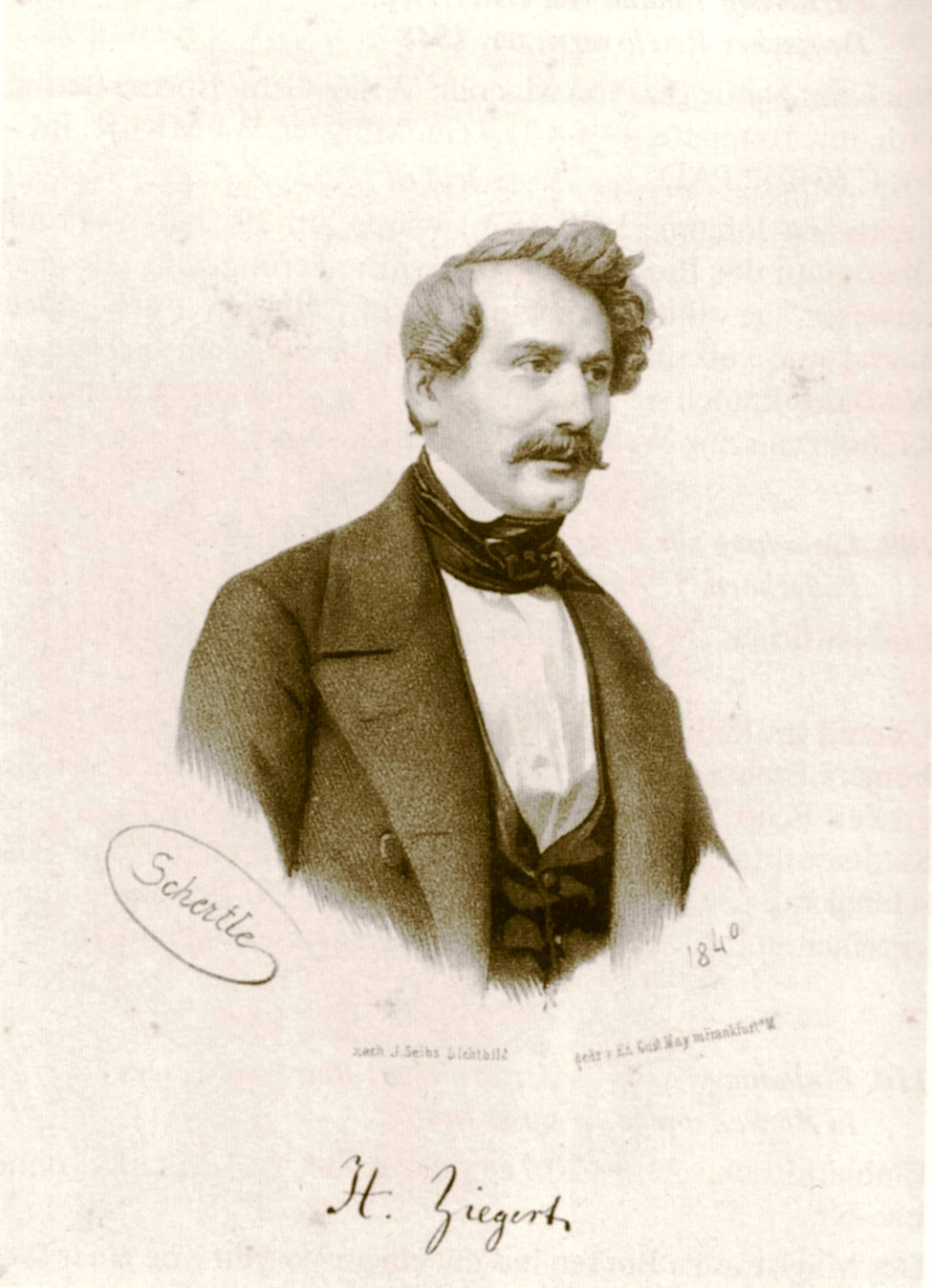
치게르트 (V. 쉬어틀레의 석판화)

| 이름                                                                    | 생몰년        | 의원이었던 기간                  | 선거구                           | 당파                                        |
| ----------------------------------------------------------------------- | ------------- | -------------------------------- | -------------------------------- | ------------------------------------------- |
| 프리드리히 빌헬름 콘라트 차흐라리애 (Friedrich Wilhelm Conrad Zachariä) | 1798년~1869년 | 1848년 5월 18일~1849년 5월 29일  | 안할트베른부르크 선거구          | 카지노                                      |
| 하인리히 알베르트 차흐라리애 (Heinrich Albert Zachariä)                 | 1806년~1875년 | 1848년 5월 18일~1849년 5월 26일  | 하노버 제6선거구 괴팅겐          | 카지노 / 뉘른베르크 궁정파                  |
| 프리드리히 요제프 첼 (Friedrich Joseph Zell)                            | 1814년~1881년 | 1848년 5월 18일~1849년 5월 30일  | 라인란트 제4선거구 베른카슈텔    | 뷔르템베르크 궁정파                         |
| 요하네스 첼트너 (Johannes Zeltner)                                      | 1805년~1882년 | 1848년 12월 11일~1849년 5월 24일 | 미텔프랑켄 제3선거구 퓌르트      | 란츠베르크                                  |
| 요한 밥티스트 폰 체네티 (Johann Baptist von Zenetti)                    | 1785년~1856년 | 1848년 5월 18일~1849년 1월 8일   | 니더바이에른 제1선거구 란츠후트  | 카지노                                      |
| 아돌프 폰 체르초크 (Adolf von Zerzog)                                   | 1799년~1880년 | 1848년 5월 18일~1849년 5월 24일  | 오버팔츠 제1선거구 레겐스부르크  | 뷔르템베르크 궁정파 / 아우크스부르크 궁정파 |
| 아우구스트 치게르트 (August Ziegert)                                    | 1810년~1882년 | 1848년 5월 18일~1849년 5월 25일  | 베스트팔렌 제1선거구 민덴        | 뷔르템베르크 궁정파                         |
| 카를 치머 (Carl Zimmer)                                                 | 1818년~1891년 | 1849년 5월 26일~1849년 6월 18일  | 필젠/보헤미아 선거구 플란        | 무소속                                      |
| 에두아르트 치머만 (Eduard Zimmermann)                                   | 1811년~1880년 | 1848년 5월 18일~1849년 6월 18일  | 브란덴부르크 제24선거구 룩카우   | 도너스베르크 / 중앙 3월협회                 |
| 빌헬름 치머만 (Wilhelm Zimmermann)                                      | 1807년~1878년 | 1848년 5월 18일~1849년 6월 18일  | 약스트 제2선거구 슈배비쉬 할     | 독일 궁정파 / 도너스베르크                  |
| 카를 치텔 (Carl Zittel)                                                 | 1802년~1871년 | 1848년 5월 18일~1849년 5월 30일  | 바덴 제1선거구 카를스루에        | 카지노                                      |
| 프란츠 하인리히 치츠 (Franz Heinrich Zitz)                              | 1803년~1877년 | 1848년 5월 18일~1849년 5월 1일   | 헤센다름슈타트 제10선거구 마인츠 | 독일 궁정파 / 도너스베르크                  |
| 빌헬름 아우구스트 쵤너 (Wilhelm August Zöllner)                         | 1807년~1868년 | 1848년 5월 18일~1849년 5월 26일  | 작센 제2선거구 뢰바우            | 카지노                                      |
| 요하네스 춤 잔데 (Johannes zum Sande)                                   | 1802년~1878년 | 1848년 5월 18일~1849년 5월 30일  | 하노버 제22선거구 링겐           | 파리 궁정파                                 |

## 참고 문헌
- 라이너 코흐(Rainer Koch) 편찬. Die Frankfurter Nationalversammlung 1848/49. Ein Handlexikon der Abgeordneten der deutschen verfassungsgebenden Reichs-Versammlung. Kunz, Kelkheim 1989. ISBN 3-923420-10-2